# فهرست بوم‌ناحیه‌های خشکی (صندوق جهانی طبیعت)

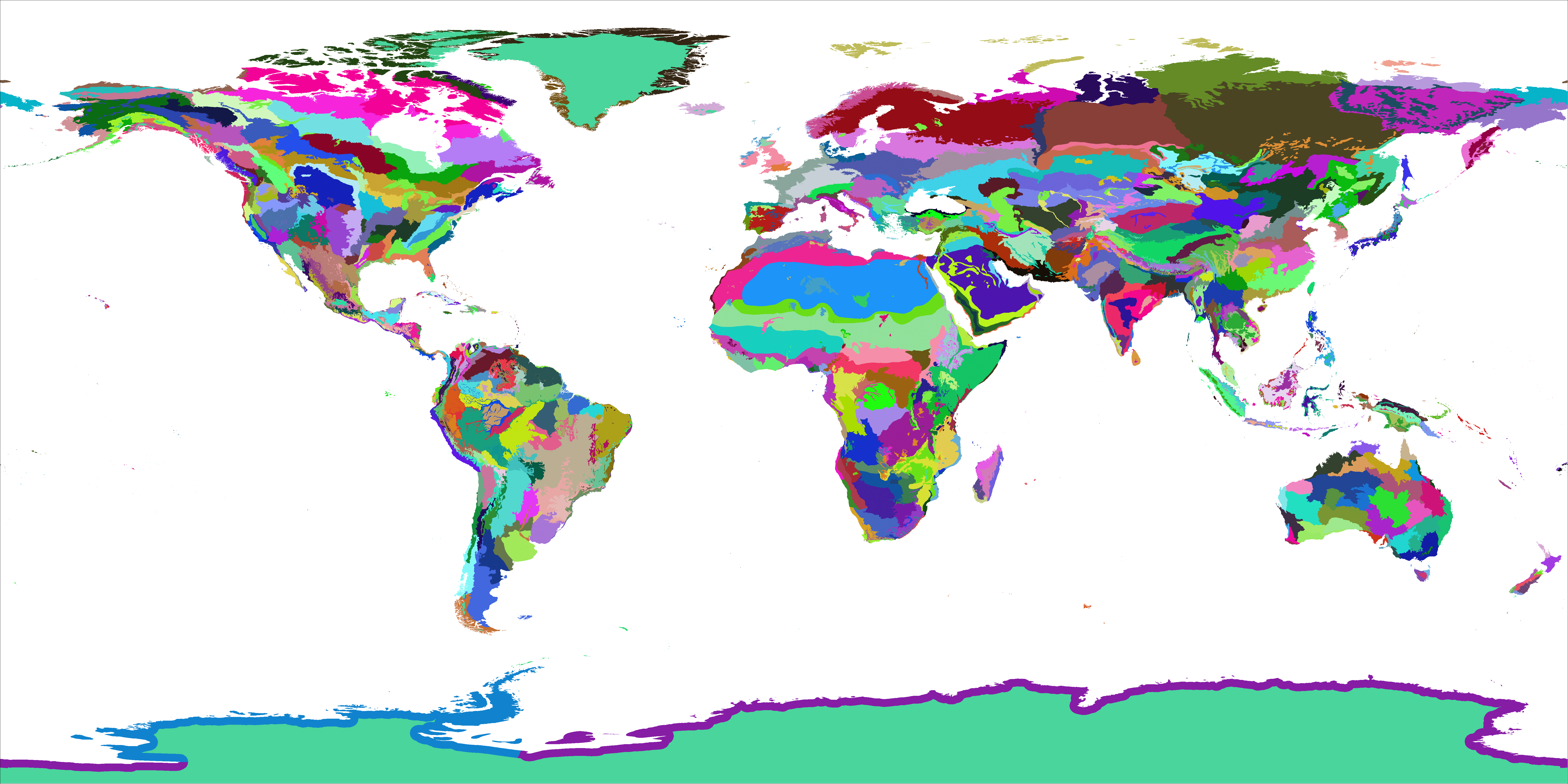
بوم‌ناحیه‌های خشکی کره زمین

این صفحه شامل فهرست بوم‌ناحیه‌های خشکی است. بوم‌ناحیه‌های فهرست‌شده در این صفحه توسط صندوق جهانی طبیعت (WWF) تدوین شده است. صندوق جهانی طبیعت سه نوع بوم‌ناحیه خشکی، بوم‌ناحیه آب شیرین و بوم‌ناحیه دریایی را مشخص کرده است.
از نظر خشکی، کره زمین به ۸ قلمرو زیست‌جغرافیایی تقسیم شده که ۸۶۷ بوم‌ناحیه کوچک‌تر را شامل می‌شود. هر بوم‌ناحیه نیز به یکی از ۱۴ نوع زیستگاه اصلی یا زیست‌بوم تعلق دارد.
در سال ۲۰۱۷ صندوق جهانی طبیعت، نام‌ها و مرزهای بوم‌سازگان در شبه جزیره عربستان، مناطق خشک‌تر آفریقا، و جنوب شرقی ایالات متحده را اصلاح و بازبینی کرد.
| قلمرو زیست‌جغرافیایی  | زیست‌بوم                                              | بوم‌ناحیه                                                          | کشور/قلمرو                          |
| -------------------- | ---------------------------------------------------- | ----------------------------------------------------------------- | ----------------------------------- |
| قلمرو آفریقای حاره‌ای | جنگل‌های پهن‌برگ مرطوب حاره‌ای و جنب‌حاره‌ای              | Albertine Rift montane forests                                    | بوروندی                             |
| قلمرو آفریقای حاره‌ای | جنگل‌های پهن‌برگ مرطوب حاره‌ای و جنب‌حاره‌ای              | Albertine Rift montane forests                                    | جمهوری دموکراتیک کنگو               |
| قلمرو آفریقای حاره‌ای | جنگل‌های پهن‌برگ مرطوب حاره‌ای و جنب‌حاره‌ای              | Albertine Rift montane forests                                    | رواندا                              |
| قلمرو آفریقای حاره‌ای | جنگل‌های پهن‌برگ مرطوب حاره‌ای و جنب‌حاره‌ای              | Albertine Rift montane forests                                    | تانزانیا                            |
| قلمرو آفریقای حاره‌ای | جنگل‌های پهن‌برگ مرطوب حاره‌ای و جنب‌حاره‌ای              | Albertine Rift montane forests                                    | اوگاندا                             |
| قلمرو آفریقای حاره‌ای | جنگل‌های پهن‌برگ مرطوب حاره‌ای و جنب‌حاره‌ای              | جنگل‌های ساحلی استوایی اقیانوس اطلس                                | کامرون                              |
| قلمرو آفریقای حاره‌ای | جنگل‌های پهن‌برگ مرطوب حاره‌ای و جنب‌حاره‌ای              | جنگل‌های ساحلی استوایی اقیانوس اطلس                                | جمهوری کنگو                         |
| قلمرو آفریقای حاره‌ای | جنگل‌های پهن‌برگ مرطوب حاره‌ای و جنب‌حاره‌ای              | جنگل‌های ساحلی استوایی اقیانوس اطلس                                | جمهوری دموکراتیک کنگو               |
| قلمرو آفریقای حاره‌ای | جنگل‌های پهن‌برگ مرطوب حاره‌ای و جنب‌حاره‌ای              | جنگل‌های ساحلی استوایی اقیانوس اطلس                                | گینه استوایی                        |
| قلمرو آفریقای حاره‌ای | جنگل‌های پهن‌برگ مرطوب حاره‌ای و جنب‌حاره‌ای              | جنگل‌های ساحلی استوایی اقیانوس اطلس                                | گابن                                |
| قلمرو آفریقای حاره‌ای | جنگل‌های پهن‌برگ مرطوب حاره‌ای و جنب‌حاره‌ای              | جنگل‌های ارتفاعات کامرون                                           | کامرون                              |
| قلمرو آفریقای حاره‌ای | جنگل‌های پهن‌برگ مرطوب حاره‌ای و جنب‌حاره‌ای              | جنگل‌های ارتفاعات کامرون                                           | نیجریه                              |
| قلمرو آفریقای حاره‌ای | جنگل‌های پهن‌برگ مرطوب حاره‌ای و جنب‌حاره‌ای              | Central Congolian lowland forests                                 | جمهوری دموکراتیک کنگو               |
| قلمرو آفریقای حاره‌ای | جنگل‌های پهن‌برگ مرطوب حاره‌ای و جنب‌حاره‌ای              | Comoros forests                                                   | کومور                               |
| قلمرو آفریقای حاره‌ای | جنگل‌های پهن‌برگ مرطوب حاره‌ای و جنب‌حاره‌ای              | Comoros forests                                                   | مایوت                               |
| قلمرو آفریقای حاره‌ای | جنگل‌های پهن‌برگ مرطوب حاره‌ای و جنب‌حاره‌ای              | Cross–Niger transition forests                                    | نیجریه                              |
| قلمرو آفریقای حاره‌ای | جنگل‌های پهن‌برگ مرطوب حاره‌ای و جنب‌حاره‌ای              | جنگل‌های ساحلی سنقا–بیوکو                                          | کامرون                              |
| قلمرو آفریقای حاره‌ای | جنگل‌های پهن‌برگ مرطوب حاره‌ای و جنب‌حاره‌ای              | جنگل‌های ساحلی سنقا–بیوکو                                          | گینه استوایی                        |
| قلمرو آفریقای حاره‌ای | جنگل‌های پهن‌برگ مرطوب حاره‌ای و جنب‌حاره‌ای              | جنگل‌های ساحلی سنقا–بیوکو                                          | نیجریه                              |
| قلمرو آفریقای حاره‌ای | جنگل‌های پهن‌برگ مرطوب حاره‌ای و جنب‌حاره‌ای              | East African montane forests                                      | کنیا                                |
| قلمرو آفریقای حاره‌ای | جنگل‌های پهن‌برگ مرطوب حاره‌ای و جنب‌حاره‌ای              | East African montane forests                                      | سودان جنوبی                         |
| قلمرو آفریقای حاره‌ای | جنگل‌های پهن‌برگ مرطوب حاره‌ای و جنب‌حاره‌ای              | East African montane forests                                      | تانزانیا                            |
| قلمرو آفریقای حاره‌ای | جنگل‌های پهن‌برگ مرطوب حاره‌ای و جنب‌حاره‌ای              | East African montane forests                                      | اوگاندا                             |
| قلمرو آفریقای حاره‌ای | جنگل‌های پهن‌برگ مرطوب حاره‌ای و جنب‌حاره‌ای              | Eastern Arc forests                                               | کنیا                                |
| قلمرو آفریقای حاره‌ای | جنگل‌های پهن‌برگ مرطوب حاره‌ای و جنب‌حاره‌ای              | Eastern Arc forests                                               | تانزانیا                            |
| قلمرو آفریقای حاره‌ای | جنگل‌های پهن‌برگ مرطوب حاره‌ای و جنب‌حاره‌ای              | Eastern Congolian swamp forests                                   | جمهوری دموکراتیک کنگو               |
| قلمرو آفریقای حاره‌ای | جنگل‌های پهن‌برگ مرطوب حاره‌ای و جنب‌حاره‌ای              | جنگل‌های گینه شرقی                                                 | بنین                                |
| قلمرو آفریقای حاره‌ای | جنگل‌های پهن‌برگ مرطوب حاره‌ای و جنب‌حاره‌ای              | جنگل‌های گینه شرقی                                                 | ساحل عاج                            |
| قلمرو آفریقای حاره‌ای | جنگل‌های پهن‌برگ مرطوب حاره‌ای و جنب‌حاره‌ای              | جنگل‌های گینه شرقی                                                 | غنا                                 |
| قلمرو آفریقای حاره‌ای | جنگل‌های پهن‌برگ مرطوب حاره‌ای و جنب‌حاره‌ای              | جنگل‌های گینه شرقی                                                 | توگو                                |
| قلمرو آفریقای حاره‌ای | جنگل‌های پهن‌برگ مرطوب حاره‌ای و جنب‌حاره‌ای              | Ethiopian montane forests                                         | اریتره                              |
| قلمرو آفریقای حاره‌ای | جنگل‌های پهن‌برگ مرطوب حاره‌ای و جنب‌حاره‌ای              | Ethiopian montane forests                                         | اتیوپی                              |
| قلمرو آفریقای حاره‌ای | جنگل‌های پهن‌برگ مرطوب حاره‌ای و جنب‌حاره‌ای              | Ethiopian montane forests                                         | سومالی                              |
| قلمرو آفریقای حاره‌ای | جنگل‌های پهن‌برگ مرطوب حاره‌ای و جنب‌حاره‌ای              | Ethiopian montane forests                                         | سودان                               |
| قلمرو آفریقای حاره‌ای | جنگل‌های پهن‌برگ مرطوب حاره‌ای و جنب‌حاره‌ای              | Granitic Seychelles forests                                       | سیشل                                |
| قلمرو آفریقای حاره‌ای | جنگل‌های پهن‌برگ مرطوب حاره‌ای و جنب‌حاره‌ای              | جنگل‌های کوهستانی گینه                                             | ساحل عاج                            |
| قلمرو آفریقای حاره‌ای | جنگل‌های پهن‌برگ مرطوب حاره‌ای و جنب‌حاره‌ای              | جنگل‌های کوهستانی گینه                                             | گینه                                |
| قلمرو آفریقای حاره‌ای | جنگل‌های پهن‌برگ مرطوب حاره‌ای و جنب‌حاره‌ای              | جنگل‌های کوهستانی گینه                                             | لیبریا                              |
| قلمرو آفریقای حاره‌ای | جنگل‌های پهن‌برگ مرطوب حاره‌ای و جنب‌حاره‌ای              | جنگل‌های کوهستانی گینه                                             | سیرالئون                            |
| قلمرو آفریقای حاره‌ای | جنگل‌های پهن‌برگ مرطوب حاره‌ای و جنب‌حاره‌ای              | جنگل‌های کوهستانی نیسنا–اماتوله                                    | آفریقای جنوبی                       |
| قلمرو آفریقای حاره‌ای | جنگل‌های پهن‌برگ مرطوب حاره‌ای و جنب‌حاره‌ای              | KwaZulu–Cape coastal forest mosaic                                | آفریقای جنوبی                       |
| قلمرو آفریقای حاره‌ای | جنگل‌های پهن‌برگ مرطوب حاره‌ای و جنب‌حاره‌ای              | جنگل‌های پست‌بوم ماداگاسکار                                         | ماداگاسکار                          |
| قلمرو آفریقای حاره‌ای | جنگل‌های پهن‌برگ مرطوب حاره‌ای و جنب‌حاره‌ای              | Madagascar subhumid forests                                       | ماداگاسکار                          |
| قلمرو آفریقای حاره‌ای | جنگل‌های پهن‌برگ مرطوب حاره‌ای و جنب‌حاره‌ای              | Maputaland coastal forest mosaic                                  | موزامبیک                            |
| قلمرو آفریقای حاره‌ای | جنگل‌های پهن‌برگ مرطوب حاره‌ای و جنب‌حاره‌ای              | Maputaland coastal forest mosaic                                  | آفریقای جنوبی                       |
| قلمرو آفریقای حاره‌ای | جنگل‌های پهن‌برگ مرطوب حاره‌ای و جنب‌حاره‌ای              | Maputaland coastal forest mosaic                                  | اسواتینی                            |
| قلمرو آفریقای حاره‌ای | جنگل‌های پهن‌برگ مرطوب حاره‌ای و جنب‌حاره‌ای              | جزایر ماسکارین                                                    | موریس                               |
| قلمرو آفریقای حاره‌ای | جنگل‌های پهن‌برگ مرطوب حاره‌ای و جنب‌حاره‌ای              | جزایر ماسکارین                                                    | رئونیون                             |
| قلمرو آفریقای حاره‌ای | جنگل‌های پهن‌برگ مرطوب حاره‌ای و جنب‌حاره‌ای              | Mount Cameroon and Bioko montane forests                          | کامرون                              |
| قلمرو آفریقای حاره‌ای | جنگل‌های پهن‌برگ مرطوب حاره‌ای و جنب‌حاره‌ای              | Mount Cameroon and Bioko montane forests                          | گینه استوایی                        |
| قلمرو آفریقای حاره‌ای | جنگل‌های پهن‌برگ مرطوب حاره‌ای و جنب‌حاره‌ای              | Niger Delta swamp forests                                         | نیجریه                              |
| قلمرو آفریقای حاره‌ای | جنگل‌های پهن‌برگ مرطوب حاره‌ای و جنب‌حاره‌ای              | Nigerian lowland forests                                          | بنین                                |
| قلمرو آفریقای حاره‌ای | جنگل‌های پهن‌برگ مرطوب حاره‌ای و جنب‌حاره‌ای              | Nigerian lowland forests                                          | نیجریه                              |
| قلمرو آفریقای حاره‌ای | جنگل‌های پهن‌برگ مرطوب حاره‌ای و جنب‌حاره‌ای              | Northeastern Congolian lowland forests                            | جمهوری آفریقای مرکزی                |
| قلمرو آفریقای حاره‌ای | جنگل‌های پهن‌برگ مرطوب حاره‌ای و جنب‌حاره‌ای              | Northeastern Congolian lowland forests                            | جمهوری دموکراتیک کنگو               |
| قلمرو آفریقای حاره‌ای | جنگل‌های پهن‌برگ مرطوب حاره‌ای و جنب‌حاره‌ای              | Northern Zanzibar–Inhambane coastal forest mosaic                 | کنیا                                |
| قلمرو آفریقای حاره‌ای | جنگل‌های پهن‌برگ مرطوب حاره‌ای و جنب‌حاره‌ای              | Northern Zanzibar–Inhambane coastal forest mosaic                 | سومالی                              |
| قلمرو آفریقای حاره‌ای | جنگل‌های پهن‌برگ مرطوب حاره‌ای و جنب‌حاره‌ای              | Northern Zanzibar–Inhambane coastal forest mosaic                 | تانزانیا                            |
| قلمرو آفریقای حاره‌ای | جنگل‌های پهن‌برگ مرطوب حاره‌ای و جنب‌حاره‌ای              | Northwestern Congolian lowland forests                            | کامرون                              |
| قلمرو آفریقای حاره‌ای | جنگل‌های پهن‌برگ مرطوب حاره‌ای و جنب‌حاره‌ای              | Northwestern Congolian lowland forests                            | جمهوری آفریقای مرکزی                |
| قلمرو آفریقای حاره‌ای | جنگل‌های پهن‌برگ مرطوب حاره‌ای و جنب‌حاره‌ای              | Northwestern Congolian lowland forests                            | جمهوری کنگو                         |
| قلمرو آفریقای حاره‌ای | جنگل‌های پهن‌برگ مرطوب حاره‌ای و جنب‌حاره‌ای              | Northwestern Congolian lowland forests                            | جمهوری دموکراتیک کنگو               |
| قلمرو آفریقای حاره‌ای | جنگل‌های پهن‌برگ مرطوب حاره‌ای و جنب‌حاره‌ای              | Northwestern Congolian lowland forests                            | گابن                                |
| قلمرو آفریقای حاره‌ای | جنگل‌های پهن‌برگ مرطوب حاره‌ای و جنب‌حاره‌ای              | São Tomé, Príncipe, and Annobón forests                           | گینه استوایی                        |
| قلمرو آفریقای حاره‌ای | جنگل‌های پهن‌برگ مرطوب حاره‌ای و جنب‌حاره‌ای              | São Tomé, Príncipe, and Annobón forests                           | سائوتومه و پرنسیپ                   |
| قلمرو آفریقای حاره‌ای | جنگل‌های پهن‌برگ مرطوب حاره‌ای و جنب‌حاره‌ای              | Southern Zanzibar–Inhambane coastal forest mosaic                 | موزامبیک                            |
| قلمرو آفریقای حاره‌ای | جنگل‌های پهن‌برگ مرطوب حاره‌ای و جنب‌حاره‌ای              | Southern Zanzibar–Inhambane coastal forest mosaic                 | تانزانیا                            |
| قلمرو آفریقای حاره‌ای | جنگل‌های پهن‌برگ مرطوب حاره‌ای و جنب‌حاره‌ای              | Western Congolian swamp forests                                   | جمهوری آفریقای مرکزی                |
| قلمرو آفریقای حاره‌ای | جنگل‌های پهن‌برگ مرطوب حاره‌ای و جنب‌حاره‌ای              | Western Congolian swamp forests                                   | جمهوری کنگو                         |
| قلمرو آفریقای حاره‌ای | جنگل‌های پهن‌برگ مرطوب حاره‌ای و جنب‌حاره‌ای              | Western Congolian swamp forests                                   | جمهوری دموکراتیک کنگو               |
| قلمرو آفریقای حاره‌ای | جنگل‌های پهن‌برگ مرطوب حاره‌ای و جنب‌حاره‌ای              | جنگل‌های پست‌بوم گینه غربی                                          | ساحل عاج                            |
| قلمرو آفریقای حاره‌ای | جنگل‌های پهن‌برگ مرطوب حاره‌ای و جنب‌حاره‌ای              | جنگل‌های پست‌بوم گینه غربی                                          | گینه                                |
| قلمرو آفریقای حاره‌ای | جنگل‌های پهن‌برگ مرطوب حاره‌ای و جنب‌حاره‌ای              | جنگل‌های پست‌بوم گینه غربی                                          | لیبریا                              |
| قلمرو آفریقای حاره‌ای | جنگل‌های پهن‌برگ مرطوب حاره‌ای و جنب‌حاره‌ای              | جنگل‌های پست‌بوم گینه غربی                                          | سیرالئون                            |
| قلمرو آفریقای حاره‌ای | جنگل‌های پهن‌برگ خشک حاره‌ای و جنب‌حاره‌ای                | Cape Verde Islands dry forests                                    | کیپ ورد                             |
| قلمرو آفریقای حاره‌ای | جنگل‌های پهن‌برگ خشک حاره‌ای و جنب‌حاره‌ای                | جنگل‌های خزان‌دار خشک ماداگاسکار                                    | ماداگاسکار                          |
| قلمرو آفریقای حاره‌ای | جنگل‌های پهن‌برگ خشک حاره‌ای و جنب‌حاره‌ای                | Zambezian Cryptosepalum dry forests                               | آنگولا                              |
| قلمرو آفریقای حاره‌ای | جنگل‌های پهن‌برگ خشک حاره‌ای و جنب‌حاره‌ای                | Zambezian Cryptosepalum dry forests                               | زامبیا                              |
| قلمرو آفریقای حاره‌ای | علفزارها، گرم‌دشت‌ها و درختچه‌زارهای حاره‌ای و جنب‌حاره‌ای | Angolan miombo woodlands                                          | آنگولا                              |
| قلمرو آفریقای حاره‌ای | علفزارها، گرم‌دشت‌ها و درختچه‌زارهای حاره‌ای و جنب‌حاره‌ای | Angolan miombo woodlands                                          | جمهوری دموکراتیک کنگو               |
| قلمرو آفریقای حاره‌ای | علفزارها، گرم‌دشت‌ها و درختچه‌زارهای حاره‌ای و جنب‌حاره‌ای | Angolan mopane woodlands                                          | آنگولا                              |
| قلمرو آفریقای حاره‌ای | علفزارها، گرم‌دشت‌ها و درختچه‌زارهای حاره‌ای و جنب‌حاره‌ای | Angolan mopane woodlands                                          | نامیبیا                             |
| قلمرو آفریقای حاره‌ای | علفزارها، گرم‌دشت‌ها و درختچه‌زارهای حاره‌ای و جنب‌حاره‌ای | Ascension scrub and grasslands                                    | سنت هلنا، اسنشن و تریستان دا کونا   |
| قلمرو آفریقای حاره‌ای | علفزارها، گرم‌دشت‌ها و درختچه‌زارهای حاره‌ای و جنب‌حاره‌ای | جنگل‌های میومبوی زامبزی مرکزی                                      | آنگولا                              |
| قلمرو آفریقای حاره‌ای | علفزارها، گرم‌دشت‌ها و درختچه‌زارهای حاره‌ای و جنب‌حاره‌ای | جنگل‌های میومبوی زامبزی مرکزی                                      | بوروندی                             |
| قلمرو آفریقای حاره‌ای | علفزارها، گرم‌دشت‌ها و درختچه‌زارهای حاره‌ای و جنب‌حاره‌ای | جنگل‌های میومبوی زامبزی مرکزی                                      | جمهوری دموکراتیک کنگو               |
| قلمرو آفریقای حاره‌ای | علفزارها، گرم‌دشت‌ها و درختچه‌زارهای حاره‌ای و جنب‌حاره‌ای | جنگل‌های میومبوی زامبزی مرکزی                                      | مالاوی                              |
| قلمرو آفریقای حاره‌ای | علفزارها، گرم‌دشت‌ها و درختچه‌زارهای حاره‌ای و جنب‌حاره‌ای | جنگل‌های میومبوی زامبزی مرکزی                                      | تانزانیا                            |
| قلمرو آفریقای حاره‌ای | علفزارها، گرم‌دشت‌ها و درختچه‌زارهای حاره‌ای و جنب‌حاره‌ای | جنگل‌های میومبوی زامبزی مرکزی                                      | زامبیا                              |
| قلمرو آفریقای حاره‌ای | علفزارها، گرم‌دشت‌ها و درختچه‌زارهای حاره‌ای و جنب‌حاره‌ای | East Sudanian savanna                                             | کامرون                              |
| قلمرو آفریقای حاره‌ای | علفزارها، گرم‌دشت‌ها و درختچه‌زارهای حاره‌ای و جنب‌حاره‌ای | East Sudanian savanna                                             | جمهوری آفریقای مرکزی                |
| قلمرو آفریقای حاره‌ای | علفزارها، گرم‌دشت‌ها و درختچه‌زارهای حاره‌ای و جنب‌حاره‌ای | East Sudanian savanna                                             | چاد                                 |
| قلمرو آفریقای حاره‌ای | علفزارها، گرم‌دشت‌ها و درختچه‌زارهای حاره‌ای و جنب‌حاره‌ای | East Sudanian savanna                                             | جمهوری دموکراتیک کنگو               |
| قلمرو آفریقای حاره‌ای | علفزارها، گرم‌دشت‌ها و درختچه‌زارهای حاره‌ای و جنب‌حاره‌ای | East Sudanian savanna                                             | اریتره                              |
| قلمرو آفریقای حاره‌ای | علفزارها، گرم‌دشت‌ها و درختچه‌زارهای حاره‌ای و جنب‌حاره‌ای | East Sudanian savanna                                             | اتیوپی                              |
| قلمرو آفریقای حاره‌ای | علفزارها، گرم‌دشت‌ها و درختچه‌زارهای حاره‌ای و جنب‌حاره‌ای | East Sudanian savanna                                             | نیجریه                              |
| قلمرو آفریقای حاره‌ای | علفزارها، گرم‌دشت‌ها و درختچه‌زارهای حاره‌ای و جنب‌حاره‌ای | East Sudanian savanna                                             | سودان جنوبی                         |
| قلمرو آفریقای حاره‌ای | علفزارها، گرم‌دشت‌ها و درختچه‌زارهای حاره‌ای و جنب‌حاره‌ای | East Sudanian savanna                                             | سودان                               |
| قلمرو آفریقای حاره‌ای | علفزارها، گرم‌دشت‌ها و درختچه‌زارهای حاره‌ای و جنب‌حاره‌ای | East Sudanian savanna                                             | اوگاندا                             |
| قلمرو آفریقای حاره‌ای | علفزارها، گرم‌دشت‌ها و درختچه‌زارهای حاره‌ای و جنب‌حاره‌ای | Eastern miombo woodlands                                          | مالاوی                              |
| قلمرو آفریقای حاره‌ای | علفزارها، گرم‌دشت‌ها و درختچه‌زارهای حاره‌ای و جنب‌حاره‌ای | Eastern miombo woodlands                                          | موزامبیک                            |
| قلمرو آفریقای حاره‌ای | علفزارها، گرم‌دشت‌ها و درختچه‌زارهای حاره‌ای و جنب‌حاره‌ای | Eastern miombo woodlands                                          | تانزانیا                            |
| قلمرو آفریقای حاره‌ای | علفزارها، گرم‌دشت‌ها و درختچه‌زارهای حاره‌ای و جنب‌حاره‌ای | پاره‌چین ساوانا–جنگلی گینه                                         | بنین                                |
| قلمرو آفریقای حاره‌ای | علفزارها، گرم‌دشت‌ها و درختچه‌زارهای حاره‌ای و جنب‌حاره‌ای | پاره‌چین ساوانا–جنگلی گینه                                         | کامرون                              |
| قلمرو آفریقای حاره‌ای | علفزارها، گرم‌دشت‌ها و درختچه‌زارهای حاره‌ای و جنب‌حاره‌ای | پاره‌چین ساوانا–جنگلی گینه                                         | ساحل عاج                            |
| قلمرو آفریقای حاره‌ای | علفزارها، گرم‌دشت‌ها و درختچه‌زارهای حاره‌ای و جنب‌حاره‌ای | پاره‌چین ساوانا–جنگلی گینه                                         | گامبیا                              |
| قلمرو آفریقای حاره‌ای | علفزارها، گرم‌دشت‌ها و درختچه‌زارهای حاره‌ای و جنب‌حاره‌ای | پاره‌چین ساوانا–جنگلی گینه                                         | غنا                                 |
| قلمرو آفریقای حاره‌ای | علفزارها، گرم‌دشت‌ها و درختچه‌زارهای حاره‌ای و جنب‌حاره‌ای | پاره‌چین ساوانا–جنگلی گینه                                         | گینه                                |
| قلمرو آفریقای حاره‌ای | علفزارها، گرم‌دشت‌ها و درختچه‌زارهای حاره‌ای و جنب‌حاره‌ای | پاره‌چین ساوانا–جنگلی گینه                                         | گینه بیسائو                         |
| قلمرو آفریقای حاره‌ای | علفزارها، گرم‌دشت‌ها و درختچه‌زارهای حاره‌ای و جنب‌حاره‌ای | پاره‌چین ساوانا–جنگلی گینه                                         | لیبریا                              |
| قلمرو آفریقای حاره‌ای | علفزارها، گرم‌دشت‌ها و درختچه‌زارهای حاره‌ای و جنب‌حاره‌ای | پاره‌چین ساوانا–جنگلی گینه                                         | نیجریه                              |
| قلمرو آفریقای حاره‌ای | علفزارها، گرم‌دشت‌ها و درختچه‌زارهای حاره‌ای و جنب‌حاره‌ای | پاره‌چین ساوانا–جنگلی گینه                                         | سنگال                               |
| قلمرو آفریقای حاره‌ای | علفزارها، گرم‌دشت‌ها و درختچه‌زارهای حاره‌ای و جنب‌حاره‌ای | پاره‌چین ساوانا–جنگلی گینه                                         | سیرالئون                            |
| قلمرو آفریقای حاره‌ای | علفزارها، گرم‌دشت‌ها و درختچه‌زارهای حاره‌ای و جنب‌حاره‌ای | پاره‌چین ساوانا–جنگلی گینه                                         | توگو                                |
| قلمرو آفریقای حاره‌ای | علفزارها، گرم‌دشت‌ها و درختچه‌زارهای حاره‌ای و جنب‌حاره‌ای | Itigi–Sumbu thicket                                               | جمهوری دموکراتیک کنگو               |
| قلمرو آفریقای حاره‌ای | علفزارها، گرم‌دشت‌ها و درختچه‌زارهای حاره‌ای و جنب‌حاره‌ای | Itigi–Sumbu thicket                                               | تانزانیا                            |
| قلمرو آفریقای حاره‌ای | علفزارها، گرم‌دشت‌ها و درختچه‌زارهای حاره‌ای و جنب‌حاره‌ای | Itigi–Sumbu thicket                                               | زامبیا                              |
| قلمرو آفریقای حاره‌ای | علفزارها، گرم‌دشت‌ها و درختچه‌زارهای حاره‌ای و جنب‌حاره‌ای | Kalahari Acacia-Baikiaea woodlands                                | بوتسوانا                            |
| قلمرو آفریقای حاره‌ای | علفزارها، گرم‌دشت‌ها و درختچه‌زارهای حاره‌ای و جنب‌حاره‌ای | Kalahari Acacia-Baikiaea woodlands                                | نامیبیا                             |
| قلمرو آفریقای حاره‌ای | علفزارها، گرم‌دشت‌ها و درختچه‌زارهای حاره‌ای و جنب‌حاره‌ای | Kalahari Acacia-Baikiaea woodlands                                | آفریقای جنوبی                       |
| قلمرو آفریقای حاره‌ای | علفزارها، گرم‌دشت‌ها و درختچه‌زارهای حاره‌ای و جنب‌حاره‌ای | Kalahari Acacia-Baikiaea woodlands                                | زیمبابوه                            |
| قلمرو آفریقای حاره‌ای | علفزارها، گرم‌دشت‌ها و درختچه‌زارهای حاره‌ای و جنب‌حاره‌ای | Mandara Plateau mosaic                                            | کامرون                              |
| قلمرو آفریقای حاره‌ای | علفزارها، گرم‌دشت‌ها و درختچه‌زارهای حاره‌ای و جنب‌حاره‌ای | Mandara Plateau mosaic                                            | نیجریه                              |
| قلمرو آفریقای حاره‌ای | علفزارها، گرم‌دشت‌ها و درختچه‌زارهای حاره‌ای و جنب‌حاره‌ای | Northern Acacia–Commiphora bushlands and thickets                 | اتیوپی                              |
| قلمرو آفریقای حاره‌ای | علفزارها، گرم‌دشت‌ها و درختچه‌زارهای حاره‌ای و جنب‌حاره‌ای | Northern Acacia–Commiphora bushlands and thickets                 | کنیا                                |
| قلمرو آفریقای حاره‌ای | علفزارها، گرم‌دشت‌ها و درختچه‌زارهای حاره‌ای و جنب‌حاره‌ای | Northern Acacia–Commiphora bushlands and thickets                 | سودان جنوبی                         |
| قلمرو آفریقای حاره‌ای | علفزارها، گرم‌دشت‌ها و درختچه‌زارهای حاره‌ای و جنب‌حاره‌ای | Northern Acacia–Commiphora bushlands and thickets                 | تانزانیا                            |
| قلمرو آفریقای حاره‌ای | علفزارها، گرم‌دشت‌ها و درختچه‌زارهای حاره‌ای و جنب‌حاره‌ای | Northern Acacia–Commiphora bushlands and thickets                 | اوگاندا                             |
| قلمرو آفریقای حاره‌ای | علفزارها، گرم‌دشت‌ها و درختچه‌زارهای حاره‌ای و جنب‌حاره‌ای | Northern Congolian forest–savanna mosaic                          | کامرون                              |
| قلمرو آفریقای حاره‌ای | علفزارها، گرم‌دشت‌ها و درختچه‌زارهای حاره‌ای و جنب‌حاره‌ای | Northern Congolian forest–savanna mosaic                          | جمهوری آفریقای مرکزی                |
| قلمرو آفریقای حاره‌ای | علفزارها، گرم‌دشت‌ها و درختچه‌زارهای حاره‌ای و جنب‌حاره‌ای | Northern Congolian forest–savanna mosaic                          | جمهوری دموکراتیک کنگو               |
| قلمرو آفریقای حاره‌ای | علفزارها، گرم‌دشت‌ها و درختچه‌زارهای حاره‌ای و جنب‌حاره‌ای | Northern Congolian forest–savanna mosaic                          | سودان جنوبی                         |
| قلمرو آفریقای حاره‌ای | علفزارها، گرم‌دشت‌ها و درختچه‌زارهای حاره‌ای و جنب‌حاره‌ای | Northern Congolian forest–savanna mosaic                          | اوگاندا                             |
| قلمرو آفریقای حاره‌ای | علفزارها، گرم‌دشت‌ها و درختچه‌زارهای حاره‌ای و جنب‌حاره‌ای | ساحل صحرا                                                         | بورکینافاسو                         |
| قلمرو آفریقای حاره‌ای | علفزارها، گرم‌دشت‌ها و درختچه‌زارهای حاره‌ای و جنب‌حاره‌ای | ساحل صحرا                                                         | کامرون                              |
| قلمرو آفریقای حاره‌ای | علفزارها، گرم‌دشت‌ها و درختچه‌زارهای حاره‌ای و جنب‌حاره‌ای | ساحل صحرا                                                         | جمهوری آفریقای مرکزی                |
| قلمرو آفریقای حاره‌ای | علفزارها، گرم‌دشت‌ها و درختچه‌زارهای حاره‌ای و جنب‌حاره‌ای | ساحل صحرا                                                         | چاد                                 |
| قلمرو آفریقای حاره‌ای | علفزارها، گرم‌دشت‌ها و درختچه‌زارهای حاره‌ای و جنب‌حاره‌ای | ساحل صحرا                                                         | اریتره                              |
| قلمرو آفریقای حاره‌ای | علفزارها، گرم‌دشت‌ها و درختچه‌زارهای حاره‌ای و جنب‌حاره‌ای | ساحل صحرا                                                         | اتیوپی                              |
| قلمرو آفریقای حاره‌ای | علفزارها، گرم‌دشت‌ها و درختچه‌زارهای حاره‌ای و جنب‌حاره‌ای | ساحل صحرا                                                         | مالی                                |
| قلمرو آفریقای حاره‌ای | علفزارها، گرم‌دشت‌ها و درختچه‌زارهای حاره‌ای و جنب‌حاره‌ای | ساحل صحرا                                                         | موریتانی                            |
| قلمرو آفریقای حاره‌ای | علفزارها، گرم‌دشت‌ها و درختچه‌زارهای حاره‌ای و جنب‌حاره‌ای | ساحل صحرا                                                         | نیجر                                |
| قلمرو آفریقای حاره‌ای | علفزارها، گرم‌دشت‌ها و درختچه‌زارهای حاره‌ای و جنب‌حاره‌ای | ساحل صحرا                                                         | نیجریه                              |
| قلمرو آفریقای حاره‌ای | علفزارها، گرم‌دشت‌ها و درختچه‌زارهای حاره‌ای و جنب‌حاره‌ای | ساحل صحرا                                                         | سنگال                               |
| قلمرو آفریقای حاره‌ای | علفزارها، گرم‌دشت‌ها و درختچه‌زارهای حاره‌ای و جنب‌حاره‌ای | ساحل صحرا                                                         | سودان جنوبی                         |
| قلمرو آفریقای حاره‌ای | علفزارها، گرم‌دشت‌ها و درختچه‌زارهای حاره‌ای و جنب‌حاره‌ای | ساحل صحرا                                                         | سودان                               |
| قلمرو آفریقای حاره‌ای | علفزارها، گرم‌دشت‌ها و درختچه‌زارهای حاره‌ای و جنب‌حاره‌ای | Serengeti volcanic grasslands                                     | تانزانیا                            |
| قلمرو آفریقای حاره‌ای | علفزارها، گرم‌دشت‌ها و درختچه‌زارهای حاره‌ای و جنب‌حاره‌ای | Somali Acacia–Commiphora bushlands and thickets                   | اریتره                              |
| قلمرو آفریقای حاره‌ای | علفزارها، گرم‌دشت‌ها و درختچه‌زارهای حاره‌ای و جنب‌حاره‌ای | Somali Acacia–Commiphora bushlands and thickets                   | اتیوپی                              |
| قلمرو آفریقای حاره‌ای | علفزارها، گرم‌دشت‌ها و درختچه‌زارهای حاره‌ای و جنب‌حاره‌ای | Somali Acacia–Commiphora bushlands and thickets                   | کنیا                                |
| قلمرو آفریقای حاره‌ای | علفزارها، گرم‌دشت‌ها و درختچه‌زارهای حاره‌ای و جنب‌حاره‌ای | Somali Acacia–Commiphora bushlands and thickets                   | سومالی                              |
| قلمرو آفریقای حاره‌ای | علفزارها، گرم‌دشت‌ها و درختچه‌زارهای حاره‌ای و جنب‌حاره‌ای | Somali Acacia–Commiphora bushlands and thickets                   | سودان                               |
| قلمرو آفریقای حاره‌ای | علفزارها، گرم‌دشت‌ها و درختچه‌زارهای حاره‌ای و جنب‌حاره‌ای | Somali Acacia–Commiphora bushlands and thickets                   | تانزانیا                            |
| قلمرو آفریقای حاره‌ای | علفزارها، گرم‌دشت‌ها و درختچه‌زارهای حاره‌ای و جنب‌حاره‌ای | Southern Acacia–Commiphora bushlands and thickets                 | کنیا                                |
| قلمرو آفریقای حاره‌ای | علفزارها، گرم‌دشت‌ها و درختچه‌زارهای حاره‌ای و جنب‌حاره‌ای | Southern Acacia–Commiphora bushlands and thickets                 | تانزانیا                            |
| قلمرو آفریقای حاره‌ای | علفزارها، گرم‌دشت‌ها و درختچه‌زارهای حاره‌ای و جنب‌حاره‌ای | Southern Acacia–Commiphora bushlands and thickets                 | اوگاندا                             |
| قلمرو آفریقای حاره‌ای | علفزارها، گرم‌دشت‌ها و درختچه‌زارهای حاره‌ای و جنب‌حاره‌ای | Southern Africa bushveld                                          | بوتسوانا                            |
| قلمرو آفریقای حاره‌ای | علفزارها، گرم‌دشت‌ها و درختچه‌زارهای حاره‌ای و جنب‌حاره‌ای | Southern Africa bushveld                                          | موزامبیک                            |
| قلمرو آفریقای حاره‌ای | علفزارها، گرم‌دشت‌ها و درختچه‌زارهای حاره‌ای و جنب‌حاره‌ای | Southern Africa bushveld                                          | آفریقای جنوبی                       |
| قلمرو آفریقای حاره‌ای | علفزارها، گرم‌دشت‌ها و درختچه‌زارهای حاره‌ای و جنب‌حاره‌ای | Southern Africa bushveld                                          | زیمبابوه                            |
| قلمرو آفریقای حاره‌ای | علفزارها، گرم‌دشت‌ها و درختچه‌زارهای حاره‌ای و جنب‌حاره‌ای | Southern Congolian forest–savanna mosaic                          | آنگولا                              |
| قلمرو آفریقای حاره‌ای | علفزارها، گرم‌دشت‌ها و درختچه‌زارهای حاره‌ای و جنب‌حاره‌ای | Southern Congolian forest–savanna mosaic                          | جمهوری دموکراتیک کنگو               |
| قلمرو آفریقای حاره‌ای | علفزارها، گرم‌دشت‌ها و درختچه‌زارهای حاره‌ای و جنب‌حاره‌ای | Southern miombo woodlands                                         | مالاوی                              |
| قلمرو آفریقای حاره‌ای | علفزارها، گرم‌دشت‌ها و درختچه‌زارهای حاره‌ای و جنب‌حاره‌ای | Southern miombo woodlands                                         | موزامبیک                            |
| قلمرو آفریقای حاره‌ای | علفزارها، گرم‌دشت‌ها و درختچه‌زارهای حاره‌ای و جنب‌حاره‌ای | Southern miombo woodlands                                         | زامبیا                              |
| قلمرو آفریقای حاره‌ای | علفزارها، گرم‌دشت‌ها و درختچه‌زارهای حاره‌ای و جنب‌حاره‌ای | Southern miombo woodlands                                         | زیمبابوه                            |
| قلمرو آفریقای حاره‌ای | علفزارها، گرم‌دشت‌ها و درختچه‌زارهای حاره‌ای و جنب‌حاره‌ای | Saint Helena scrub and woodlands                                  | سنت هلنا، اسنشن و تریستان دا کونا   |
| قلمرو آفریقای حاره‌ای | علفزارها، گرم‌دشت‌ها و درختچه‌زارهای حاره‌ای و جنب‌حاره‌ای | Victoria Basin forest–savanna mosaic                              | بوروندی                             |
| قلمرو آفریقای حاره‌ای | علفزارها، گرم‌دشت‌ها و درختچه‌زارهای حاره‌ای و جنب‌حاره‌ای | Victoria Basin forest–savanna mosaic                              | جمهوری دموکراتیک کنگو               |
| قلمرو آفریقای حاره‌ای | علفزارها، گرم‌دشت‌ها و درختچه‌زارهای حاره‌ای و جنب‌حاره‌ای | Victoria Basin forest–savanna mosaic                              | اتیوپی                              |
| قلمرو آفریقای حاره‌ای | علفزارها، گرم‌دشت‌ها و درختچه‌زارهای حاره‌ای و جنب‌حاره‌ای | Victoria Basin forest–savanna mosaic                              | کنیا                                |
| قلمرو آفریقای حاره‌ای | علفزارها، گرم‌دشت‌ها و درختچه‌زارهای حاره‌ای و جنب‌حاره‌ای | Victoria Basin forest–savanna mosaic                              | رواندا                              |
| قلمرو آفریقای حاره‌ای | علفزارها، گرم‌دشت‌ها و درختچه‌زارهای حاره‌ای و جنب‌حاره‌ای | Victoria Basin forest–savanna mosaic                              | سودان جنوبی                         |
| قلمرو آفریقای حاره‌ای | علفزارها، گرم‌دشت‌ها و درختچه‌زارهای حاره‌ای و جنب‌حاره‌ای | Victoria Basin forest–savanna mosaic                              | تانزانیا                            |
| قلمرو آفریقای حاره‌ای | علفزارها، گرم‌دشت‌ها و درختچه‌زارهای حاره‌ای و جنب‌حاره‌ای | Victoria Basin forest–savanna mosaic                              | اوگاندا                             |
| قلمرو آفریقای حاره‌ای | علفزارها، گرم‌دشت‌ها و درختچه‌زارهای حاره‌ای و جنب‌حاره‌ای | West Sudanian savanna                                             | بنین                                |
| قلمرو آفریقای حاره‌ای | علفزارها، گرم‌دشت‌ها و درختچه‌زارهای حاره‌ای و جنب‌حاره‌ای | West Sudanian savanna                                             | بورکینافاسو                         |
| قلمرو آفریقای حاره‌ای | علفزارها، گرم‌دشت‌ها و درختچه‌زارهای حاره‌ای و جنب‌حاره‌ای | West Sudanian savanna                                             | ساحل عاج                            |
| قلمرو آفریقای حاره‌ای | علفزارها، گرم‌دشت‌ها و درختچه‌زارهای حاره‌ای و جنب‌حاره‌ای | West Sudanian savanna                                             | گامبیا                              |
| قلمرو آفریقای حاره‌ای | علفزارها، گرم‌دشت‌ها و درختچه‌زارهای حاره‌ای و جنب‌حاره‌ای | West Sudanian savanna                                             | غنا                                 |
| قلمرو آفریقای حاره‌ای | علفزارها، گرم‌دشت‌ها و درختچه‌زارهای حاره‌ای و جنب‌حاره‌ای | West Sudanian savanna                                             | گینه                                |
| قلمرو آفریقای حاره‌ای | علفزارها، گرم‌دشت‌ها و درختچه‌زارهای حاره‌ای و جنب‌حاره‌ای | West Sudanian savanna                                             | مالی                                |
| قلمرو آفریقای حاره‌ای | علفزارها، گرم‌دشت‌ها و درختچه‌زارهای حاره‌ای و جنب‌حاره‌ای | West Sudanian savanna                                             | موریتانی                            |
| قلمرو آفریقای حاره‌ای | علفزارها، گرم‌دشت‌ها و درختچه‌زارهای حاره‌ای و جنب‌حاره‌ای | West Sudanian savanna                                             | نیجر                                |
| قلمرو آفریقای حاره‌ای | علفزارها، گرم‌دشت‌ها و درختچه‌زارهای حاره‌ای و جنب‌حاره‌ای | West Sudanian savanna                                             | نیجریه                              |
| قلمرو آفریقای حاره‌ای | علفزارها، گرم‌دشت‌ها و درختچه‌زارهای حاره‌ای و جنب‌حاره‌ای | West Sudanian savanna                                             | سنگال                               |
| قلمرو آفریقای حاره‌ای | علفزارها، گرم‌دشت‌ها و درختچه‌زارهای حاره‌ای و جنب‌حاره‌ای | West Sudanian savanna                                             | توگو                                |
| قلمرو آفریقای حاره‌ای | علفزارها، گرم‌دشت‌ها و درختچه‌زارهای حاره‌ای و جنب‌حاره‌ای | Western Congolian forest–savanna mosaic                           | آنگولا                              |
| قلمرو آفریقای حاره‌ای | علفزارها، گرم‌دشت‌ها و درختچه‌زارهای حاره‌ای و جنب‌حاره‌ای | Western Congolian forest–savanna mosaic                           | جمهوری کنگو                         |
| قلمرو آفریقای حاره‌ای | علفزارها، گرم‌دشت‌ها و درختچه‌زارهای حاره‌ای و جنب‌حاره‌ای | Western Congolian forest–savanna mosaic                           | جمهوری دموکراتیک کنگو               |
| قلمرو آفریقای حاره‌ای | علفزارها، گرم‌دشت‌ها و درختچه‌زارهای حاره‌ای و جنب‌حاره‌ای | Western Congolian forest–savanna mosaic                           | گابن                                |
| قلمرو آفریقای حاره‌ای | علفزارها، گرم‌دشت‌ها و درختچه‌زارهای حاره‌ای و جنب‌حاره‌ای | Western Zambezian grasslands                                      | آنگولا                              |
| قلمرو آفریقای حاره‌ای | علفزارها، گرم‌دشت‌ها و درختچه‌زارهای حاره‌ای و جنب‌حاره‌ای | Western Zambezian grasslands                                      | زامبیا                              |
| قلمرو آفریقای حاره‌ای | علفزارها، گرم‌دشت‌ها و درختچه‌زارهای حاره‌ای و جنب‌حاره‌ای | Zambezian Baikiaea woodlands                                      | آنگولا                              |
| قلمرو آفریقای حاره‌ای | علفزارها، گرم‌دشت‌ها و درختچه‌زارهای حاره‌ای و جنب‌حاره‌ای | Zambezian Baikiaea woodlands                                      | بوتسوانا                            |
| قلمرو آفریقای حاره‌ای | علفزارها، گرم‌دشت‌ها و درختچه‌زارهای حاره‌ای و جنب‌حاره‌ای | Zambezian Baikiaea woodlands                                      | نامیبیا                             |
| قلمرو آفریقای حاره‌ای | علفزارها، گرم‌دشت‌ها و درختچه‌زارهای حاره‌ای و جنب‌حاره‌ای | Zambezian Baikiaea woodlands                                      | زامبیا                              |
| قلمرو آفریقای حاره‌ای | علفزارها، گرم‌دشت‌ها و درختچه‌زارهای حاره‌ای و جنب‌حاره‌ای | Zambezian Baikiaea woodlands                                      | زیمبابوه                            |
| قلمرو آفریقای حاره‌ای | علفزارها، گرم‌دشت‌ها و درختچه‌زارهای حاره‌ای و جنب‌حاره‌ای | Zambezian and mopane woodlands                                    | بوتسوانا                            |
| قلمرو آفریقای حاره‌ای | علفزارها، گرم‌دشت‌ها و درختچه‌زارهای حاره‌ای و جنب‌حاره‌ای | Zambezian and mopane woodlands                                    | مالاوی                              |
| قلمرو آفریقای حاره‌ای | علفزارها، گرم‌دشت‌ها و درختچه‌زارهای حاره‌ای و جنب‌حاره‌ای | Zambezian and mopane woodlands                                    | موزامبیک                            |
| قلمرو آفریقای حاره‌ای | علفزارها، گرم‌دشت‌ها و درختچه‌زارهای حاره‌ای و جنب‌حاره‌ای | Zambezian and mopane woodlands                                    | نامیبیا                             |
| قلمرو آفریقای حاره‌ای | علفزارها، گرم‌دشت‌ها و درختچه‌زارهای حاره‌ای و جنب‌حاره‌ای | Zambezian and mopane woodlands                                    | آفریقای جنوبی                       |
| قلمرو آفریقای حاره‌ای | علفزارها، گرم‌دشت‌ها و درختچه‌زارهای حاره‌ای و جنب‌حاره‌ای | Zambezian and mopane woodlands                                    | اسواتینی                            |
| قلمرو آفریقای حاره‌ای | علفزارها، گرم‌دشت‌ها و درختچه‌زارهای حاره‌ای و جنب‌حاره‌ای | Zambezian and mopane woodlands                                    | زامبیا                              |
| قلمرو آفریقای حاره‌ای | علفزارها، گرم‌دشت‌ها و درختچه‌زارهای حاره‌ای و جنب‌حاره‌ای | Zambezian and mopane woodlands                                    | زیمبابوه                            |
| قلمرو آفریقای حاره‌ای | علفزارها، گرم‌دشت‌ها و درختچه‌زارهای معتدله             | Al Hajar montane woodlands                                        | عمان                                |
| قلمرو آفریقای حاره‌ای | علفزارها، گرم‌دشت‌ها و درختچه‌زارهای معتدله             | Al Hajar montane woodlands                                        | امارات متحده عربی                   |
| قلمرو آفریقای حاره‌ای | علفزارها، گرم‌دشت‌ها و درختچه‌زارهای معتدله             | Amsterdam and Saint-Paul Islands temperate grasslands             | سرزمین‌های جنوبی و جنوبگانی فرانسه   |
| قلمرو آفریقای حاره‌ای | علفزارها، گرم‌دشت‌ها و درختچه‌زارهای معتدله             | Tristan da Cunha–Gough Islands shrub and grasslands               | سنت هلنا، اسنشن و تریستان دا کونا   |
| قلمرو آفریقای حاره‌ای | علفزارها و گرم‌دشت‌های سیلابی                          | دریاچه ناترون                                                     | کنیا                                |
| قلمرو آفریقای حاره‌ای | علفزارها و گرم‌دشت‌های سیلابی                          | دریاچه ناترون                                                     | تانزانیا                            |
| قلمرو آفریقای حاره‌ای | علفزارها و گرم‌دشت‌های سیلابی                          | Etosha Pan halophytics                                            | نامیبیا                             |
| قلمرو آفریقای حاره‌ای | علفزارها و گرم‌دشت‌های سیلابی                          | Inner Niger Delta flooded savanna                                 | مالی                                |
| قلمرو آفریقای حاره‌ای | علفزارها و گرم‌دشت‌های سیلابی                          | Lake Chad flooded savanna                                         | کامرون                              |
| قلمرو آفریقای حاره‌ای | علفزارها و گرم‌دشت‌های سیلابی                          | Lake Chad flooded savanna                                         | چاد                                 |
| قلمرو آفریقای حاره‌ای | علفزارها و گرم‌دشت‌های سیلابی                          | Lake Chad flooded savanna                                         | نیجر                                |
| قلمرو آفریقای حاره‌ای | علفزارها و گرم‌دشت‌های سیلابی                          | Lake Chad flooded savanna                                         | نیجریه                              |
| قلمرو آفریقای حاره‌ای | علفزارها و گرم‌دشت‌های سیلابی                          | Saharan flooded grasslands                                        | اتیوپی                              |
| قلمرو آفریقای حاره‌ای | علفزارها و گرم‌دشت‌های سیلابی                          | Saharan flooded grasslands                                        | سودان جنوبی                         |
| قلمرو آفریقای حاره‌ای | علفزارها و گرم‌دشت‌های سیلابی                          | Zambezian coastal flooded savanna                                 | موزامبیک                            |
| قلمرو آفریقای حاره‌ای | علفزارها و گرم‌دشت‌های سیلابی                          | Zambezian flooded grasslands                                      | آنگولا                              |
| قلمرو آفریقای حاره‌ای | علفزارها و گرم‌دشت‌های سیلابی                          | Zambezian flooded grasslands                                      | بوتسوانا                            |
| قلمرو آفریقای حاره‌ای | علفزارها و گرم‌دشت‌های سیلابی                          | Zambezian flooded grasslands                                      | جمهوری دموکراتیک کنگو               |
| قلمرو آفریقای حاره‌ای | علفزارها و گرم‌دشت‌های سیلابی                          | Zambezian flooded grasslands                                      | مالاوی                              |
| قلمرو آفریقای حاره‌ای | علفزارها و گرم‌دشت‌های سیلابی                          | Zambezian flooded grasslands                                      | موزامبیک                            |
| قلمرو آفریقای حاره‌ای | علفزارها و گرم‌دشت‌های سیلابی                          | Zambezian flooded grasslands                                      | نامیبیا                             |
| قلمرو آفریقای حاره‌ای | علفزارها و گرم‌دشت‌های سیلابی                          | Zambezian flooded grasslands                                      | تانزانیا                            |
| قلمرو آفریقای حاره‌ای | علفزارها و گرم‌دشت‌های سیلابی                          | Zambezian flooded grasslands                                      | زامبیا                              |
| قلمرو آفریقای حاره‌ای | علفزارها و گرم‌دشت‌های سیلابی                          | کویر ماکه‌دیگادی                                                   | بوتسوانا                            |
| قلمرو آفریقای حاره‌ای | علفزارها و گرم‌دشت‌های سیلابی                          | کویر ماکه‌دیگادی                                                   | زیمبابوه                            |
| قلمرو آفریقای حاره‌ای | علفزارها و درختچه‌زارهای کوهستانی                     | Angolan montane forest–grassland mosaic                           | آنگولا                              |
| قلمرو آفریقای حاره‌ای | علفزارها و درختچه‌زارهای کوهستانی                     | Angolan scarp savanna and woodlands                               | آنگولا                              |
| قلمرو آفریقای حاره‌ای | علفزارها و درختچه‌زارهای کوهستانی                     | دراکنزبرگ                                                         | لسوتو                               |
| قلمرو آفریقای حاره‌ای | علفزارها و درختچه‌زارهای کوهستانی                     | دراکنزبرگ                                                         | آفریقای جنوبی                       |
| قلمرو آفریقای حاره‌ای | علفزارها و درختچه‌زارهای کوهستانی                     | دراکنزبرگ                                                         | لسوتو                               |
| قلمرو آفریقای حاره‌ای | علفزارها و درختچه‌زارهای کوهستانی                     | دراکنزبرگ                                                         | آفریقای جنوبی                       |
| قلمرو آفریقای حاره‌ای | علفزارها و درختچه‌زارهای کوهستانی                     | دراکنزبرگ                                                         | اسواتینی                            |
| قلمرو آفریقای حاره‌ای | علفزارها و درختچه‌زارهای کوهستانی                     | East African montane moorlands                                    | کنیا                                |
| قلمرو آفریقای حاره‌ای | علفزارها و درختچه‌زارهای کوهستانی                     | East African montane moorlands                                    | تانزانیا                            |
| قلمرو آفریقای حاره‌ای | علفزارها و درختچه‌زارهای کوهستانی                     | East African montane moorlands                                    | اوگاندا                             |
| قلمرو آفریقای حاره‌ای | علفزارها و درختچه‌زارهای کوهستانی                     | Eastern Zimbabwe montane forest-grassland mosaic                  | موزامبیک                            |
| قلمرو آفریقای حاره‌ای | علفزارها و درختچه‌زارهای کوهستانی                     | Eastern Zimbabwe montane forest-grassland mosaic                  | زیمبابوه                            |
| قلمرو آفریقای حاره‌ای | علفزارها و درختچه‌زارهای کوهستانی                     | Ethiopian montane grasslands and woodlands                        | اریتره                              |
| قلمرو آفریقای حاره‌ای | علفزارها و درختچه‌زارهای کوهستانی                     | Ethiopian montane grasslands and woodlands                        | اتیوپی                              |
| قلمرو آفریقای حاره‌ای | علفزارها و درختچه‌زارهای کوهستانی                     | Ethiopian montane grasslands and woodlands                        | سودان                               |
| قلمرو آفریقای حاره‌ای | علفزارها و درختچه‌زارهای کوهستانی                     | Ethiopian montane moorlands                                       | اتیوپی                              |
| قلمرو آفریقای حاره‌ای | علفزارها و درختچه‌زارهای کوهستانی                     | بلندولد                                                           | لسوتو                               |
| قلمرو آفریقای حاره‌ای | علفزارها و درختچه‌زارهای کوهستانی                     | بلندولد                                                           | آفریقای جنوبی                       |
| قلمرو آفریقای حاره‌ای | علفزارها و درختچه‌زارهای کوهستانی                     | فلات جوس                                                          | نیجریه                              |
| قلمرو آفریقای حاره‌ای | علفزارها و درختچه‌زارهای کوهستانی                     | Madagascar ericoid thickets                                       | ماداگاسکار                          |
| قلمرو آفریقای حاره‌ای | علفزارها و درختچه‌زارهای کوهستانی                     | Maputaland–Pondoland bushland and thickets                        | آفریقای جنوبی                       |
| قلمرو آفریقای حاره‌ای | علفزارها و درختچه‌زارهای کوهستانی                     | Rwenzori–Virunga montane moorlands                                | جمهوری دموکراتیک کنگو               |
| قلمرو آفریقای حاره‌ای | علفزارها و درختچه‌زارهای کوهستانی                     | Rwenzori–Virunga montane moorlands                                | رواندا                              |
| قلمرو آفریقای حاره‌ای | علفزارها و درختچه‌زارهای کوهستانی                     | Rwenzori–Virunga montane moorlands                                | اوگاندا                             |
| قلمرو آفریقای حاره‌ای | علفزارها و درختچه‌زارهای کوهستانی                     | South Malawi montane forest–grassland mosaic                      | مالاوی                              |
| قلمرو آفریقای حاره‌ای | علفزارها و درختچه‌زارهای کوهستانی                     | Southern Rift montane forest–grassland mosaic                     | مالاوی                              |
| قلمرو آفریقای حاره‌ای | علفزارها و درختچه‌زارهای کوهستانی                     | Southern Rift montane forest–grassland mosaic                     | موزامبیک                            |
| قلمرو آفریقای حاره‌ای | علفزارها و درختچه‌زارهای کوهستانی                     | Southern Rift montane forest–grassland mosaic                     | تانزانیا                            |
| قلمرو آفریقای حاره‌ای | علفزارها و درختچه‌زارهای کوهستانی                     | Southern Rift montane forest–grassland mosaic                     | زامبیا                              |
| قلمرو آفریقای حاره‌ای | جنگل‌ها، درختزارها و بوته‌زارهای مدیترانه‌ای            | بیشه‌های آلبانی                                                    | آفریقای جنوبی                       |
| قلمرو آفریقای حاره‌ای | جنگل‌ها، درختزارها و بوته‌زارهای مدیترانه‌ای            | خوش‌بوته‌زار                                                        | آفریقای جنوبی                       |
| قلمرو آفریقای حاره‌ای | جنگل‌ها، درختزارها و بوته‌زارهای مدیترانه‌ای            | خوش‌بوته‌زار                                                        | آفریقای جنوبی                       |
| قلمرو آفریقای حاره‌ای | بیابان‌ها و درختچه‌زارهای خشک                          | الدبرا                                                            | سیشل                                |
| قلمرو آفریقای حاره‌ای | بیابان‌ها و درختچه‌زارهای خشک                          | Arabian Peninsula coastal fog desert                              | عمان                                |
| قلمرو آفریقای حاره‌ای | بیابان‌ها و درختچه‌زارهای خشک                          | Arabian Peninsula coastal fog desert                              | عربستان سعودی                       |
| قلمرو آفریقای حاره‌ای | بیابان‌ها و درختچه‌زارهای خشک                          | Arabian Peninsula coastal fog desert                              | یمن                                 |
| قلمرو آفریقای حاره‌ای | بیابان‌ها و درختچه‌زارهای خشک                          | East Saharan montane xeric woodlands                              | چاد                                 |
| قلمرو آفریقای حاره‌ای | بیابان‌ها و درختچه‌زارهای خشک                          | East Saharan montane xeric woodlands                              | سودان                               |
| قلمرو آفریقای حاره‌ای | بیابان‌ها و درختچه‌زارهای خشک                          | Eritrean coastal desert                                           | جیبوتی                              |
| قلمرو آفریقای حاره‌ای | بیابان‌ها و درختچه‌زارهای خشک                          | Eritrean coastal desert                                           | اریتره                              |
| قلمرو آفریقای حاره‌ای | بیابان‌ها و درختچه‌زارهای خشک                          | Ethiopian xeric grasslands and shrublands                         | جیبوتی                              |
| قلمرو آفریقای حاره‌ای | بیابان‌ها و درختچه‌زارهای خشک                          | Ethiopian xeric grasslands and shrublands                         | اریتره                              |
| قلمرو آفریقای حاره‌ای | بیابان‌ها و درختچه‌زارهای خشک                          | Ethiopian xeric grasslands and shrublands                         | اتیوپی                              |
| قلمرو آفریقای حاره‌ای | بیابان‌ها و درختچه‌زارهای خشک                          | Ethiopian xeric grasslands and shrublands                         | سومالی                              |
| قلمرو آفریقای حاره‌ای | بیابان‌ها و درختچه‌زارهای خشک                          | Ethiopian xeric grasslands and shrublands                         | سودان                               |
| قلمرو آفریقای حاره‌ای | بیابان‌ها و درختچه‌زارهای خشک                          | بیابان و نیمه‌بیابان دریای عمان                                    | عمان                                |
| قلمرو آفریقای حاره‌ای | بیابان‌ها و درختچه‌زارهای خشک                          | بیابان و نیمه‌بیابان دریای عمان                                    | امارات متحده عربی                   |
| قلمرو آفریقای حاره‌ای | بیابان‌ها و درختچه‌زارهای خشک                          | Hobyo grasslands and shrublands                                   | سومالی                              |
| قلمرو آفریقای حاره‌ای | بیابان‌ها و درختچه‌زارهای خشک                          | جزیره اروپا                                                       | سرزمین‌های جنوبی و جنوبگانی فرانسه   |
| قلمرو آفریقای حاره‌ای | بیابان‌ها و درختچه‌زارهای خشک                          | بیابان کالاهاری                                                   | بوتسوانا                            |
| قلمرو آفریقای حاره‌ای | بیابان‌ها و درختچه‌زارهای خشک                          | بیابان کالاهاری                                                   | نامیبیا                             |
| قلمرو آفریقای حاره‌ای | بیابان‌ها و درختچه‌زارهای خشک                          | بیابان کالاهاری                                                   | آفریقای جنوبی                       |
| قلمرو آفریقای حاره‌ای | بیابان‌ها و درختچه‌زارهای خشک                          | Kaokoveld desert                                                  | آنگولا                              |
| قلمرو آفریقای حاره‌ای | بیابان‌ها و درختچه‌زارهای خشک                          | Kaokoveld desert                                                  | نامیبیا                             |
| قلمرو آفریقای حاره‌ای | بیابان‌ها و درختچه‌زارهای خشک                          | Madagascar spiny thickets                                         | ماداگاسکار                          |
| قلمرو آفریقای حاره‌ای | بیابان‌ها و درختچه‌زارهای خشک                          | Madagascar succulent woodlands                                    | ماداگاسکار                          |
| قلمرو آفریقای حاره‌ای | بیابان‌ها و درختچه‌زارهای خشک                          | Masai xeric grasslands and shrublands                             | اتیوپی                              |
| قلمرو آفریقای حاره‌ای | بیابان‌ها و درختچه‌زارهای خشک                          | Masai xeric grasslands and shrublands                             | کنیا                                |
| قلمرو آفریقای حاره‌ای | بیابان‌ها و درختچه‌زارهای خشک                          | Masai xeric grasslands and shrublands                             | سودان جنوبی                         |
| قلمرو آفریقای حاره‌ای | بیابان‌ها و درختچه‌زارهای خشک                          | ناما کارو                                                         | نامیبیا                             |
| قلمرو آفریقای حاره‌ای | بیابان‌ها و درختچه‌زارهای خشک                          | ناما کارو                                                         | آفریقای جنوبی                       |
| قلمرو آفریقای حاره‌ای | بیابان‌ها و درختچه‌زارهای خشک                          | بیابان نامیب                                                      | نامیبیا                             |
| قلمرو آفریقای حاره‌ای | بیابان‌ها و درختچه‌زارهای خشک                          | Namibian savanna woodlands                                        | آنگولا                              |
| قلمرو آفریقای حاره‌ای | بیابان‌ها و درختچه‌زارهای خشک                          | Namibian savanna woodlands                                        | نامیبیا                             |
| قلمرو آفریقای حاره‌ای | بیابان‌ها و درختچه‌زارهای خشک                          | Socotra Island xeric shrublands                                   | یمن                                 |
| قلمرو آفریقای حاره‌ای | بیابان‌ها و درختچه‌زارهای خشک                          | Somali montane xeric woodlands                                    | سومالی                              |
| قلمرو آفریقای حاره‌ای | بیابان‌ها و درختچه‌زارهای خشک                          | Southwestern Arabian foothills savanna                            | عمان                                |
| قلمرو آفریقای حاره‌ای | بیابان‌ها و درختچه‌زارهای خشک                          | Southwestern Arabian foothills savanna                            | عربستان سعودی                       |
| قلمرو آفریقای حاره‌ای | بیابان‌ها و درختچه‌زارهای خشک                          | Southwestern Arabian foothills savanna                            | یمن                                 |
| قلمرو آفریقای حاره‌ای | بیابان‌ها و درختچه‌زارهای خشک                          | Southwestern Arabian montane woodlands                            | عربستان سعودی                       |
| قلمرو آفریقای حاره‌ای | بیابان‌ها و درختچه‌زارهای خشک                          | Southwestern Arabian montane woodlands                            | یمن                                 |
| قلمرو آفریقای حاره‌ای | بیابان‌ها و درختچه‌زارهای خشک                          | Succulent Karoo                                                   | نامیبیا                             |
| قلمرو آفریقای حاره‌ای | بیابان‌ها و درختچه‌زارهای خشک                          | Succulent Karoo                                                   | آفریقای جنوبی                       |
| قلمرو آفریقای حاره‌ای | کرنا (گیاه)                                          | Central African mangroves                                         | آنگولا                              |
| قلمرو آفریقای حاره‌ای | کرنا (گیاه)                                          | Central African mangroves                                         | کامرون                              |
| قلمرو آفریقای حاره‌ای | کرنا (گیاه)                                          | Central African mangroves                                         | جمهوری دموکراتیک کنگو               |
| قلمرو آفریقای حاره‌ای | کرنا (گیاه)                                          | Central African mangroves                                         | گینه استوایی                        |
| قلمرو آفریقای حاره‌ای | کرنا (گیاه)                                          | Central African mangroves                                         | گابن                                |
| قلمرو آفریقای حاره‌ای | کرنا (گیاه)                                          | Central African mangroves                                         | غنا                                 |
| قلمرو آفریقای حاره‌ای | کرنا (گیاه)                                          | Central African mangroves                                         | نیجریه                              |
| قلمرو آفریقای حاره‌ای | کرنا (گیاه)                                          | East African mangroves                                            | کنیا                                |
| قلمرو آفریقای حاره‌ای | کرنا (گیاه)                                          | East African mangroves                                            | موزامبیک                            |
| قلمرو آفریقای حاره‌ای | کرنا (گیاه)                                          | East African mangroves                                            | سومالی                              |
| قلمرو آفریقای حاره‌ای | کرنا (گیاه)                                          | East African mangroves                                            | تانزانیا                            |
| قلمرو آفریقای حاره‌ای | کرنا (گیاه)                                          | حرا گینه                                                          | ساحل عاج                            |
| قلمرو آفریقای حاره‌ای | کرنا (گیاه)                                          | حرا گینه                                                          | گامبیا                              |
| قلمرو آفریقای حاره‌ای | کرنا (گیاه)                                          | حرا گینه                                                          | غنا                                 |
| قلمرو آفریقای حاره‌ای | کرنا (گیاه)                                          | حرا گینه                                                          | گینه                                |
| قلمرو آفریقای حاره‌ای | کرنا (گیاه)                                          | حرا گینه                                                          | گینه بیسائو                         |
| قلمرو آفریقای حاره‌ای | کرنا (گیاه)                                          | حرا گینه                                                          | لیبریا                              |
| قلمرو آفریقای حاره‌ای | کرنا (گیاه)                                          | حرا گینه                                                          | سنگال                               |
| قلمرو آفریقای حاره‌ای | کرنا (گیاه)                                          | حرا گینه                                                          | سیرالئون                            |
| قلمرو آفریقای حاره‌ای | کرنا (گیاه)                                          | Madagascar mangroves                                              | ماداگاسکار                          |
| قلمرو آفریقای حاره‌ای | کرنا (گیاه)                                          | حرا آفریقای جنوبی                                                 | موزامبیک                            |
| قلمرو آفریقای حاره‌ای | کرنا (گیاه)                                          | حرا آفریقای جنوبی                                                 | آفریقای جنوبی                       |
| قلمرو جنوبگان        | توندرا                                               | شبه‌جزیره جنوبگان                                                  | جنوبگان                             |
| قلمرو جنوبگان        | توندرا                                               | جنوبگان خاوری                                                     | جنوبگان                             |
| قلمرو جنوبگان        | توندرا                                               | Scotia Sea Islands tundra                                         | جزیره بووه                          |
| قلمرو جنوبگان        | توندرا                                               | Scotia Sea Islands tundra                                         | جزایر شتلند جنوبی                   |
| قلمرو جنوبگان        | توندرا                                               | Scotia Sea Islands tundra                                         | جزایر جورجیای جنوبی و ساندویچ جنوبی |
| قلمرو جنوبگان        | توندرا                                               | Southern Indian Ocean Islands tundra                              | سرزمین‌های جنوبی و جنوبگانی فرانسه   |
| قلمرو جنوبگان        | توندرا                                               | Southern Indian Ocean Islands tundra                              | جزیره هرد و جزایر مک‌دونالد          |
| قلمرو جنوبگان        | توندرا                                               | Southern Indian Ocean Islands tundra                              | آفریقای جنوبی                       |
| قلمرو استرالزی       | جنگل‌های پهن‌برگ مرطوب حاره‌ای و جنب‌حاره‌ای              | جزایر آدمیرالتی                                                   | پاپوآ گینه نو                       |
| قلمرو استرالزی       | جنگل‌های پهن‌برگ مرطوب حاره‌ای و جنب‌حاره‌ای              | Banda Sea Islands moist deciduous forests                         | اندونزی                             |
| قلمرو استرالزی       | جنگل‌های پهن‌برگ مرطوب حاره‌ای و جنب‌حاره‌ای              | Biak–Numfoor rain forests                                         | اندونزی                             |
| قلمرو استرالزی       | جنگل‌های پهن‌برگ مرطوب حاره‌ای و جنب‌حاره‌ای              | بورو (جزیره)                                                      | اندونزی                             |
| قلمرو استرالزی       | جنگل‌های پهن‌برگ مرطوب حاره‌ای و جنب‌حاره‌ای              | Central Range montane rain forests                                | اندونزی                             |
| قلمرو استرالزی       | جنگل‌های پهن‌برگ مرطوب حاره‌ای و جنب‌حاره‌ای              | Central Range montane rain forests                                | پاپوآ گینه نو                       |
| قلمرو استرالزی       | جنگل‌های پهن‌برگ مرطوب حاره‌ای و جنب‌حاره‌ای              | Halmahera rain forests                                            | اندونزی                             |
| قلمرو استرالزی       | جنگل‌های پهن‌برگ مرطوب حاره‌ای و جنب‌حاره‌ای              | Huon Peninsula montane rain forests                               | پاپوآ گینه نو                       |
| قلمرو استرالزی       | جنگل‌های پهن‌برگ مرطوب حاره‌ای و جنب‌حاره‌ای              | جزیره لرد هاوو                                                    | استرالیا                            |
| قلمرو استرالزی       | جنگل‌های پهن‌برگ مرطوب حاره‌ای و جنب‌حاره‌ای              | مجمع‌الجزایر لوئیسیاد                                              | پاپوآ گینه نو                       |
| قلمرو استرالزی       | جنگل‌های پهن‌برگ مرطوب حاره‌ای و جنب‌حاره‌ای              | New Britain–New Ireland lowland rain forests                      | پاپوآ گینه نو                       |
| قلمرو استرالزی       | جنگل‌های پهن‌برگ مرطوب حاره‌ای و جنب‌حاره‌ای              | New Britain–New Ireland montane rain forests                      | پاپوآ گینه نو                       |
| قلمرو استرالزی       | جنگل‌های پهن‌برگ مرطوب حاره‌ای و جنب‌حاره‌ای              | New Caledonia rain forests                                        | کالدونیای جدید                      |
| قلمرو استرالزی       | جنگل‌های پهن‌برگ مرطوب حاره‌ای و جنب‌حاره‌ای              | جزیره نورفک                                                       | جزیره نورفک                         |
| قلمرو استرالزی       | جنگل‌های پهن‌برگ مرطوب حاره‌ای و جنب‌حاره‌ای              | Northern New Guinea lowland rain and freshwater swamp forests     | اندونزی                             |
| قلمرو استرالزی       | جنگل‌های پهن‌برگ مرطوب حاره‌ای و جنب‌حاره‌ای              | Northern New Guinea lowland rain and freshwater swamp forests     | پاپوآ گینه نو                       |
| قلمرو استرالزی       | جنگل‌های پهن‌برگ مرطوب حاره‌ای و جنب‌حاره‌ای              | Northern New Guinea montane rain forests                          | اندونزی                             |
| قلمرو استرالزی       | جنگل‌های پهن‌برگ مرطوب حاره‌ای و جنب‌حاره‌ای              | Northern New Guinea montane rain forests                          | پاپوآ گینه نو                       |
| قلمرو استرالزی       | جنگل‌های پهن‌برگ مرطوب حاره‌ای و جنب‌حاره‌ای              | جنگل‌های بارانی حاره‌ای کوئینزلند                                   | استرالیا                            |
| قلمرو استرالزی       | جنگل‌های پهن‌برگ مرطوب حاره‌ای و جنب‌حاره‌ای              | Seram rain forests                                                | اندونزی                             |
| قلمرو استرالزی       | جنگل‌های پهن‌برگ مرطوب حاره‌ای و جنب‌حاره‌ای              | Solomon Islands rain forests                                      | جزایر سلیمان                        |
| قلمرو استرالزی       | جنگل‌های پهن‌برگ مرطوب حاره‌ای و جنب‌حاره‌ای              | Southeastern Papuan rain forests                                  | پاپوآ گینه نو                       |
| قلمرو استرالزی       | جنگل‌های پهن‌برگ مرطوب حاره‌ای و جنب‌حاره‌ای              | Southern New Guinea freshwater swamp forests                      | اندونزی                             |
| قلمرو استرالزی       | جنگل‌های پهن‌برگ مرطوب حاره‌ای و جنب‌حاره‌ای              | Southern New Guinea freshwater swamp forests                      | پاپوآ گینه نو                       |
| قلمرو استرالزی       | جنگل‌های پهن‌برگ مرطوب حاره‌ای و جنب‌حاره‌ای              | Southern New Guinea lowland rain forests                          | اندونزی                             |
| قلمرو استرالزی       | جنگل‌های پهن‌برگ مرطوب حاره‌ای و جنب‌حاره‌ای              | Southern New Guinea lowland rain forests                          | پاپوآ گینه نو                       |
| قلمرو استرالزی       | جنگل‌های پهن‌برگ مرطوب حاره‌ای و جنب‌حاره‌ای              | Sulawesi lowland rain forests                                     | اندونزی                             |
| قلمرو استرالزی       | جنگل‌های پهن‌برگ مرطوب حاره‌ای و جنب‌حاره‌ای              | Sulawesi montane rain forests                                     | اندونزی                             |
| قلمرو استرالزی       | جنگل‌های پهن‌برگ مرطوب حاره‌ای و جنب‌حاره‌ای              | Trobriand Islands rain forests                                    | پاپوآ گینه نو                       |
| قلمرو استرالزی       | جنگل‌های پهن‌برگ مرطوب حاره‌ای و جنب‌حاره‌ای              | Vanuatu rain forests                                              | جزایر سلیمان                        |
| قلمرو استرالزی       | جنگل‌های پهن‌برگ مرطوب حاره‌ای و جنب‌حاره‌ای              | Vanuatu rain forests                                              | وانواتو                             |
| قلمرو استرالزی       | جنگل‌های پهن‌برگ مرطوب حاره‌ای و جنب‌حاره‌ای              | Vogelkop montane rain forests                                     | اندونزی                             |
| قلمرو استرالزی       | جنگل‌های پهن‌برگ مرطوب حاره‌ای و جنب‌حاره‌ای              | Vogelkop–Aru lowland rain forests                                 | اندونزی                             |
| قلمرو استرالزی       | جنگل‌های پهن‌برگ مرطوب حاره‌ای و جنب‌حاره‌ای              | Yapen rain forests                                                | اندونزی                             |
| قلمرو استرالزی       | جنگل‌های پهن‌برگ خشک حاره‌ای و جنب‌حاره‌ای                | Lesser Sundas deciduous forests                                   | اندونزی                             |
| قلمرو استرالزی       | جنگل‌های پهن‌برگ خشک حاره‌ای و جنب‌حاره‌ای                | New Caledonia dry forests                                         | کالدونیای جدید                      |
| قلمرو استرالزی       | جنگل‌های پهن‌برگ خشک حاره‌ای و جنب‌حاره‌ای                | سومبا                                                             | اندونزی                             |
| قلمرو استرالزی       | جنگل‌های پهن‌برگ خشک حاره‌ای و جنب‌حاره‌ای                | Timor and Wetar deciduous forests                                 | اندونزی                             |
| قلمرو استرالزی       | جنگل‌های پهن‌برگ خشک حاره‌ای و جنب‌حاره‌ای                | Timor and Wetar deciduous forests                                 | تیمور شرقی                          |
| قلمرو استرالزی       | جنگل پهن‌برگ و مخلوط معتدله                           | جزایر چتم                                                         | نیوزیلند                            |
| قلمرو استرالزی       | جنگل پهن‌برگ و مخلوط معتدله                           | جنگل‌های معتدله شرق استرالیا                                       | استرالیا                            |
| قلمرو استرالزی       | جنگل پهن‌برگ و مخلوط معتدله                           | Fiordland temperate forests                                       | نیوزیلند                            |
| قلمرو استرالزی       | جنگل پهن‌برگ و مخلوط معتدله                           | جنگل‌های معتدله ساحل نلسون                                         | نیوزیلند                            |
| قلمرو استرالزی       | جنگل پهن‌برگ و مخلوط معتدله                           | North Island temperate forests                                    | نیوزیلند                            |
| قلمرو استرالزی       | جنگل پهن‌برگ و مخلوط معتدله                           | Northland temperate kauri forests                                 | نیوزیلند                            |
| قلمرو استرالزی       | جنگل پهن‌برگ و مخلوط معتدله                           | جزیره استوارت                                                     | نیوزیلند                            |
| قلمرو استرالزی       | جنگل پهن‌برگ و مخلوط معتدله                           | Richmond temperate forests                                        | نیوزیلند                            |
| قلمرو استرالزی       | جنگل پهن‌برگ و مخلوط معتدله                           | Southeast Australia temperate forests                             | استرالیا                            |
| قلمرو استرالزی       | جنگل پهن‌برگ و مخلوط معتدله                           | Southland temperate forests                                       | نیوزیلند                            |
| قلمرو استرالزی       | جنگل پهن‌برگ و مخلوط معتدله                           | Tasmanian Central Highland forests                                | استرالیا                            |
| قلمرو استرالزی       | جنگل پهن‌برگ و مخلوط معتدله                           | Tasmanian temperate forests                                       | استرالیا                            |
| قلمرو استرالزی       | جنگل پهن‌برگ و مخلوط معتدله                           | Tasmanian temperate rain forests                                  | استرالیا                            |
| قلمرو استرالزی       | جنگل پهن‌برگ و مخلوط معتدله                           | Westland temperate forests                                        | نیوزیلند                            |
| قلمرو استرالزی       | علفزارها، گرم‌دشت‌ها و درختچه‌زارهای حاره‌ای و جنب‌حاره‌ای | گرم‌دشت حاره‌ای آرنهم‌لند                                            | استرالیا                            |
| قلمرو استرالزی       | علفزارها، گرم‌دشت‌ها و درختچه‌زارهای حاره‌ای و جنب‌حاره‌ای | Brigalow tropical savanna                                         | استرالیا                            |
| قلمرو استرالزی       | علفزارها، گرم‌دشت‌ها و درختچه‌زارهای حاره‌ای و جنب‌حاره‌ای | گرم‌دشت حاره‌ای شبه‌جزیره کیپ یورک                                   | استرالیا                            |
| قلمرو استرالزی       | علفزارها، گرم‌دشت‌ها و درختچه‌زارهای حاره‌ای و جنب‌حاره‌ای | گرم‌دشت حاره‌ای کارپنتاریا                                          | استرالیا                            |
| قلمرو استرالزی       | علفزارها، گرم‌دشت‌ها و درختچه‌زارهای حاره‌ای و جنب‌حاره‌ای | Einasleigh Uplands savanna                                        | استرالیا                            |
| قلمرو استرالزی       | علفزارها، گرم‌دشت‌ها و درختچه‌زارهای حاره‌ای و جنب‌حاره‌ای | گرم‌دشت حاره‌ای کیمبرلی                                             | استرالیا                            |
| قلمرو استرالزی       | علفزارها، گرم‌دشت‌ها و درختچه‌زارهای حاره‌ای و جنب‌حاره‌ای | Mitchell Grass Downs                                              | استرالیا                            |
| قلمرو استرالزی       | علفزارها، گرم‌دشت‌ها و درختچه‌زارهای حاره‌ای و جنب‌حاره‌ای | Trans-Fly savanna and grasslands                                  | اندونزی                             |
| قلمرو استرالزی       | علفزارها، گرم‌دشت‌ها و درختچه‌زارهای حاره‌ای و جنب‌حاره‌ای | Trans-Fly savanna and grasslands                                  | پاپوآ گینه نو                       |
| قلمرو استرالزی       | علفزارها، گرم‌دشت‌ها و درختچه‌زارهای حاره‌ای و جنب‌حاره‌ای | گرم‌دشت حاره‌ای دشت‌های ویکتوریا                                     | استرالیا                            |
| قلمرو استرالزی       | علفزارها، گرم‌دشت‌ها و درختچه‌زارهای معتدله             | Canterbury–Otago tussock grasslands                               | نیوزیلند                            |
| قلمرو استرالزی       | علفزارها، گرم‌دشت‌ها و درختچه‌زارهای معتدله             | زمین‌های مولگا                                                     | استرالیا                            |
| قلمرو استرالزی       | علفزارها، گرم‌دشت‌ها و درختچه‌زارهای معتدله             | Southeast Australia temperate savanna                             | استرالیا                            |
| قلمرو استرالزی       | علفزارها و درختچه‌زارهای کوهستانی                     | Australian Alps montane grasslands                                | استرالیا                            |
| قلمرو استرالزی       | علفزارها و درختچه‌زارهای کوهستانی                     | Central Range sub-alpine grasslands                               | اندونزی                             |
| قلمرو استرالزی       | علفزارها و درختچه‌زارهای کوهستانی                     | Central Range sub-alpine grasslands                               | پاپوآ گینه نو                       |
| قلمرو استرالزی       | علفزارها و درختچه‌زارهای کوهستانی                     | Southland montane grasslands                                      | نیوزیلند                            |
| قلمرو استرالزی       | توندرا                                               | Antipodes Subantarctic Islands tundra                             | استرالیا                            |
| قلمرو استرالزی       | توندرا                                               | Antipodes Subantarctic Islands tundra                             | نیوزیلند                            |
| قلمرو استرالزی       | جنگل‌ها، درختزارها و بوته‌زارهای مدیترانه‌ای            | Coolgardie woodlands                                              | استرالیا                            |
| قلمرو استرالزی       | جنگل‌ها، درختزارها و بوته‌زارهای مدیترانه‌ای            | Esperance mallee                                                  | استرالیا                            |
| قلمرو استرالزی       | جنگل‌ها، درختزارها و بوته‌زارهای مدیترانه‌ای            | Eyre and York mallee                                              | استرالیا                            |
| قلمرو استرالزی       | جنگل‌ها، درختزارها و بوته‌زارهای مدیترانه‌ای            | Jarrah-Karri forest and shrublands                                | استرالیا                            |
| قلمرو استرالزی       | جنگل‌ها، درختزارها و بوته‌زارهای مدیترانه‌ای            | Swan Coastal Plain scrub and woodlands                            | استرالیا                            |
| قلمرو استرالزی       | جنگل‌ها، درختزارها و بوته‌زارهای مدیترانه‌ای            | Mount Lofty woodlands                                             | استرالیا                            |
| قلمرو استرالزی       | جنگل‌ها، درختزارها و بوته‌زارهای مدیترانه‌ای            | Murray-Darling woodlands and mallee                               | استرالیا                            |
| قلمرو استرالزی       | جنگل‌ها، درختزارها و بوته‌زارهای مدیترانه‌ای            | Naracoorte woodlands                                              | استرالیا                            |
| قلمرو استرالزی       | جنگل‌ها، درختزارها و بوته‌زارهای مدیترانه‌ای            | Southwest Australia savanna                                       | استرالیا                            |
| قلمرو استرالزی       | جنگل‌ها، درختزارها و بوته‌زارهای مدیترانه‌ای            | Southwest Australia woodlands                                     | استرالیا                            |
| قلمرو استرالزی       | بیابان‌ها و درختچه‌زارهای خشک                          | Carnarvon xeric shrublands                                        | استرالیا                            |
| قلمرو استرالزی       | بیابان‌ها و درختچه‌زارهای خشک                          | Central Ranges xeric scrub                                        | استرالیا                            |
| قلمرو استرالزی       | بیابان‌ها و درختچه‌زارهای خشک                          | بیابان گیبسون                                                     | استرالیا                            |
| قلمرو استرالزی       | بیابان‌ها و درختچه‌زارهای خشک                          | Great Sandy-Tanami desert                                         | استرالیا                            |
| قلمرو استرالزی       | بیابان‌ها و درختچه‌زارهای خشک                          | بیابان گریت ویکتوریا                                              | استرالیا                            |
| قلمرو استرالزی       | بیابان‌ها و درختچه‌زارهای خشک                          | دشت نولاربور                                                      | استرالیا                            |
| قلمرو استرالزی       | بیابان‌ها و درختچه‌زارهای خشک                          | Pilbara shrublands                                                | استرالیا                            |
| قلمرو استرالزی       | بیابان‌ها و درختچه‌زارهای خشک                          | بیابان سیمپسون                                                    | استرالیا                            |
| قلمرو استرالزی       | بیابان‌ها و درختچه‌زارهای خشک                          | Tirari-Sturt Stony desert                                         | استرالیا                            |
| قلمرو استرالزی       | بیابان‌ها و درختچه‌زارهای خشک                          | Western Australian mulga shrublands                               | استرالیا                            |
| قلمرو استرالزی       | کرنا (گیاه)                                          | New Guinea mangroves                                              | استرالیا                            |
| قلمرو استرالزی       | کرنا (گیاه)                                          | New Guinea mangroves                                              | اندونزی                             |
| قلمرو استرالزی       | کرنا (گیاه)                                          | New Guinea mangroves                                              | پاپوآ گینه نو                       |
| قلمرو هندومالایی     | جنگل‌های پهن‌برگ مرطوب حاره‌ای و جنب‌حاره‌ای              | جزایر آندامان                                                     | هند                                 |
| قلمرو هندومالایی     | جنگل‌های پهن‌برگ مرطوب حاره‌ای و جنب‌حاره‌ای              | Borneo lowland rain forests                                       | برونئی                              |
| قلمرو هندومالایی     | جنگل‌های پهن‌برگ مرطوب حاره‌ای و جنب‌حاره‌ای              | Borneo lowland rain forests                                       | اندونزی                             |
| قلمرو هندومالایی     | جنگل‌های پهن‌برگ مرطوب حاره‌ای و جنب‌حاره‌ای              | Borneo lowland rain forests                                       | مالزی                               |
| قلمرو هندومالایی     | جنگل‌های پهن‌برگ مرطوب حاره‌ای و جنب‌حاره‌ای              | Borneo montane rain forests                                       | برونئی                              |
| قلمرو هندومالایی     | جنگل‌های پهن‌برگ مرطوب حاره‌ای و جنب‌حاره‌ای              | Borneo montane rain forests                                       | اندونزی                             |
| قلمرو هندومالایی     | جنگل‌های پهن‌برگ مرطوب حاره‌ای و جنب‌حاره‌ای              | Borneo montane rain forests                                       | مالزی                               |
| قلمرو هندومالایی     | جنگل‌های پهن‌برگ مرطوب حاره‌ای و جنب‌حاره‌ای              | جنگل‌های پوده‌ای باتلاقی برنئو                                      | برونئی                              |
| قلمرو هندومالایی     | جنگل‌های پهن‌برگ مرطوب حاره‌ای و جنب‌حاره‌ای              | جنگل‌های پوده‌ای باتلاقی برنئو                                      | اندونزی                             |
| قلمرو هندومالایی     | جنگل‌های پهن‌برگ مرطوب حاره‌ای و جنب‌حاره‌ای              | جنگل‌های پوده‌ای باتلاقی برنئو                                      | مالزی                               |
| قلمرو هندومالایی     | جنگل‌های پهن‌برگ مرطوب حاره‌ای و جنب‌حاره‌ای              | Brahmaputra Valley semi-evergreen forests                         | بوتان (کشور)                        |
| قلمرو هندومالایی     | جنگل‌های پهن‌برگ مرطوب حاره‌ای و جنب‌حاره‌ای              | Brahmaputra Valley semi-evergreen forests                         | هند                                 |
| قلمرو هندومالایی     | جنگل‌های پهن‌برگ مرطوب حاره‌ای و جنب‌حاره‌ای              | Cardamom Mountains rain forests                                   | کامبوج                              |
| قلمرو هندومالایی     | جنگل‌های پهن‌برگ مرطوب حاره‌ای و جنب‌حاره‌ای              | Cardamom Mountains rain forests                                   | تایلند                              |
| قلمرو هندومالایی     | جنگل‌های پهن‌برگ مرطوب حاره‌ای و جنب‌حاره‌ای              | Chao Phraya freshwater swamp forests                              | تایلند                              |
| قلمرو هندومالایی     | جنگل‌های پهن‌برگ مرطوب حاره‌ای و جنب‌حاره‌ای              | Chao Phraya lowland moist deciduous forests                       | تایلند                              |
| قلمرو هندومالایی     | جنگل‌های پهن‌برگ مرطوب حاره‌ای و جنب‌حاره‌ای              | جنگل‌های کوهستانی چین هیلز ارکان                                   | میانمار                             |
| قلمرو هندومالایی     | جنگل‌های پهن‌برگ مرطوب حاره‌ای و جنب‌حاره‌ای              | جنگل‌های حاره‌ای جزایر کوکوس و کریسمس                               | جزیره کریسمس                        |
| قلمرو هندومالایی     | جنگل‌های پهن‌برگ مرطوب حاره‌ای و جنب‌حاره‌ای              | جنگل‌های حاره‌ای جزایر کوکوس و کریسمس                               | جزایر کوکوس                         |
| قلمرو هندومالایی     | جنگل‌های پهن‌برگ مرطوب حاره‌ای و جنب‌حاره‌ای              | Eastern Java–Bali montane rain forests                            | اندونزی                             |
| قلمرو هندومالایی     | جنگل‌های پهن‌برگ مرطوب حاره‌ای و جنب‌حاره‌ای              | Eastern Java–Bali rain forests                                    | اندونزی                             |
| قلمرو هندومالایی     | جنگل‌های پهن‌برگ مرطوب حاره‌ای و جنب‌حاره‌ای              | جنگل‌های خزان‌دار مرطوب کوهسارهای شرقی                              | هند                                 |
| قلمرو هندومالایی     | جنگل‌های پهن‌برگ مرطوب حاره‌ای و جنب‌حاره‌ای              | Greater Negros–Panay rain forests                                 | فیلیپین                             |
| قلمرو هندومالایی     | جنگل‌های پهن‌برگ مرطوب حاره‌ای و جنب‌حاره‌ای              | Hainan Island monsoon rain forests                                | چین                                 |
| قلمرو هندومالایی     | جنگل‌های پهن‌برگ مرطوب حاره‌ای و جنب‌حاره‌ای              | جنگل‌های پهن‌برگ جنب‌حاره‌ای هیمالیا                                  | بوتان (کشور)                        |
| قلمرو هندومالایی     | جنگل‌های پهن‌برگ مرطوب حاره‌ای و جنب‌حاره‌ای              | جنگل‌های پهن‌برگ جنب‌حاره‌ای هیمالیا                                  | هند                                 |
| قلمرو هندومالایی     | جنگل‌های پهن‌برگ مرطوب حاره‌ای و جنب‌حاره‌ای              | جنگل‌های پهن‌برگ جنب‌حاره‌ای هیمالیا                                  | نپال                                |
| قلمرو هندومالایی     | جنگل‌های پهن‌برگ مرطوب حاره‌ای و جنب‌حاره‌ای              | Irrawaddy freshwater swamp forests                                | میانمار                             |
| قلمرو هندومالایی     | جنگل‌های پهن‌برگ مرطوب حاره‌ای و جنب‌حاره‌ای              | Irrawaddy moist deciduous forests                                 | میانمار                             |
| قلمرو هندومالایی     | جنگل‌های پهن‌برگ مرطوب حاره‌ای و جنب‌حاره‌ای              | جنگل‌های همیشه‌سبز جنب‌حاره‌ای ژیانگ نان                              | چین                                 |
| قلمرو هندومالایی     | جنگل‌های پهن‌برگ مرطوب حاره‌ای و جنب‌حاره‌ای              | Kayah–Karen montane rain forests                                  | میانمار                             |
| قلمرو هندومالایی     | جنگل‌های پهن‌برگ مرطوب حاره‌ای و جنب‌حاره‌ای              | Kayah–Karen montane rain forests                                  | تایلند                              |
| قلمرو هندومالایی     | جنگل‌های پهن‌برگ مرطوب حاره‌ای و جنب‌حاره‌ای              | جنگل‌های خزان‌دار مرطوب دشت‌های گانگتیک پایینی                       | بنگلادش                             |
| قلمرو هندومالایی     | جنگل‌های پهن‌برگ مرطوب حاره‌ای و جنب‌حاره‌ای              | جنگل‌های خزان‌دار مرطوب دشت‌های گانگتیک پایینی                       | هند                                 |
| قلمرو هندومالایی     | جنگل‌های پهن‌برگ مرطوب حاره‌ای و جنب‌حاره‌ای              | جنگل‌های خزان‌دار مرطوب دشت‌های گانگتیک پایینی                       | نپال                                |
| قلمرو هندومالایی     | جنگل‌های پهن‌برگ مرطوب حاره‌ای و جنب‌حاره‌ای              | Luang Prabang montane rain forests                                | لائوس                               |
| قلمرو هندومالایی     | جنگل‌های پهن‌برگ مرطوب حاره‌ای و جنب‌حاره‌ای              | Luang Prabang montane rain forests                                | تایلند                              |
| قلمرو هندومالایی     | جنگل‌های پهن‌برگ مرطوب حاره‌ای و جنب‌حاره‌ای              | Luang Prabang montane rain forests                                | ویتنام                              |
| قلمرو هندومالایی     | جنگل‌های پهن‌برگ مرطوب حاره‌ای و جنب‌حاره‌ای              | Luzon montane rain forests                                        | فیلیپین                             |
| قلمرو هندومالایی     | جنگل‌های پهن‌برگ مرطوب حاره‌ای و جنب‌حاره‌ای              | جنگل‌های بارانی لوزون                                              | فیلیپین                             |
| قلمرو هندومالایی     | جنگل‌های پهن‌برگ مرطوب حاره‌ای و جنب‌حاره‌ای              | Malabar Coast moist forests                                       | هند                                 |
| قلمرو هندومالایی     | جنگل‌های پهن‌برگ مرطوب حاره‌ای و جنب‌حاره‌ای              | جنگل‌های مرطوب حاره‌ای مجمع‌الجزایر مالدیو–لاکشادویپ–چاگوس           | قلمرو اقیانوس هند بریتانیا          |
| قلمرو هندومالایی     | جنگل‌های پهن‌برگ مرطوب حاره‌ای و جنب‌حاره‌ای              | جنگل‌های مرطوب حاره‌ای مجمع‌الجزایر مالدیو–لاکشادویپ–چاگوس           | هند                                 |
| قلمرو هندومالایی     | جنگل‌های پهن‌برگ مرطوب حاره‌ای و جنب‌حاره‌ای              | جنگل‌های مرطوب حاره‌ای مجمع‌الجزایر مالدیو–لاکشادویپ–چاگوس           | مالدیو                              |
| قلمرو هندومالایی     | جنگل‌های پهن‌برگ مرطوب حاره‌ای و جنب‌حاره‌ای              | جنگل‌های جنب‌حاره‌ای مگالایا                                         | هند                                 |
| قلمرو هندومالایی     | جنگل‌های پهن‌برگ مرطوب حاره‌ای و جنب‌حاره‌ای              | Mentawai Islands rain forests                                     | اندونزی                             |
| قلمرو هندومالایی     | جنگل‌های پهن‌برگ مرطوب حاره‌ای و جنب‌حاره‌ای              | Mindanao montane rain forests                                     | فیلیپین                             |
| قلمرو هندومالایی     | جنگل‌های پهن‌برگ مرطوب حاره‌ای و جنب‌حاره‌ای              | Mindanao–Eastern Visayas rain forests                             | فیلیپین                             |
| قلمرو هندومالایی     | جنگل‌های پهن‌برگ مرطوب حاره‌ای و جنب‌حاره‌ای              | Mindoro rain forests                                              | فیلیپین                             |
| قلمرو هندومالایی     | جنگل‌های پهن‌برگ مرطوب حاره‌ای و جنب‌حاره‌ای              | جنگل‌های بارانی میزورام–منیپور–کاچین                               | بنگلادش                             |
| قلمرو هندومالایی     | جنگل‌های پهن‌برگ مرطوب حاره‌ای و جنب‌حاره‌ای              | جنگل‌های بارانی میزورام–منیپور–کاچین                               | هند                                 |
| قلمرو هندومالایی     | جنگل‌های پهن‌برگ مرطوب حاره‌ای و جنب‌حاره‌ای              | جنگل‌های بارانی میزورام–منیپور–کاچین                               | میانمار                             |
| قلمرو هندومالایی     | جنگل‌های پهن‌برگ مرطوب حاره‌ای و جنب‌حاره‌ای              | Myanmar coastal rain forests                                      | میانمار                             |
| قلمرو هندومالایی     | جنگل‌های پهن‌برگ مرطوب حاره‌ای و جنب‌حاره‌ای              | جنگل‌های همیشه‌سبز جنب‌حاره‌ای جزایر نانسی                            | ژاپن                                |
| قلمرو هندومالایی     | جنگل‌های پهن‌برگ مرطوب حاره‌ای و جنب‌حاره‌ای              | Nicobar Islands rain forests                                      | هند                                 |
| قلمرو هندومالایی     | جنگل‌های پهن‌برگ مرطوب حاره‌ای و جنب‌حاره‌ای              | جنگل‌های خزان‌دار مرطوب شمال غربی گهات                              | هند                                 |
| قلمرو هندومالایی     | جنگل‌های پهن‌برگ مرطوب حاره‌ای و جنب‌حاره‌ای              | North Western Ghats montane rain forests                          | هند                                 |
| قلمرو هندومالایی     | جنگل‌های پهن‌برگ مرطوب حاره‌ای و جنب‌حاره‌ای              | Northern Annamites rain forests                                   | لائوس                               |
| قلمرو هندومالایی     | جنگل‌های پهن‌برگ مرطوب حاره‌ای و جنب‌حاره‌ای              | Northern Annamites rain forests                                   | ویتنام                              |
| قلمرو هندومالایی     | جنگل‌های پهن‌برگ مرطوب حاره‌ای و جنب‌حاره‌ای              | جنگل‌های مرطوب جنب‌حاره‌ای هندوچین شمالی                             | چین                                 |
| قلمرو هندومالایی     | جنگل‌های پهن‌برگ مرطوب حاره‌ای و جنب‌حاره‌ای              | جنگل‌های مرطوب جنب‌حاره‌ای هندوچین شمالی                             | لائوس                               |
| قلمرو هندومالایی     | جنگل‌های پهن‌برگ مرطوب حاره‌ای و جنب‌حاره‌ای              | جنگل‌های مرطوب جنب‌حاره‌ای هندوچین شمالی                             | میانمار                             |
| قلمرو هندومالایی     | جنگل‌های پهن‌برگ مرطوب حاره‌ای و جنب‌حاره‌ای              | جنگل‌های مرطوب جنب‌حاره‌ای هندوچین شمالی                             | تایلند                              |
| قلمرو هندومالایی     | جنگل‌های پهن‌برگ مرطوب حاره‌ای و جنب‌حاره‌ای              | جنگل‌های مرطوب جنب‌حاره‌ای هندوچین شمالی                             | ویتنام                              |
| قلمرو هندومالایی     | جنگل‌های پهن‌برگ مرطوب حاره‌ای و جنب‌حاره‌ای              | Northern Khorat Plateau moist deciduous forests                   | لائوس                               |
| قلمرو هندومالایی     | جنگل‌های پهن‌برگ مرطوب حاره‌ای و جنب‌حاره‌ای              | Northern Khorat Plateau moist deciduous forests                   | تایلند                              |
| قلمرو هندومالایی     | جنگل‌های پهن‌برگ مرطوب حاره‌ای و جنب‌حاره‌ای              | Northern Thailand–Laos moist deciduous forests                    | لائوس                               |
| قلمرو هندومالایی     | جنگل‌های پهن‌برگ مرطوب حاره‌ای و جنب‌حاره‌ای              | Northern Thailand–Laos moist deciduous forests                    | تایلند                              |
| قلمرو هندومالایی     | جنگل‌های پهن‌برگ مرطوب حاره‌ای و جنب‌حاره‌ای              | جنگل‌های جنب‌حاره‌ای مثلث شمالی                                      | میانمار                             |
| قلمرو هندومالایی     | جنگل‌های پهن‌برگ مرطوب حاره‌ای و جنب‌حاره‌ای              | Northern Vietnam lowland rain forests                             | ویتنام                              |
| قلمرو هندومالایی     | جنگل‌های پهن‌برگ مرطوب حاره‌ای و جنب‌حاره‌ای              | جنگل‌های نیمه-همیشه‌سبز ادیشا                                       | هند                                 |
| قلمرو هندومالایی     | جنگل‌های پهن‌برگ مرطوب حاره‌ای و جنب‌حاره‌ای              | Palawan rain forests                                              | فیلیپین                             |
| قلمرو هندومالایی     | جنگل‌های پهن‌برگ مرطوب حاره‌ای و جنب‌حاره‌ای              | Peninsular Malaysian montane rain forests                         | مالزی                               |
| قلمرو هندومالایی     | جنگل‌های پهن‌برگ مرطوب حاره‌ای و جنب‌حاره‌ای              | Peninsular Malaysian montane rain forests                         | تایلند                              |
| قلمرو هندومالایی     | جنگل‌های پهن‌برگ مرطوب حاره‌ای و جنب‌حاره‌ای              | Peninsular Malaysian peat swamp forests                           | مالزی                               |
| قلمرو هندومالایی     | جنگل‌های پهن‌برگ مرطوب حاره‌ای و جنب‌حاره‌ای              | Peninsular Malaysian rain forests                                 | اندونزی                             |
| قلمرو هندومالایی     | جنگل‌های پهن‌برگ مرطوب حاره‌ای و جنب‌حاره‌ای              | Peninsular Malaysian rain forests                                 | مالزی                               |
| قلمرو هندومالایی     | جنگل‌های پهن‌برگ مرطوب حاره‌ای و جنب‌حاره‌ای              | Peninsular Malaysian rain forests                                 | سنگاپور                             |
| قلمرو هندومالایی     | جنگل‌های پهن‌برگ مرطوب حاره‌ای و جنب‌حاره‌ای              | Peninsular Malaysian rain forests                                 | تایلند                              |
| قلمرو هندومالایی     | جنگل‌های پهن‌برگ مرطوب حاره‌ای و جنب‌حاره‌ای              | Red River freshwater swamp forests                                | ویتنام                              |
| قلمرو هندومالایی     | جنگل‌های پهن‌برگ مرطوب حاره‌ای و جنب‌حاره‌ای              | South China Sea Islands                                           | چین                                 |
| قلمرو هندومالایی     | جنگل‌های پهن‌برگ مرطوب حاره‌ای و جنب‌حاره‌ای              | South China Sea Islands                                           | مالزی                               |
| قلمرو هندومالایی     | جنگل‌های پهن‌برگ مرطوب حاره‌ای و جنب‌حاره‌ای              | South China Sea Islands                                           | فیلیپین                             |
| قلمرو هندومالایی     | جنگل‌های پهن‌برگ مرطوب حاره‌ای و جنب‌حاره‌ای              | South China Sea Islands                                           | تایوان                              |
| قلمرو هندومالایی     | جنگل‌های پهن‌برگ مرطوب حاره‌ای و جنب‌حاره‌ای              | South China Sea Islands                                           | ویتنام                              |
| قلمرو هندومالایی     | جنگل‌های پهن‌برگ مرطوب حاره‌ای و جنب‌حاره‌ای              | جنگل‌های همیشه‌سبز جنب‌حاره‌ای جنوب چین–ویتنام                        | چین                                 |
| قلمرو هندومالایی     | جنگل‌های پهن‌برگ مرطوب حاره‌ای و جنب‌حاره‌ای              | جنگل‌های همیشه‌سبز جنب‌حاره‌ای جنوب چین–ویتنام                        | هنگ کنگ                             |
| قلمرو هندومالایی     | جنگل‌های پهن‌برگ مرطوب حاره‌ای و جنب‌حاره‌ای              | جنگل‌های همیشه‌سبز جنب‌حاره‌ای جنوب چین–ویتنام                        | ماکائو                              |
| قلمرو هندومالایی     | جنگل‌های پهن‌برگ مرطوب حاره‌ای و جنب‌حاره‌ای              | جنگل‌های همیشه‌سبز جنب‌حاره‌ای جنوب چین–ویتنام                        | ویتنام                              |
| قلمرو هندومالایی     | جنگل‌های پهن‌برگ مرطوب حاره‌ای و جنب‌حاره‌ای              | South Taiwan monsoon rain forests                                 | تایوان                              |
| قلمرو هندومالایی     | جنگل‌های پهن‌برگ مرطوب حاره‌ای و جنب‌حاره‌ای              | جنگل‌های خزان‌دار مرطوب جنوب غربی گهات                              | هند                                 |
| قلمرو هندومالایی     | جنگل‌های پهن‌برگ مرطوب حاره‌ای و جنب‌حاره‌ای              | South Western Ghats montane rain forests                          | هند                                 |
| قلمرو هندومالایی     | جنگل‌های پهن‌برگ مرطوب حاره‌ای و جنب‌حاره‌ای              | Southern Annamites montane rain forests                           | کامبوج                              |
| قلمرو هندومالایی     | جنگل‌های پهن‌برگ مرطوب حاره‌ای و جنب‌حاره‌ای              | Southern Annamites montane rain forests                           | لائوس                               |
| قلمرو هندومالایی     | جنگل‌های پهن‌برگ مرطوب حاره‌ای و جنب‌حاره‌ای              | Southern Annamites montane rain forests                           | ویتنام                              |
| قلمرو هندومالایی     | جنگل‌های پهن‌برگ مرطوب حاره‌ای و جنب‌حاره‌ای              | Southwest Borneo freshwater swamp forests                         | اندونزی                             |
| قلمرو هندومالایی     | جنگل‌های پهن‌برگ مرطوب حاره‌ای و جنب‌حاره‌ای              | جنگل‌های بارانی پست‌بوم‌های سریلانکا                                 | سری‌لانکا                            |
| قلمرو هندومالایی     | جنگل‌های پهن‌برگ مرطوب حاره‌ای و جنب‌حاره‌ای              | جنگل‌های بارانی کوهستانی سری‌لانکا                                  | سری‌لانکا                            |
| قلمرو هندومالایی     | جنگل‌های پهن‌برگ مرطوب حاره‌ای و جنب‌حاره‌ای              | Sulu Archipelago rain forests                                     | فیلیپین                             |
| قلمرو هندومالایی     | جنگل‌های پهن‌برگ مرطوب حاره‌ای و جنب‌حاره‌ای              | Sumatran freshwater swamp forests                                 | اندونزی                             |
| قلمرو هندومالایی     | جنگل‌های پهن‌برگ مرطوب حاره‌ای و جنب‌حاره‌ای              | Sumatran lowland rain forests                                     | اندونزی                             |
| قلمرو هندومالایی     | جنگل‌های پهن‌برگ مرطوب حاره‌ای و جنب‌حاره‌ای              | Sumatran montane rain forests                                     | اندونزی                             |
| قلمرو هندومالایی     | جنگل‌های پهن‌برگ مرطوب حاره‌ای و جنب‌حاره‌ای              | Sumatran peat swamp forests                                       | اندونزی                             |
| قلمرو هندومالایی     | جنگل‌های پهن‌برگ مرطوب حاره‌ای و جنب‌حاره‌ای              | Sundaland heath forests                                           | اندونزی                             |
| قلمرو هندومالایی     | جنگل‌های پهن‌برگ مرطوب حاره‌ای و جنب‌حاره‌ای              | Sundaland heath forests                                           | مالزی                               |
| قلمرو هندومالایی     | جنگل‌های پهن‌برگ مرطوب حاره‌ای و جنب‌حاره‌ای              | سونداربانس                                                        | بنگلادش                             |
| قلمرو هندومالایی     | جنگل‌های پهن‌برگ مرطوب حاره‌ای و جنب‌حاره‌ای              | سونداربانس                                                        | هند                                 |
| قلمرو هندومالایی     | جنگل‌های پهن‌برگ مرطوب حاره‌ای و جنب‌حاره‌ای              | جنگل‌های همیشه‌سبز جنب‌حاره‌ای تایوان                                 | تایوان                              |
| قلمرو هندومالایی     | جنگل‌های پهن‌برگ مرطوب حاره‌ای و جنب‌حاره‌ای              | Tenasserim–South Thailand semi-evergreen rain forests             | مالزی                               |
| قلمرو هندومالایی     | جنگل‌های پهن‌برگ مرطوب حاره‌ای و جنب‌حاره‌ای              | Tenasserim–South Thailand semi-evergreen rain forests             | میانمار                             |
| قلمرو هندومالایی     | جنگل‌های پهن‌برگ مرطوب حاره‌ای و جنب‌حاره‌ای              | Tenasserim-South Thailand semi-evergreen rain forests             | تایلند                              |
| قلمرو هندومالایی     | جنگل‌های پهن‌برگ مرطوب حاره‌ای و جنب‌حاره‌ای              | Tonle Sap freshwater swamp forests                                | کامبوج                              |
| قلمرو هندومالایی     | جنگل‌های پهن‌برگ مرطوب حاره‌ای و جنب‌حاره‌ای              | Tonle Sap freshwater swamp forests                                | ویتنام                              |
| قلمرو هندومالایی     | جنگل‌های پهن‌برگ مرطوب حاره‌ای و جنب‌حاره‌ای              | Tonle Sap-Mekong peat swamp forests                               | کامبوج                              |
| قلمرو هندومالایی     | جنگل‌های پهن‌برگ مرطوب حاره‌ای و جنب‌حاره‌ای              | Tonle Sap-Mekong peat swamp forests                               | ویتنام                              |
| قلمرو هندومالایی     | جنگل‌های پهن‌برگ مرطوب حاره‌ای و جنب‌حاره‌ای              | جنگل‌های خزان‌دار مرطوب دشت‌های گانگتیک بالایی                       | هند                                 |
| قلمرو هندومالایی     | جنگل‌های پهن‌برگ مرطوب حاره‌ای و جنب‌حاره‌ای              | Western Java montane rain forests                                 | اندونزی                             |
| قلمرو هندومالایی     | جنگل‌های پهن‌برگ مرطوب حاره‌ای و جنب‌حاره‌ای              | Western Java rain forests                                         | اندونزی                             |
| قلمرو هندومالایی     | جنگل‌های پهن‌برگ خشک حاره‌ای و جنب‌حاره‌ای                | جنگل‌های خزان‌دار خشک فلات مرکزی دکن                                | هند                                 |
| قلمرو هندومالایی     | جنگل‌های پهن‌برگ خشک حاره‌ای و جنب‌حاره‌ای                | Central Indochina dry forests                                     | کامبوج                              |
| قلمرو هندومالایی     | جنگل‌های پهن‌برگ خشک حاره‌ای و جنب‌حاره‌ای                | Central Indochina dry forests                                     | لائوس                               |
| قلمرو هندومالایی     | جنگل‌های پهن‌برگ خشک حاره‌ای و جنب‌حاره‌ای                | Central Indochina dry forests                                     | تایلند                              |
| قلمرو هندومالایی     | جنگل‌های پهن‌برگ خشک حاره‌ای و جنب‌حاره‌ای                | Central Indochina dry forests                                     | ویتنام                              |
| قلمرو هندومالایی     | جنگل‌های پهن‌برگ خشک حاره‌ای و جنب‌حاره‌ای                | Chhota-Nagpur dry deciduous forests                               | هند                                 |
| قلمرو هندومالایی     | جنگل‌های پهن‌برگ خشک حاره‌ای و جنب‌حاره‌ای                | East Deccan dry evergreen forests                                 | هند                                 |
| قلمرو هندومالایی     | جنگل‌های پهن‌برگ خشک حاره‌ای و جنب‌حاره‌ای                | Irrawaddy dry forests                                             | میانمار                             |
| قلمرو هندومالایی     | جنگل‌های پهن‌برگ خشک حاره‌ای و جنب‌حاره‌ای                | جنگل‌های خزان‌دار خشک ختیار–گیر                                     | هند                                 |
| قلمرو هندومالایی     | جنگل‌های پهن‌برگ خشک حاره‌ای و جنب‌حاره‌ای                | جنگل‌های خزان‌دار خشک دره نارمادا                                   | هند                                 |
| قلمرو هندومالایی     | جنگل‌های پهن‌برگ خشک حاره‌ای و جنب‌حاره‌ای                | Northern dry deciduous forests                                    | هند                                 |
| قلمرو هندومالایی     | جنگل‌های پهن‌برگ خشک حاره‌ای و جنب‌حاره‌ای                | South Deccan Plateau dry deciduous forests                        | هند                                 |
| قلمرو هندومالایی     | جنگل‌های پهن‌برگ خشک حاره‌ای و جنب‌حاره‌ای                | Southeastern Indochina dry evergreen forests                      | کامبوج                              |
| قلمرو هندومالایی     | جنگل‌های پهن‌برگ خشک حاره‌ای و جنب‌حاره‌ای                | Southeastern Indochina dry evergreen forests                      | لائوس                               |
| قلمرو هندومالایی     | جنگل‌های پهن‌برگ خشک حاره‌ای و جنب‌حاره‌ای                | Southeastern Indochina dry evergreen forests                      | تایلند                              |
| قلمرو هندومالایی     | جنگل‌های پهن‌برگ خشک حاره‌ای و جنب‌حاره‌ای                | Southeastern Indochina dry evergreen forests                      | ویتنام                              |
| قلمرو هندومالایی     | جنگل‌های پهن‌برگ خشک حاره‌ای و جنب‌حاره‌ای                | Southern Vietnam lowland dry forests                              | ویتنام                              |
| قلمرو هندومالایی     | جنگل‌های پهن‌برگ خشک حاره‌ای و جنب‌حاره‌ای                | Sri Lanka dry-zone dry evergreen forests                          | سری‌لانکا                            |
| قلمرو هندومالایی     | جنگل‌های سوزنی‌برگ حاره‌ای و جنب‌حاره‌ای                  | جنگل‌های کاج جنب‌حاره‌ای هیمالیا                                     | بوتان (کشور)                        |
| قلمرو هندومالایی     | جنگل‌های سوزنی‌برگ حاره‌ای و جنب‌حاره‌ای                  | جنگل‌های کاج جنب‌حاره‌ای هیمالیا                                     | هند                                 |
| قلمرو هندومالایی     | جنگل‌های سوزنی‌برگ حاره‌ای و جنب‌حاره‌ای                  | جنگل‌های کاج جنب‌حاره‌ای هیمالیا                                     | نپال                                |
| قلمرو هندومالایی     | جنگل‌های سوزنی‌برگ حاره‌ای و جنب‌حاره‌ای                  | جنگل‌های کاج جنب‌حاره‌ای هیمالیا                                     | پاکستان                             |
| قلمرو هندومالایی     | جنگل‌های سوزنی‌برگ حاره‌ای و جنب‌حاره‌ای                  | جنگل‌های کاج جنب‌حاره‌ای هیمالیا                                     | فیلیپین                             |
| قلمرو هندومالایی     | جنگل‌های سوزنی‌برگ حاره‌ای و جنب‌حاره‌ای                  | جنگل‌های کاج حاره‌ای لوزون                                          | فیلیپین                             |
| قلمرو هندومالایی     | جنگل‌های سوزنی‌برگ حاره‌ای و جنب‌حاره‌ای                  | جنگل‌های کاج شمال شرقی هند و میانمار                               | هند                                 |
| قلمرو هندومالایی     | جنگل‌های سوزنی‌برگ حاره‌ای و جنب‌حاره‌ای                  | جنگل‌های کاج شمال شرقی هند و میانمار                               | میانمار                             |
| قلمرو هندومالایی     | جنگل‌های سوزنی‌برگ حاره‌ای و جنب‌حاره‌ای                  | جنگل‌های کاج حاره‌ای سوماترا                                        | اندونزی                             |
| قلمرو هندومالایی     | جنگل پهن‌برگ و مخلوط معتدله                           | جنگل‌های پهن‌برگ هیمالیای شرقی                                      | بوتان (کشور)                        |
| قلمرو هندومالایی     | جنگل پهن‌برگ و مخلوط معتدله                           | جنگل‌های پهن‌برگ هیمالیای شرقی                                      | هند                                 |
| قلمرو هندومالایی     | جنگل پهن‌برگ و مخلوط معتدله                           | جنگل‌های پهن‌برگ هیمالیای شرقی                                      | نپال                                |
| قلمرو هندومالایی     | جنگل پهن‌برگ و مخلوط معتدله                           | جنگل‌های معتدله مثلث شمالی                                         | میانمار                             |
| قلمرو هندومالایی     | جنگل پهن‌برگ و مخلوط معتدله                           | Western Himalayan broadleaf forests                               | هند                                 |
| قلمرو هندومالایی     | جنگل پهن‌برگ و مخلوط معتدله                           | Western Himalayan broadleaf forests                               | نپال                                |
| قلمرو هندومالایی     | جنگل پهن‌برگ و مخلوط معتدله                           | Western Himalayan broadleaf forests                               | پاکستان                             |
| قلمرو هندومالایی     | جنگل سوزنی‌برگ معتدله                                 | جنگل‌های سوزنی‌برگ کوهستانی هیمالیای شرقی                           | بوتان (کشور)                        |
| قلمرو هندومالایی     | جنگل سوزنی‌برگ معتدله                                 | جنگل‌های سوزنی‌برگ کوهستانی هیمالیای شرقی                           | چین                                 |
| قلمرو هندومالایی     | جنگل سوزنی‌برگ معتدله                                 | جنگل‌های سوزنی‌برگ کوهستانی هیمالیای شرقی                           | هند                                 |
| قلمرو هندومالایی     | جنگل سوزنی‌برگ معتدله                                 | جنگل‌های سوزنی‌برگ کوهستانی هیمالیای شرقی                           | نپال                                |
| قلمرو هندومالایی     | جنگل سوزنی‌برگ معتدله                                 | جنگل‌های سوزنی‌برگ کوهستانی هیمالیای غربی                           | افغانستان                           |
| قلمرو هندومالایی     | جنگل سوزنی‌برگ معتدله                                 | جنگل‌های سوزنی‌برگ کوهستانی هیمالیای غربی                           | هند                                 |
| قلمرو هندومالایی     | جنگل سوزنی‌برگ معتدله                                 | جنگل‌های سوزنی‌برگ کوهستانی هیمالیای غربی                           | نپال                                |
| قلمرو هندومالایی     | جنگل سوزنی‌برگ معتدله                                 | جنگل‌های سوزنی‌برگ کوهستانی هیمالیای غربی                           | پاکستان                             |
| قلمرو هندومالایی     | علفزارها، گرم‌دشت‌ها و درختچه‌زارهای حاره‌ای و جنب‌حاره‌ای | Terai–Duar savanna and grasslands                                 | بوتان (کشور)                        |
| قلمرو هندومالایی     | علفزارها، گرم‌دشت‌ها و درختچه‌زارهای حاره‌ای و جنب‌حاره‌ای | Terai–Duar savanna and grasslands                                 | هند                                 |
| قلمرو هندومالایی     | علفزارها، گرم‌دشت‌ها و درختچه‌زارهای حاره‌ای و جنب‌حاره‌ای | Terai–Duar savanna and grasslands                                 | نپال                                |
| قلمرو هندومالایی     | علفزارها و گرم‌دشت‌های سیلابی                          | Rann of Kutch seasonal salt marsh                                 | هند                                 |
| قلمرو هندومالایی     | علفزارها و گرم‌دشت‌های سیلابی                          | Rann of Kutch seasonal salt marsh                                 | پاکستان                             |
| قلمرو هندومالایی     | علفزارها و درختچه‌زارهای کوهستانی                     | کوه کینبالو                                                       | مالزی                               |
| قلمرو هندومالایی     | بیابان‌ها و درختچه‌زارهای خشک                          | Deccan thorn scrub forests                                        | هند                                 |
| قلمرو هندومالایی     | بیابان‌ها و درختچه‌زارهای خشک                          | Deccan thorn scrub forests                                        | سری‌لانکا                            |
| قلمرو هندومالایی     | بیابان‌ها و درختچه‌زارهای خشک                          | بیابان دره سند                                                    | پاکستان                             |
| قلمرو هندومالایی     | بیابان‌ها و درختچه‌زارهای خشک                          | Northwestern thorn scrub forests                                  | هند                                 |
| قلمرو هندومالایی     | بیابان‌ها و درختچه‌زارهای خشک                          | Northwestern thorn scrub forests                                  | پاکستان                             |
| قلمرو هندومالایی     | بیابان‌ها و درختچه‌زارهای خشک                          | بیابان تار                                                        | هند                                 |
| قلمرو هندومالایی     | بیابان‌ها و درختچه‌زارهای خشک                          | بیابان تار                                                        | پاکستان                             |
| قلمرو هندومالایی     | کرنا (گیاه)                                          | حرا گوداوری–کریشنا                                                | هند                                 |
| قلمرو هندومالایی     | کرنا (گیاه)                                          | Indochina mangroves                                               | کامبوج                              |
| قلمرو هندومالایی     | کرنا (گیاه)                                          | Indochina mangroves                                               | تایلند                              |
| قلمرو هندومالایی     | کرنا (گیاه)                                          | Indochina mangroves                                               | ویتنام                              |
| قلمرو هندومالایی     | کرنا (گیاه)                                          | Indus River Delta–Arabian Sea mangroves                           | هند                                 |
| قلمرو هندومالایی     | کرنا (گیاه)                                          | Indus River Delta–Arabian Sea mangroves                           | پاکستان                             |
| قلمرو هندومالایی     | کرنا (گیاه)                                          | Myanmar Coast mangroves                                           | مالزی                               |
| قلمرو هندومالایی     | کرنا (گیاه)                                          | Myanmar Coast mangroves                                           | میانمار                             |
| قلمرو هندومالایی     | کرنا (گیاه)                                          | Myanmar Coast mangroves                                           | تایلند                              |
| قلمرو هندومالایی     | کرنا (گیاه)                                          | Sunda Shelf mangroves                                             | اندونزی                             |
| قلمرو هندومالایی     | کرنا (گیاه)                                          | Sunda Shelf mangroves                                             | مالزی                               |
| قلمرو هندومالایی     | کرنا (گیاه)                                          | سونداربانس                                                        | بنگلادش                             |
| قلمرو هندومالایی     | کرنا (گیاه)                                          | سونداربانس                                                        | هند                                 |
| قلمرو نوشمالگان      | جنگل‌های پهن‌برگ خشک حاره‌ای و جنب‌حاره‌ای                | جنگل‌های خشک جنب‌حاره‌ای سونورا–سینالوآ                              | مکزیک                               |
| قلمرو نوشمالگان      | جنگل‌های سوزنی‌برگ حاره‌ای و جنب‌حاره‌ای                  | Bermuda subtropical conifer forests                               | برمودا                              |
| قلمرو نوشمالگان      | جنگل پهن‌برگ و مخلوط معتدله                           | Allegheny Highlands forests                                       | ایالات متحده آمریکا                 |
| قلمرو نوشمالگان      | جنگل پهن‌برگ و مخلوط معتدله                           | Appalachian mixed mesophytic forests                              | ایالات متحده آمریکا                 |
| قلمرو نوشمالگان      | جنگل پهن‌برگ و مخلوط معتدله                           | Appalachian-Blue Ridge forests                                    | ایالات متحده آمریکا                 |
| قلمرو نوشمالگان      | جنگل پهن‌برگ و مخلوط معتدله                           | جنگل‌های سخت‌چوب مرکزی ایالات متحده آمریکا                          | ایالات متحده آمریکا                 |
| قلمرو نوشمالگان      | جنگل پهن‌برگ و مخلوط معتدله                           | East Central Texas forests                                        | ایالات متحده آمریکا                 |
| قلمرو نوشمالگان      | جنگل پهن‌برگ و مخلوط معتدله                           | Eastern Great Lakes lowland forests                               | کانادا                              |
| قلمرو نوشمالگان      | جنگل پهن‌برگ و مخلوط معتدله                           | Eastern Great Lakes lowland forests                               | ایالات متحده آمریکا                 |
| قلمرو نوشمالگان      | جنگل پهن‌برگ و مخلوط معتدله                           | Eastern forest-boreal transition                                  | کانادا                              |
| قلمرو نوشمالگان      | جنگل پهن‌برگ و مخلوط معتدله                           | Eastern forest-boreal transition                                  | ایالات متحده آمریکا                 |
| قلمرو نوشمالگان      | جنگل پهن‌برگ و مخلوط معتدله                           | Gulf of St. Lawrence lowland forests                              | کانادا                              |
| قلمرو نوشمالگان      | جنگل پهن‌برگ و مخلوط معتدله                           | Mississippi lowland forests                                       | ایالات متحده آمریکا                 |
| قلمرو نوشمالگان      | جنگل پهن‌برگ و مخلوط معتدله                           | جنگل‌های نیو انگلند–اکادیان                                        | کانادا                              |
| قلمرو نوشمالگان      | جنگل پهن‌برگ و مخلوط معتدله                           | جنگل‌های نیو انگلند–اکادیان                                        | ایالات متحده آمریکا                 |
| قلمرو نوشمالگان      | جنگل پهن‌برگ و مخلوط معتدله                           | Northeastern coastal forests                                      | ایالات متحده آمریکا                 |
| قلمرو نوشمالگان      | جنگل پهن‌برگ و مخلوط معتدله                           | Ozark Mountain forests                                            | ایالات متحده آمریکا                 |
| قلمرو نوشمالگان      | جنگل پهن‌برگ و مخلوط معتدله                           | جنگل‌های کاج و بلوط غربی سیرا مادره                                | مکزیک                               |
| قلمرو نوشمالگان      | جنگل پهن‌برگ و مخلوط معتدله                           | جنگل‌های کاج و بلوط غربی سیرا مادره                                | ایالات متحده آمریکا                 |
| قلمرو نوشمالگان      | جنگل پهن‌برگ و مخلوط معتدله                           | Sierra Madre Oriental pine–oak forests                            | مکزیک                               |
| قلمرو نوشمالگان      | جنگل پهن‌برگ و مخلوط معتدله                           | Sierra Madre Oriental pine–oak forests                            | ایالات متحده آمریکا                 |
| قلمرو نوشمالگان      | جنگل پهن‌برگ و مخلوط معتدله                           | Southeastern mixed forests                                        | ایالات متحده آمریکا                 |
| قلمرو نوشمالگان      | جنگل پهن‌برگ و مخلوط معتدله                           | Southern Great Lakes forests                                      | کانادا                              |
| قلمرو نوشمالگان      | جنگل پهن‌برگ و مخلوط معتدله                           | Southern Great Lakes forests                                      | ایالات متحده آمریکا                 |
| قلمرو نوشمالگان      | جنگل پهن‌برگ و مخلوط معتدله                           | Upper Midwest forest-savanna transition                           | ایالات متحده آمریکا                 |
| قلمرو نوشمالگان      | جنگل پهن‌برگ و مخلوط معتدله                           | Western Great Lakes forests                                       | کانادا                              |
| قلمرو نوشمالگان      | جنگل پهن‌برگ و مخلوط معتدله                           | Western Great Lakes forests                                       | ایالات متحده آمریکا                 |
| قلمرو نوشمالگان      | جنگل پهن‌برگ و مخلوط معتدله                           | Willamette Valley forests                                         | ایالات متحده آمریکا                 |
| قلمرو نوشمالگان      | جنگل سوزنی‌برگ معتدله                                 | Alberta Mountain forests                                          | کانادا                              |
| قلمرو نوشمالگان      | جنگل سوزنی‌برگ معتدله                                 | Alberta-British Columbia foothills forests                        | کانادا                              |
| قلمرو نوشمالگان      | جنگل سوزنی‌برگ معتدله                                 | Arizona Mountains forests                                         | ایالات متحده آمریکا                 |
| قلمرو نوشمالگان      | جنگل سوزنی‌برگ معتدله                                 | Atlantic coastal pine barrens                                     | ایالات متحده آمریکا                 |
| قلمرو نوشمالگان      | جنگل سوزنی‌برگ معتدله                                 | Blue Mountains forests                                            | ایالات متحده آمریکا                 |
| قلمرو نوشمالگان      | جنگل سوزنی‌برگ معتدله                                 | British Columbia mainland coastal forests                         | کانادا                              |
| قلمرو نوشمالگان      | جنگل سوزنی‌برگ معتدله                                 | British Columbia mainland coastal forests                         | ایالات متحده آمریکا                 |
| قلمرو نوشمالگان      | جنگل سوزنی‌برگ معتدله                                 | Cascade Mountains leeward forests                                 | کانادا                              |
| قلمرو نوشمالگان      | جنگل سوزنی‌برگ معتدله                                 | Cascade Mountains leeward forests                                 | ایالات متحده آمریکا                 |
| قلمرو نوشمالگان      | جنگل سوزنی‌برگ معتدله                                 | Central British Columbia Mountain forests                         | کانادا                              |
| قلمرو نوشمالگان      | جنگل سوزنی‌برگ معتدله                                 | Central Pacific coastal forests                                   | کانادا                              |
| قلمرو نوشمالگان      | جنگل سوزنی‌برگ معتدله                                 | Central Pacific coastal forests                                   | ایالات متحده آمریکا                 |
| قلمرو نوشمالگان      | جنگل سوزنی‌برگ معتدله                                 | Central and Southern Cascades forests                             | ایالات متحده آمریکا                 |
| قلمرو نوشمالگان      | جنگل سوزنی‌برگ معتدله                                 | Colorado Rockies forests                                          | ایالات متحده آمریکا                 |
| قلمرو نوشمالگان      | جنگل سوزنی‌برگ معتدله                                 | Eastern Cascades forests                                          | ایالات متحده آمریکا                 |
| قلمرو نوشمالگان      | جنگل سوزنی‌برگ معتدله                                 | Florida sand pine scrub                                           | ایالات متحده آمریکا                 |
| قلمرو نوشمالگان      | جنگل سوزنی‌برگ معتدله                                 | Fraser Plateau and Basin complex                                  | کانادا                              |
| قلمرو نوشمالگان      | جنگل سوزنی‌برگ معتدله                                 | Great Basin montane forests                                       | ایالات متحده آمریکا                 |
| قلمرو نوشمالگان      | جنگل سوزنی‌برگ معتدله                                 | Klamath-Siskiyou forests                                          | ایالات متحده آمریکا                 |
| قلمرو نوشمالگان      | جنگل سوزنی‌برگ معتدله                                 | Middle Atlantic coastal forests                                   | ایالات متحده آمریکا                 |
| قلمرو نوشمالگان      | جنگل سوزنی‌برگ معتدله                                 | North Central Rockies forests                                     | کانادا                              |
| قلمرو نوشمالگان      | جنگل سوزنی‌برگ معتدله                                 | North Central Rockies forests                                     | ایالات متحده آمریکا                 |
| قلمرو نوشمالگان      | جنگل سوزنی‌برگ معتدله                                 | Northern California coastal forests                               | ایالات متحده آمریکا                 |
| قلمرو نوشمالگان      | جنگل سوزنی‌برگ معتدله                                 | Northern Pacific coastal forests                                  | ایالات متحده آمریکا                 |
| قلمرو نوشمالگان      | جنگل سوزنی‌برگ معتدله                                 | Northern transitional alpine forests                              | کانادا                              |
| قلمرو نوشمالگان      | جنگل سوزنی‌برگ معتدله                                 | Okanagan dry forests                                              | کانادا                              |
| قلمرو نوشمالگان      | جنگل سوزنی‌برگ معتدله                                 | Okanagan dry forests                                              | ایالات متحده آمریکا                 |
| قلمرو نوشمالگان      | جنگل سوزنی‌برگ معتدله                                 | Piney Woods forests                                               | ایالات متحده آمریکا                 |
| قلمرو نوشمالگان      | جنگل سوزنی‌برگ معتدله                                 | Puget lowland forests                                             | کانادا                              |
| قلمرو نوشمالگان      | جنگل سوزنی‌برگ معتدله                                 | Puget lowland forests                                             | ایالات متحده آمریکا                 |
| قلمرو نوشمالگان      | جنگل سوزنی‌برگ معتدله                                 | Queen Charlotte Islands                                           | کانادا                              |
| قلمرو نوشمالگان      | جنگل سوزنی‌برگ معتدله                                 | جنگل‌های سیرا ژوارز و سن پدرو مارتیر پاین–اوک                      | مکزیک                               |
| قلمرو نوشمالگان      | جنگل سوزنی‌برگ معتدله                                 | بوم‌شناسی سیرا نوادا                                               | ایالات متحده آمریکا                 |
| قلمرو نوشمالگان      | جنگل سوزنی‌برگ معتدله                                 | South Central Rockies forests                                     | ایالات متحده آمریکا                 |
| قلمرو نوشمالگان      | جنگل سوزنی‌برگ معتدله                                 | Southeastern conifer forests                                      | ایالات متحده آمریکا                 |
| قلمرو نوشمالگان      | جنگل سوزنی‌برگ معتدله                                 | Wasatch and Uinta montane forests                                 | ایالات متحده آمریکا                 |
| قلمرو نوشمالگان      | تایگا                                                | Alaska Peninsula montane taiga                                    | ایالات متحده آمریکا                 |
| قلمرو نوشمالگان      | تایگا                                                | Central Canadian Shield forests                                   | کانادا                              |
| قلمرو نوشمالگان      | تایگا                                                | Cook Inlet taiga                                                  | ایالات متحده آمریکا                 |
| قلمرو نوشمالگان      | تایگا                                                | Copper Plateau taiga                                              | ایالات متحده آمریکا                 |
| قلمرو نوشمالگان      | تایگا                                                | Eastern Canadian Shield taiga                                     | کانادا                              |
| قلمرو نوشمالگان      | تایگا                                                | Eastern Canadian forests                                          | کانادا                              |
| قلمرو نوشمالگان      | تایگا                                                | Eastern Canadian forests                                          | سن-پیر و میکلون                     |
| قلمرو نوشمالگان      | تایگا                                                | Interior Alaska-Yukon lowland taiga                               | کانادا                              |
| قلمرو نوشمالگان      | تایگا                                                | Interior Alaska–Yukon lowland taiga                               | ایالات متحده آمریکا                 |
| قلمرو نوشمالگان      | تایگا                                                | Mid-Continental Canadian forests                                  | کانادا                              |
| قلمرو نوشمالگان      | تایگا                                                | Midwestern Canadian Shield forests                                | کانادا                              |
| قلمرو نوشمالگان      | تایگا                                                | Muskwa–Slave Lake forests                                         | کانادا                              |
| قلمرو نوشمالگان      | تایگا                                                | جنگل‌های کوهستان نیوفاندلند                                        | کانادا                              |
| قلمرو نوشمالگان      | تایگا                                                | Northern Canadian Shield taiga                                    | کانادا                              |
| قلمرو نوشمالگان      | تایگا                                                | Northern Cordillera forests                                       | کانادا                              |
| قلمرو نوشمالگان      | تایگا                                                | Northwest Territories taiga                                       | کانادا                              |
| قلمرو نوشمالگان      | تایگا                                                | South Avalon–Burin oceanic barrens                                | کانادا                              |
| قلمرو نوشمالگان      | تایگا                                                | Southern Hudson Bay taiga                                         | کانادا                              |
| قلمرو نوشمالگان      | تایگا                                                | جنگل‌های خشک داخلی یوکان                                           | کانادا                              |
| قلمرو نوشمالگان      | علفزارها، گرم‌دشت‌ها و درختچه‌زارهای حاره‌ای و جنب‌حاره‌ای | Western Gulf coastal grasslands                                   | مکزیک                               |
| قلمرو نوشمالگان      | علفزارها، گرم‌دشت‌ها و درختچه‌زارهای حاره‌ای و جنب‌حاره‌ای | Western Gulf coastal grasslands                                   | ایالات متحده آمریکا                 |
| قلمرو نوشمالگان      | علفزارها، گرم‌دشت‌ها و درختچه‌زارهای معتدله             | California Central Valley grasslands                              | ایالات متحده آمریکا                 |
| قلمرو نوشمالگان      | علفزارها، گرم‌دشت‌ها و درختچه‌زارهای معتدله             | Canadian Aspen forests and parklands                              | کانادا                              |
| قلمرو نوشمالگان      | علفزارها، گرم‌دشت‌ها و درختچه‌زارهای معتدله             | Canadian Aspen forests and parklands                              | ایالات متحده آمریکا                 |
| قلمرو نوشمالگان      | علفزارها، گرم‌دشت‌ها و درختچه‌زارهای معتدله             | Central and Southern mixed grasslands                             | ایالات متحده آمریکا                 |
| قلمرو نوشمالگان      | علفزارها، گرم‌دشت‌ها و درختچه‌زارهای معتدله             | Central forest–grasslands transition                              | ایالات متحده آمریکا                 |
| قلمرو نوشمالگان      | علفزارها، گرم‌دشت‌ها و درختچه‌زارهای معتدله             | Central tall grasslands                                           | ایالات متحده آمریکا                 |
| قلمرو نوشمالگان      | علفزارها، گرم‌دشت‌ها و درختچه‌زارهای معتدله             | Edwards Plateau savanna                                           | ایالات متحده آمریکا                 |
| قلمرو نوشمالگان      | علفزارها، گرم‌دشت‌ها و درختچه‌زارهای معتدله             | Flint Hills tall grasslands                                       | ایالات متحده آمریکا                 |
| قلمرو نوشمالگان      | علفزارها، گرم‌دشت‌ها و درختچه‌زارهای معتدله             | Montana valley and foothill grasslands                            | کانادا                              |
| قلمرو نوشمالگان      | علفزارها، گرم‌دشت‌ها و درختچه‌زارهای معتدله             | Montana valley and foothill grasslands                            | ایالات متحده آمریکا                 |
| قلمرو نوشمالگان      | علفزارها، گرم‌دشت‌ها و درختچه‌زارهای معتدله             | Nebraska Sand Hills mixed grasslands                              | ایالات متحده آمریکا                 |
| قلمرو نوشمالگان      | علفزارها، گرم‌دشت‌ها و درختچه‌زارهای معتدله             | Northern mixed grasslands                                         | کانادا                              |
| قلمرو نوشمالگان      | علفزارها، گرم‌دشت‌ها و درختچه‌زارهای معتدله             | Northern mixed grasslands                                         | ایالات متحده آمریکا                 |
| قلمرو نوشمالگان      | علفزارها، گرم‌دشت‌ها و درختچه‌زارهای معتدله             | Northern short grasslands                                         | کانادا                              |
| قلمرو نوشمالگان      | علفزارها، گرم‌دشت‌ها و درختچه‌زارهای معتدله             | Northern short grasslands                                         | ایالات متحده آمریکا                 |
| قلمرو نوشمالگان      | علفزارها، گرم‌دشت‌ها و درختچه‌زارهای معتدله             | Northern tall grasslands                                          | کانادا                              |
| قلمرو نوشمالگان      | علفزارها، گرم‌دشت‌ها و درختچه‌زارهای معتدله             | Northern tall grasslands                                          | ایالات متحده آمریکا                 |
| قلمرو نوشمالگان      | علفزارها، گرم‌دشت‌ها و درختچه‌زارهای معتدله             | Palouse grasslands                                                | ایالات متحده آمریکا                 |
| قلمرو نوشمالگان      | علفزارها، گرم‌دشت‌ها و درختچه‌زارهای معتدله             | Texas blackland prairies                                          | ایالات متحده آمریکا                 |
| قلمرو نوشمالگان      | علفزارها، گرم‌دشت‌ها و درختچه‌زارهای معتدله             | Western short grasslands                                          | ایالات متحده آمریکا                 |
| قلمرو نوشمالگان      | توندرا                                               | Alaska–St. Elias Range tundra                                     | کانادا                              |
| قلمرو نوشمالگان      | توندرا                                               | Alaska–St. Elias Range tundra                                     | ایالات متحده آمریکا                 |
| قلمرو نوشمالگان      | توندرا                                               | جزایر آلیوتی                                                      | ایالات متحده آمریکا                 |
| قلمرو نوشمالگان      | توندرا                                               | Arctic coastal tundra                                             | کانادا                              |
| قلمرو نوشمالگان      | توندرا                                               | Arctic coastal tundra                                             | ایالات متحده آمریکا                 |
| قلمرو نوشمالگان      | توندرا                                               | Arctic foothills tundra                                           | کانادا                              |
| قلمرو نوشمالگان      | توندرا                                               | Arctic foothills tundra                                           | ایالات متحده آمریکا                 |
| قلمرو نوشمالگان      | توندرا                                               | Baffin coastal tundra                                             | کانادا                              |
| قلمرو نوشمالگان      | توندرا                                               | Beringia lowland tundra                                           | ایالات متحده آمریکا                 |
| قلمرو نوشمالگان      | توندرا                                               | Beringia upland tundra                                            | ایالات متحده آمریکا                 |
| قلمرو نوشمالگان      | توندرا                                               | Brooks–British Range tundra                                       | کانادا                              |
| قلمرو نوشمالگان      | توندرا                                               | Brooks–British Range tundra                                       | ایالات متحده آمریکا                 |
| قلمرو نوشمالگان      | توندرا                                               | Davis Highlands tundra                                            | کانادا                              |
| قلمرو نوشمالگان      | توندرا                                               | High Arctic tundra                                                | کانادا                              |
| قلمرو نوشمالگان      | توندرا                                               | Interior Yukon–Alaska alpine tundra                               | کانادا                              |
| قلمرو نوشمالگان      | توندرا                                               | Interior Yukon–Alaska alpine tundra                               | ایالات متحده آمریکا                 |
| قلمرو نوشمالگان      | توندرا                                               | Kalaallit Nunaat high arctic tundra                               | گرینلند                             |
| قلمرو نوشمالگان      | توندرا                                               | Kalaallit Nunaat low arctic tundra                                | گرینلند                             |
| قلمرو نوشمالگان      | توندرا                                               | Low Arctic tundra                                                 | کانادا                              |
| قلمرو نوشمالگان      | توندرا                                               | Middle Arctic tundra                                              | کانادا                              |
| قلمرو نوشمالگان      | توندرا                                               | Ogilvie–MacKenzie alpine tundra                                   | کانادا                              |
| قلمرو نوشمالگان      | توندرا                                               | Ogilvie–MacKenzie alpine tundra                                   | ایالات متحده آمریکا                 |
| قلمرو نوشمالگان      | توندرا                                               | Pacific Coastal Mountain icefields and tundra                     | کانادا                              |
| قلمرو نوشمالگان      | توندرا                                               | Pacific Coastal Mountain icefields and tundra                     | ایالات متحده آمریکا                 |
| قلمرو نوشمالگان      | توندرا                                               | Torngat Mountain tundra                                           | کانادا                              |
| قلمرو نوشمالگان      | جنگل‌ها، درختزارها و بوته‌زارهای مدیترانه‌ای            | California coastal sage and chaparral                             | مکزیک                               |
| قلمرو نوشمالگان      | جنگل‌ها، درختزارها و بوته‌زارهای مدیترانه‌ای            | California coastal sage and chaparral                             | ایالات متحده آمریکا                 |
| قلمرو نوشمالگان      | جنگل‌ها، درختزارها و بوته‌زارهای مدیترانه‌ای            | California interior chaparral and woodlands                       | ایالات متحده آمریکا                 |
| قلمرو نوشمالگان      | جنگل‌ها، درختزارها و بوته‌زارهای مدیترانه‌ای            | California montane chaparral and woodlands                        | ایالات متحده آمریکا                 |
| قلمرو نوشمالگان      | بیابان‌ها و درختچه‌زارهای خشک                          | بیابان باخا کالیفرنیا                                             | مکزیک                               |
| قلمرو نوشمالگان      | بیابان‌ها و درختچه‌زارهای خشک                          | Central Mexican matorral                                          | مکزیک                               |
| قلمرو نوشمالگان      | بیابان‌ها و درختچه‌زارهای خشک                          | بیابان چی‌واوا                                                     | مکزیک                               |
| قلمرو نوشمالگان      | بیابان‌ها و درختچه‌زارهای خشک                          | بیابان چی‌واوا                                                     | ایالات متحده آمریکا                 |
| قلمرو نوشمالگان      | بیابان‌ها و درختچه‌زارهای خشک                          | Colorado Plateau shrublands                                       | ایالات متحده آمریکا                 |
| قلمرو نوشمالگان      | بیابان‌ها و درختچه‌زارهای خشک                          | بیابان گریت بیسین                                                 | ایالات متحده آمریکا                 |
| قلمرو نوشمالگان      | بیابان‌ها و درختچه‌زارهای خشک                          | Gulf of California xeric scrub                                    | مکزیک                               |
| قلمرو نوشمالگان      | بیابان‌ها و درختچه‌زارهای خشک                          | Meseta Central matorral                                           | مکزیک                               |
| قلمرو نوشمالگان      | بیابان‌ها و درختچه‌زارهای خشک                          | بیابان موهاوی                                                     | ایالات متحده آمریکا                 |
| قلمرو نوشمالگان      | بیابان‌ها و درختچه‌زارهای خشک                          | Snake–Columbia shrub steppe                                       | ایالات متحده آمریکا                 |
| قلمرو نوشمالگان      | بیابان‌ها و درختچه‌زارهای خشک                          | بیابان سونورا                                                     | مکزیک                               |
| قلمرو نوشمالگان      | بیابان‌ها و درختچه‌زارهای خشک                          | بیابان سونورا                                                     | ایالات متحده آمریکا                 |
| قلمرو نوشمالگان      | بیابان‌ها و درختچه‌زارهای خشک                          | Tamaulipan matorral                                               | مکزیک                               |
| قلمرو نوشمالگان      | بیابان‌ها و درختچه‌زارهای خشک                          | Tamaulipan mezquital                                              | مکزیک                               |
| قلمرو نوشمالگان      | بیابان‌ها و درختچه‌زارهای خشک                          | Tamaulipan mezquital                                              | ایالات متحده آمریکا                 |
| قلمرو نوشمالگان      | بیابان‌ها و درختچه‌زارهای خشک                          | Wyoming Basin shrub steppe                                        | ایالات متحده آمریکا                 |
| قلمرو نوشمالگان      | کرنا (گیاه)                                          | Northwest Mexican Coast mangroves                                 | مکزیک                               |
| قلمرو نوحاره‌ای       | جنگل‌های پهن‌برگ مرطوب حاره‌ای و جنب‌حاره‌ای              | جنگل‌های پرانا                                                     | آرژانتین                            |
| قلمرو نوحاره‌ای       | جنگل‌های پهن‌برگ مرطوب حاره‌ای و جنب‌حاره‌ای              | جنگل‌های پرانا                                                     | برزیل                               |
| قلمرو نوحاره‌ای       | جنگل‌های پهن‌برگ مرطوب حاره‌ای و جنب‌حاره‌ای              | جنگل‌های پرانا                                                     | پاراگوئه                            |
| قلمرو نوحاره‌ای       | جنگل‌های پهن‌برگ مرطوب حاره‌ای و جنب‌حاره‌ای              | جنگل‌های نمناک ارائوکاریا                                          | آرژانتین                            |
| قلمرو نوحاره‌ای       | جنگل‌های پهن‌برگ مرطوب حاره‌ای و جنب‌حاره‌ای              | جنگل‌های نمناک ارائوکاریا                                          | برزیل                               |
| قلمرو نوحاره‌ای       | جنگل‌های پهن‌برگ مرطوب حاره‌ای و جنب‌حاره‌ای              | جنگل اقیانوس اطلس                                                 | برزیل                               |
| قلمرو نوحاره‌ای       | جنگل‌های پهن‌برگ مرطوب حاره‌ای و جنب‌حاره‌ای              | جنگل‌های ساحلی باهیا                                               | برزیل                               |
| قلمرو نوحاره‌ای       | جنگل‌های پهن‌برگ مرطوب حاره‌ای و جنب‌حاره‌ای              | جنگل‌های داخلی باهیا                                               | برزیل                               |
| قلمرو نوحاره‌ای       | جنگل‌های پهن‌برگ مرطوب حاره‌ای و جنب‌حاره‌ای              | یونگاس بولیوی                                                     | بولیوی                              |
| قلمرو نوحاره‌ای       | جنگل‌های پهن‌برگ مرطوب حاره‌ای و جنب‌حاره‌ای              | یونگاس بولیوی                                                     | پرو                                 |
| قلمرو نوحاره‌ای       | جنگل‌های پهن‌برگ مرطوب حاره‌ای و جنب‌حاره‌ای              | نواحی جنگلی مرطوب                                                 | برزیل                               |
| قلمرو نوحاره‌ای       | جنگل‌های پهن‌برگ مرطوب حاره‌ای و جنب‌حاره‌ای              | Caquetá moist forests                                             | برزیل                               |
| قلمرو نوحاره‌ای       | جنگل‌های پهن‌برگ مرطوب حاره‌ای و جنب‌حاره‌ای              | Caquetá moist forests                                             | کلمبیا                              |
| قلمرو نوحاره‌ای       | جنگل‌های پهن‌برگ مرطوب حاره‌ای و جنب‌حاره‌ای              | Catatumbo moist forests                                           | کلمبیا                              |
| قلمرو نوحاره‌ای       | جنگل‌های پهن‌برگ مرطوب حاره‌ای و جنب‌حاره‌ای              | Catatumbo moist forests                                           | ونزوئلا                             |
| قلمرو نوحاره‌ای       | جنگل‌های پهن‌برگ مرطوب حاره‌ای و جنب‌حاره‌ای              | Cauca Valley montane forests                                      | کلمبیا                              |
| قلمرو نوحاره‌ای       | جنگل‌های پهن‌برگ مرطوب حاره‌ای و جنب‌حاره‌ای              | Cayos Miskitos–San Andrés and Providencia moist forests           | نیکاراگوئه                          |
| قلمرو نوحاره‌ای       | جنگل‌های پهن‌برگ مرطوب حاره‌ای و جنب‌حاره‌ای              | Central American Atlantic moist forests                           | گواتمالا                            |
| قلمرو نوحاره‌ای       | جنگل‌های پهن‌برگ مرطوب حاره‌ای و جنب‌حاره‌ای              | Central American Atlantic moist forests                           | هندوراس                             |
| قلمرو نوحاره‌ای       | جنگل‌های پهن‌برگ مرطوب حاره‌ای و جنب‌حاره‌ای              | Central American Atlantic moist forests                           | نیکاراگوئه                          |
| قلمرو نوحاره‌ای       | جنگل‌های پهن‌برگ مرطوب حاره‌ای و جنب‌حاره‌ای              | جنگل‌های کوهستانی آمریکای مرکزی                                    | السالوادور                          |
| قلمرو نوحاره‌ای       | جنگل‌های پهن‌برگ مرطوب حاره‌ای و جنب‌حاره‌ای              | جنگل‌های کوهستانی آمریکای مرکزی                                    | گواتمالا                            |
| قلمرو نوحاره‌ای       | جنگل‌های پهن‌برگ مرطوب حاره‌ای و جنب‌حاره‌ای              | جنگل‌های کوهستانی آمریکای مرکزی                                    | هندوراس                             |
| قلمرو نوحاره‌ای       | جنگل‌های پهن‌برگ مرطوب حاره‌ای و جنب‌حاره‌ای              | جنگل‌های کوهستانی آمریکای مرکزی                                    | نیکاراگوئه                          |
| قلمرو نوحاره‌ای       | جنگل‌های پهن‌برگ مرطوب حاره‌ای و جنب‌حاره‌ای              | Chiapas montane forests                                           | گواتمالا                            |
| قلمرو نوحاره‌ای       | جنگل‌های پهن‌برگ مرطوب حاره‌ای و جنب‌حاره‌ای              | Chiapas montane forests                                           | مکزیک                               |
| قلمرو نوحاره‌ای       | جنگل‌های پهن‌برگ مرطوب حاره‌ای و جنب‌حاره‌ای              | Chimalapas montane forests                                        | مکزیک                               |
| قلمرو نوحاره‌ای       | جنگل‌های پهن‌برگ مرطوب حاره‌ای و جنب‌حاره‌ای              | Chocó–Darién moist forests                                        | کلمبیا                              |
| قلمرو نوحاره‌ای       | جنگل‌های پهن‌برگ مرطوب حاره‌ای و جنب‌حاره‌ای              | Chocó–Darién moist forests                                        | پاناما                              |
| قلمرو نوحاره‌ای       | جنگل‌های پهن‌برگ مرطوب حاره‌ای و جنب‌حاره‌ای              | جزیره کوکوس                                                       | کاستاریکا                           |
| قلمرو نوحاره‌ای       | جنگل‌های پهن‌برگ مرطوب حاره‌ای و جنب‌حاره‌ای              | جنگل‌های کوهستانی کوردیلرا                                         | ونزوئلا                             |
| قلمرو نوحاره‌ای       | جنگل‌های پهن‌برگ مرطوب حاره‌ای و جنب‌حاره‌ای              | Cordillera Oriental montane forests                               | کلمبیا                              |
| قلمرو نوحاره‌ای       | جنگل‌های پهن‌برگ مرطوب حاره‌ای و جنب‌حاره‌ای              | Cordillera Oriental montane forests                               | ونزوئلا                             |
| قلمرو نوحاره‌ای       | جنگل‌های پهن‌برگ مرطوب حاره‌ای و جنب‌حاره‌ای              | Costa Rican seasonal moist forests                                | کاستاریکا                           |
| قلمرو نوحاره‌ای       | جنگل‌های پهن‌برگ مرطوب حاره‌ای و جنب‌حاره‌ای              | Costa Rican seasonal moist forests                                | نیکاراگوئه                          |
| قلمرو نوحاره‌ای       | جنگل‌های پهن‌برگ مرطوب حاره‌ای و جنب‌حاره‌ای              | Cuban moist forests                                               | کوبا                                |
| قلمرو نوحاره‌ای       | جنگل‌های پهن‌برگ مرطوب حاره‌ای و جنب‌حاره‌ای              | Eastern Cordillera Real montane forests                           | کلمبیا                              |
| قلمرو نوحاره‌ای       | جنگل‌های پهن‌برگ مرطوب حاره‌ای و جنب‌حاره‌ای              | Eastern Cordillera Real montane forests                           | اکوادور                             |
| قلمرو نوحاره‌ای       | جنگل‌های پهن‌برگ مرطوب حاره‌ای و جنب‌حاره‌ای              | Eastern Cordillera Real montane forests                           | پرو                                 |
| قلمرو نوحاره‌ای       | جنگل‌های پهن‌برگ مرطوب حاره‌ای و جنب‌حاره‌ای              | Eastern Panamanian montane forests                                | کلمبیا                              |
| قلمرو نوحاره‌ای       | جنگل‌های پهن‌برگ مرطوب حاره‌ای و جنب‌حاره‌ای              | Eastern Panamanian montane forests                                | پاناما                              |
| قلمرو نوحاره‌ای       | جنگل‌های پهن‌برگ مرطوب حاره‌ای و جنب‌حاره‌ای              | فرناندو دی نورونیا                                                | برزیل                               |
| قلمرو نوحاره‌ای       | جنگل‌های پهن‌برگ مرطوب حاره‌ای و جنب‌حاره‌ای              | Guayanan Highlands moist forests                                  | برزیل                               |
| قلمرو نوحاره‌ای       | جنگل‌های پهن‌برگ مرطوب حاره‌ای و جنب‌حاره‌ای              | Guayanan Highlands moist forests                                  | گویان فرانسه                        |
| قلمرو نوحاره‌ای       | جنگل‌های پهن‌برگ مرطوب حاره‌ای و جنب‌حاره‌ای              | Guayanan Highlands moist forests                                  | گویان                               |
| قلمرو نوحاره‌ای       | جنگل‌های پهن‌برگ مرطوب حاره‌ای و جنب‌حاره‌ای              | Guayanan Highlands moist forests                                  | سورینام                             |
| قلمرو نوحاره‌ای       | جنگل‌های پهن‌برگ مرطوب حاره‌ای و جنب‌حاره‌ای              | Guayanan Highlands moist forests                                  | ونزوئلا                             |
| قلمرو نوحاره‌ای       | جنگل‌های پهن‌برگ مرطوب حاره‌ای و جنب‌حاره‌ای              | Guianan moist forests                                             | برزیل                               |
| قلمرو نوحاره‌ای       | جنگل‌های پهن‌برگ مرطوب حاره‌ای و جنب‌حاره‌ای              | Guianan moist forests                                             | گویان فرانسه                        |
| قلمرو نوحاره‌ای       | جنگل‌های پهن‌برگ مرطوب حاره‌ای و جنب‌حاره‌ای              | Guianan moist forests                                             | گویان                               |
| قلمرو نوحاره‌ای       | جنگل‌های پهن‌برگ مرطوب حاره‌ای و جنب‌حاره‌ای              | Guianan moist forests                                             | سورینام                             |
| قلمرو نوحاره‌ای       | جنگل‌های پهن‌برگ مرطوب حاره‌ای و جنب‌حاره‌ای              | Guianan moist forests                                             | ونزوئلا                             |
| قلمرو نوحاره‌ای       | جنگل‌های پهن‌برگ مرطوب حاره‌ای و جنب‌حاره‌ای              | Guianan piedmont and lowland moist forests                        | برزیل                               |
| قلمرو نوحاره‌ای       | جنگل‌های پهن‌برگ مرطوب حاره‌ای و جنب‌حاره‌ای              | Guianan piedmont and lowland moist forests                        | ونزوئلا                             |
| قلمرو نوحاره‌ای       | جنگل‌های پهن‌برگ مرطوب حاره‌ای و جنب‌حاره‌ای              | Gurupa várzea                                                     | برزیل                               |
| قلمرو نوحاره‌ای       | جنگل‌های پهن‌برگ مرطوب حاره‌ای و جنب‌حاره‌ای              | Hispaniolan moist forests                                         | جمهوری دومینیکن                     |
| قلمرو نوحاره‌ای       | جنگل‌های پهن‌برگ مرطوب حاره‌ای و جنب‌حاره‌ای              | Hispaniolan moist forests                                         | هائیتی                              |
| قلمرو نوحاره‌ای       | جنگل‌های پهن‌برگ مرطوب حاره‌ای و جنب‌حاره‌ای              | Iquitos várzea                                                    | برزیل                               |
| قلمرو نوحاره‌ای       | جنگل‌های پهن‌برگ مرطوب حاره‌ای و جنب‌حاره‌ای              | Iquitos várzea                                                    | پرو                                 |
| قلمرو نوحاره‌ای       | جنگل‌های پهن‌برگ مرطوب حاره‌ای و جنب‌حاره‌ای              | Isthmian–Atlantic moist forests                                   | کاستاریکا                           |
| قلمرو نوحاره‌ای       | جنگل‌های پهن‌برگ مرطوب حاره‌ای و جنب‌حاره‌ای              | Isthmian–Atlantic moist forests                                   | نیکاراگوئه                          |
| قلمرو نوحاره‌ای       | جنگل‌های پهن‌برگ مرطوب حاره‌ای و جنب‌حاره‌ای              | Isthmian–Atlantic moist forests                                   | پاناما                              |
| قلمرو نوحاره‌ای       | جنگل‌های پهن‌برگ مرطوب حاره‌ای و جنب‌حاره‌ای              | Isthmian–Pacific moist forests                                    | کاستاریکا                           |
| قلمرو نوحاره‌ای       | جنگل‌های پهن‌برگ مرطوب حاره‌ای و جنب‌حاره‌ای              | Isthmian–Pacific moist forests                                    | پاناما                              |
| قلمرو نوحاره‌ای       | جنگل‌های پهن‌برگ مرطوب حاره‌ای و جنب‌حاره‌ای              | Jamaican moist forests                                            | جامائیکا                            |
| قلمرو نوحاره‌ای       | جنگل‌های پهن‌برگ مرطوب حاره‌ای و جنب‌حاره‌ای              | Japurá–Solimões–Negro moist forests                               | برزیل                               |
| قلمرو نوحاره‌ای       | جنگل‌های پهن‌برگ مرطوب حاره‌ای و جنب‌حاره‌ای              | Japurá–Solimões–Negro moist forests                               | کلمبیا                              |
| قلمرو نوحاره‌ای       | جنگل‌های پهن‌برگ مرطوب حاره‌ای و جنب‌حاره‌ای              | Juruá–Purus moist forests                                         | برزیل                               |
| قلمرو نوحاره‌ای       | جنگل‌های پهن‌برگ مرطوب حاره‌ای و جنب‌حاره‌ای              | Leeward Islands moist forests                                     | آنتیگوآ و باربودا                   |
| قلمرو نوحاره‌ای       | جنگل‌های پهن‌برگ مرطوب حاره‌ای و جنب‌حاره‌ای              | Leeward Islands moist forests                                     | گوادلوپ                             |
| قلمرو نوحاره‌ای       | جنگل‌های پهن‌برگ مرطوب حاره‌ای و جنب‌حاره‌ای              | Leeward Islands moist forests                                     | مونتسرات                            |
| قلمرو نوحاره‌ای       | جنگل‌های پهن‌برگ مرطوب حاره‌ای و جنب‌حاره‌ای              | Leeward Islands moist forests                                     | سنت کیتس و نویس                     |
| قلمرو نوحاره‌ای       | جنگل‌های پهن‌برگ مرطوب حاره‌ای و جنب‌حاره‌ای              | Leeward Islands moist forests                                     | جزایر ویرجین بریتانیا               |
| قلمرو نوحاره‌ای       | جنگل‌های پهن‌برگ مرطوب حاره‌ای و جنب‌حاره‌ای              | Leeward Islands moist forests                                     | جزایر ویرجین ایالات متحده آمریکا    |
| قلمرو نوحاره‌ای       | جنگل‌های پهن‌برگ مرطوب حاره‌ای و جنب‌حاره‌ای              | Madeira–Tapajós moist forests                                     | بولیوی                              |
| قلمرو نوحاره‌ای       | جنگل‌های پهن‌برگ مرطوب حاره‌ای و جنب‌حاره‌ای              | Madeira–Tapajós moist forests                                     | برزیل                               |
| قلمرو نوحاره‌ای       | جنگل‌های پهن‌برگ مرطوب حاره‌ای و جنب‌حاره‌ای              | Magdalena Valley montane forests                                  | کلمبیا                              |
| قلمرو نوحاره‌ای       | جنگل‌های پهن‌برگ مرطوب حاره‌ای و جنب‌حاره‌ای              | Magdalena–Urabá moist forests                                     | کلمبیا                              |
| قلمرو نوحاره‌ای       | جنگل‌های پهن‌برگ مرطوب حاره‌ای و جنب‌حاره‌ای              | Marajó várzea                                                     | برزیل                               |
| قلمرو نوحاره‌ای       | جنگل‌های پهن‌برگ مرطوب حاره‌ای و جنب‌حاره‌ای              | جنگل‌های مارانهوا                                                  | برزیل                               |
| قلمرو نوحاره‌ای       | جنگل‌های پهن‌برگ مرطوب حاره‌ای و جنب‌حاره‌ای              | جنگل‌های خشک حاره‌ای ماتو گروسو                                     | برزیل                               |
| قلمرو نوحاره‌ای       | جنگل‌های پهن‌برگ مرطوب حاره‌ای و جنب‌حاره‌ای              | Monte Alegre várzea                                               | برزیل                               |
| قلمرو نوحاره‌ای       | جنگل‌های پهن‌برگ مرطوب حاره‌ای و جنب‌حاره‌ای              | Napo moist forests                                                | کلمبیا                              |
| قلمرو نوحاره‌ای       | جنگل‌های پهن‌برگ مرطوب حاره‌ای و جنب‌حاره‌ای              | Napo moist forests                                                | اکوادور                             |
| قلمرو نوحاره‌ای       | جنگل‌های پهن‌برگ مرطوب حاره‌ای و جنب‌حاره‌ای              | Napo moist forests                                                | پرو                                 |
| قلمرو نوحاره‌ای       | جنگل‌های پهن‌برگ مرطوب حاره‌ای و جنب‌حاره‌ای              | Negro–Branco moist forests                                        | برزیل                               |
| قلمرو نوحاره‌ای       | جنگل‌های پهن‌برگ مرطوب حاره‌ای و جنب‌حاره‌ای              | Negro–Branco moist forests                                        | کلمبیا                              |
| قلمرو نوحاره‌ای       | جنگل‌های پهن‌برگ مرطوب حاره‌ای و جنب‌حاره‌ای              | Negro–Branco moist forests                                        | ونزوئلا                             |
| قلمرو نوحاره‌ای       | جنگل‌های پهن‌برگ مرطوب حاره‌ای و جنب‌حاره‌ای              | جنگل شمال‌شرقی برزیل                                               | برزیل                               |
| قلمرو نوحاره‌ای       | جنگل‌های پهن‌برگ مرطوب حاره‌ای و جنب‌حاره‌ای              | Northwestern Andean montane forests                               | کلمبیا                              |
| قلمرو نوحاره‌ای       | جنگل‌های پهن‌برگ مرطوب حاره‌ای و جنب‌حاره‌ای              | Northwestern Andean montane forests                               | اکوادور                             |
| قلمرو نوحاره‌ای       | جنگل‌های پهن‌برگ مرطوب حاره‌ای و جنب‌حاره‌ای              | Oaxacan montane forests                                           | مکزیک                               |
| قلمرو نوحاره‌ای       | جنگل‌های پهن‌برگ مرطوب حاره‌ای و جنب‌حاره‌ای              | Orinoco Delta swamp forests                                       | گویان                               |
| قلمرو نوحاره‌ای       | جنگل‌های پهن‌برگ مرطوب حاره‌ای و جنب‌حاره‌ای              | Orinoco Delta swamp forests                                       | ونزوئلا                             |
| قلمرو نوحاره‌ای       | جنگل‌های پهن‌برگ مرطوب حاره‌ای و جنب‌حاره‌ای              | پانتانوس د سنتلا                                                  | مکزیک                               |
| قلمرو نوحاره‌ای       | جنگل‌های پهن‌برگ مرطوب حاره‌ای و جنب‌حاره‌ای              | Paramaribo swamp forests                                          | سورینام                             |
| قلمرو نوحاره‌ای       | جنگل‌های پهن‌برگ مرطوب حاره‌ای و جنب‌حاره‌ای              | جنگل‌های ساحلی پرنامبوکو                                           | برزیل                               |
| قلمرو نوحاره‌ای       | جنگل‌های پهن‌برگ مرطوب حاره‌ای و جنب‌حاره‌ای              | جنگل‌های داخلی پرنامبوکو                                           | برزیل                               |
| قلمرو نوحاره‌ای       | جنگل‌های پهن‌برگ مرطوب حاره‌ای و جنب‌حاره‌ای              | یونگاس پرو                                                        | پرو                                 |
| قلمرو نوحاره‌ای       | جنگل‌های پهن‌برگ مرطوب حاره‌ای و جنب‌حاره‌ای              | جنگل‌های نمناک پتن–وراکروز                                         | بلیز                                |
| قلمرو نوحاره‌ای       | جنگل‌های پهن‌برگ مرطوب حاره‌ای و جنب‌حاره‌ای              | جنگل‌های نمناک پتن–وراکروز                                         | گواتمالا                            |
| قلمرو نوحاره‌ای       | جنگل‌های پهن‌برگ مرطوب حاره‌ای و جنب‌حاره‌ای              | جنگل‌های نمناک پتن–وراکروز                                         | مکزیک                               |
| قلمرو نوحاره‌ای       | جنگل‌های پهن‌برگ مرطوب حاره‌ای و جنب‌حاره‌ای              | Puerto Rican moist forests                                        | پورتوریکو                           |
| قلمرو نوحاره‌ای       | جنگل‌های پهن‌برگ مرطوب حاره‌ای و جنب‌حاره‌ای              | Purus várzea                                                      | برزیل                               |
| قلمرو نوحاره‌ای       | جنگل‌های پهن‌برگ مرطوب حاره‌ای و جنب‌حاره‌ای              | Purus várzea                                                      | کلمبیا                              |
| قلمرو نوحاره‌ای       | جنگل‌های پهن‌برگ مرطوب حاره‌ای و جنب‌حاره‌ای              | Purus várzea                                                      | پرو                                 |
| قلمرو نوحاره‌ای       | جنگل‌های پهن‌برگ مرطوب حاره‌ای و جنب‌حاره‌ای              | Purus–Madeira moist forests                                       | برزیل                               |
| قلمرو نوحاره‌ای       | جنگل‌های پهن‌برگ مرطوب حاره‌ای و جنب‌حاره‌ای              | Rio Negro campinarana                                             | برزیل                               |
| قلمرو نوحاره‌ای       | جنگل‌های پهن‌برگ مرطوب حاره‌ای و جنب‌حاره‌ای              | Rio Negro campinarana                                             | کلمبیا                              |
| قلمرو نوحاره‌ای       | جنگل‌های پهن‌برگ مرطوب حاره‌ای و جنب‌حاره‌ای              | Rio Negro campinarana                                             | ونزوئلا                             |
| قلمرو نوحاره‌ای       | جنگل‌های پهن‌برگ مرطوب حاره‌ای و جنب‌حاره‌ای              | Santa Marta montane forests                                       | کلمبیا                              |
| قلمرو نوحاره‌ای       | جنگل‌های پهن‌برگ مرطوب حاره‌ای و جنب‌حاره‌ای              | جنگل‌های ساحلی سرا دو مار                                          | برزیل                               |
| قلمرو نوحاره‌ای       | جنگل‌های پهن‌برگ مرطوب حاره‌ای و جنب‌حاره‌ای              | Sierra Madre de Chiapas moist forests                             | السالوادور                          |
| قلمرو نوحاره‌ای       | جنگل‌های پهن‌برگ مرطوب حاره‌ای و جنب‌حاره‌ای              | Sierra Madre de Chiapas moist forests                             | گواتمالا                            |
| قلمرو نوحاره‌ای       | جنگل‌های پهن‌برگ مرطوب حاره‌ای و جنب‌حاره‌ای              | Sierra Madre de Chiapas moist forests                             | مکزیک                               |
| قلمرو نوحاره‌ای       | جنگل‌های پهن‌برگ مرطوب حاره‌ای و جنب‌حاره‌ای              | Sierra de los Tuxtlas                                             | مکزیک                               |
| قلمرو نوحاره‌ای       | جنگل‌های پهن‌برگ مرطوب حاره‌ای و جنب‌حاره‌ای              | Solimões–Japurá moist forests                                     | برزیل                               |
| قلمرو نوحاره‌ای       | جنگل‌های پهن‌برگ مرطوب حاره‌ای و جنب‌حاره‌ای              | Solimões–Japurá moist forests                                     | کلمبیا                              |
| قلمرو نوحاره‌ای       | جنگل‌های پهن‌برگ مرطوب حاره‌ای و جنب‌حاره‌ای              | Solimões–Japurá moist forests                                     | پرو                                 |
| قلمرو نوحاره‌ای       | جنگل‌های پهن‌برگ مرطوب حاره‌ای و جنب‌حاره‌ای              | South Florida rocklands                                           | ایالات متحده آمریکا                 |
| قلمرو نوحاره‌ای       | جنگل‌های پهن‌برگ مرطوب حاره‌ای و جنب‌حاره‌ای              | Southern Andean Yungas                                            | آرژانتین                            |
| قلمرو نوحاره‌ای       | جنگل‌های پهن‌برگ مرطوب حاره‌ای و جنب‌حاره‌ای              | Southern Andean Yungas                                            | بولیوی                              |
| قلمرو نوحاره‌ای       | جنگل‌های پهن‌برگ مرطوب حاره‌ای و جنب‌حاره‌ای              | Southwest Amazon moist forests                                    | بولیوی                              |
| قلمرو نوحاره‌ای       | جنگل‌های پهن‌برگ مرطوب حاره‌ای و جنب‌حاره‌ای              | Southwest Amazon moist forests                                    | برزیل                               |
| قلمرو نوحاره‌ای       | جنگل‌های پهن‌برگ مرطوب حاره‌ای و جنب‌حاره‌ای              | Southwest Amazon moist forests                                    | پرو                                 |
| قلمرو نوحاره‌ای       | جنگل‌های پهن‌برگ مرطوب حاره‌ای و جنب‌حاره‌ای              | جنگل‌های کوهستانی تالامانکان                                       | کاستاریکا                           |
| قلمرو نوحاره‌ای       | جنگل‌های پهن‌برگ مرطوب حاره‌ای و جنب‌حاره‌ای              | جنگل‌های کوهستانی تالامانکان                                       | پاناما                              |
| قلمرو نوحاره‌ای       | جنگل‌های پهن‌برگ مرطوب حاره‌ای و جنب‌حاره‌ای              | Tapajós–Xingu moist forests                                       | برزیل                               |
| قلمرو نوحاره‌ای       | جنگل‌های پهن‌برگ مرطوب حاره‌ای و جنب‌حاره‌ای              | تپویی                                                             | برزیل                               |
| قلمرو نوحاره‌ای       | جنگل‌های پهن‌برگ مرطوب حاره‌ای و جنب‌حاره‌ای              | تپویی                                                             | گویان                               |
| قلمرو نوحاره‌ای       | جنگل‌های پهن‌برگ مرطوب حاره‌ای و جنب‌حاره‌ای              | تپویی                                                             | سورینام                             |
| قلمرو نوحاره‌ای       | جنگل‌های پهن‌برگ مرطوب حاره‌ای و جنب‌حاره‌ای              | تپویی                                                             | ونزوئلا                             |
| قلمرو نوحاره‌ای       | جنگل‌های پهن‌برگ مرطوب حاره‌ای و جنب‌حاره‌ای              | Tocantins–Araguaia–Maranhão moist forests                         | برزیل                               |
| قلمرو نوحاره‌ای       | جنگل‌های پهن‌برگ مرطوب حاره‌ای و جنب‌حاره‌ای              | ترینداد و مارتین واز                                              | برزیل                               |
| قلمرو نوحاره‌ای       | جنگل‌های پهن‌برگ مرطوب حاره‌ای و جنب‌حاره‌ای              | Trinidad and Tobago moist forests                                 | ترینیداد و توباگو                   |
| قلمرو نوحاره‌ای       | جنگل‌های پهن‌برگ مرطوب حاره‌ای و جنب‌حاره‌ای              | Uatuma–Trombetas moist forests                                    | برزیل                               |
| قلمرو نوحاره‌ای       | جنگل‌های پهن‌برگ مرطوب حاره‌ای و جنب‌حاره‌ای              | Ucayali moist forests                                             | پرو                                 |
| قلمرو نوحاره‌ای       | جنگل‌های پهن‌برگ مرطوب حاره‌ای و جنب‌حاره‌ای              | Venezuelan Andes montane forests                                  | ونزوئلا                             |
| قلمرو نوحاره‌ای       | جنگل‌های پهن‌برگ مرطوب حاره‌ای و جنب‌حاره‌ای              | جنگل‌های نمناک وراکروز                                             | مکزیک                               |
| قلمرو نوحاره‌ای       | جنگل‌های پهن‌برگ مرطوب حاره‌ای و جنب‌حاره‌ای              | Veracruz montane forests                                          | مکزیک                               |
| قلمرو نوحاره‌ای       | جنگل‌های پهن‌برگ مرطوب حاره‌ای و جنب‌حاره‌ای              | Western Ecuador moist forests                                     | کلمبیا                              |
| قلمرو نوحاره‌ای       | جنگل‌های پهن‌برگ مرطوب حاره‌ای و جنب‌حاره‌ای              | Western Ecuador moist forests                                     | اکوادور                             |
| قلمرو نوحاره‌ای       | جنگل‌های پهن‌برگ مرطوب حاره‌ای و جنب‌حاره‌ای              | Windward Islands moist forests                                    | دومینیکا                            |
| قلمرو نوحاره‌ای       | جنگل‌های پهن‌برگ مرطوب حاره‌ای و جنب‌حاره‌ای              | Windward Islands moist forests                                    | گرنادا                              |
| قلمرو نوحاره‌ای       | جنگل‌های پهن‌برگ مرطوب حاره‌ای و جنب‌حاره‌ای              | Windward Islands moist forests                                    | مارتینیک                            |
| قلمرو نوحاره‌ای       | جنگل‌های پهن‌برگ مرطوب حاره‌ای و جنب‌حاره‌ای              | Windward Islands moist forests                                    | سنت لوسیا                           |
| قلمرو نوحاره‌ای       | جنگل‌های پهن‌برگ مرطوب حاره‌ای و جنب‌حاره‌ای              | Windward Islands moist forests                                    | سنت وینسنت و گرنادین‌ها              |
| قلمرو نوحاره‌ای       | جنگل‌های پهن‌برگ مرطوب حاره‌ای و جنب‌حاره‌ای              | Xingu–Tocantins–Araguaia moist forests                            | برزیل                               |
| قلمرو نوحاره‌ای       | جنگل‌های پهن‌برگ مرطوب حاره‌ای و جنب‌حاره‌ای              | جنگل نمناک یوکاتان                                                | گواتمالا                            |
| قلمرو نوحاره‌ای       | جنگل‌های پهن‌برگ مرطوب حاره‌ای و جنب‌حاره‌ای              | جنگل نمناک یوکاتان                                                | مکزیک                               |
| قلمرو نوحاره‌ای       | جنگل‌های پهن‌برگ خشک حاره‌ای و جنب‌حاره‌ای                | Apure–Villavicencio dry forests                                   | کلمبیا                              |
| قلمرو نوحاره‌ای       | جنگل‌های پهن‌برگ خشک حاره‌ای و جنب‌حاره‌ای                | Apure–Villavicencio dry forests                                   | ونزوئلا                             |
| قلمرو نوحاره‌ای       | جنگل‌های پهن‌برگ خشک حاره‌ای و جنب‌حاره‌ای                | جنگل‌های خشک اتلانتیک                                              | برزیل                               |
| قلمرو نوحاره‌ای       | جنگل‌های پهن‌برگ خشک حاره‌ای و جنب‌حاره‌ای                | Bahamian dry forests                                              | باهاما                              |
| قلمرو نوحاره‌ای       | جنگل‌های پهن‌برگ خشک حاره‌ای و جنب‌حاره‌ای                | Bahamian dry forests                                              | جزایر تورکس و کایکوس                |
| قلمرو نوحاره‌ای       | جنگل‌های پهن‌برگ خشک حاره‌ای و جنب‌حاره‌ای                | جنگل‌های خشک بایو                                                  | مکزیک                               |
| قلمرو نوحاره‌ای       | جنگل‌های پهن‌برگ خشک حاره‌ای و جنب‌حاره‌ای                | جنگل‌های خشک بالاس                                                 | مکزیک                               |
| قلمرو نوحاره‌ای       | جنگل‌های پهن‌برگ خشک حاره‌ای و جنب‌حاره‌ای                | Bolivian montane dry forests                                      | بولیوی                              |
| قلمرو نوحاره‌ای       | جنگل‌های پهن‌برگ خشک حاره‌ای و جنب‌حاره‌ای                | Cauca Valley dry forests                                          | کلمبیا                              |
| قلمرو نوحاره‌ای       | جنگل‌های پهن‌برگ خشک حاره‌ای و جنب‌حاره‌ای                | Cayman Islands dry forests                                        | جزایر کیمن                          |
| قلمرو نوحاره‌ای       | جنگل‌های پهن‌برگ خشک حاره‌ای و جنب‌حاره‌ای                | جنگل‌های خشک آمریکای مرکزی                                         | کاستاریکا                           |
| قلمرو نوحاره‌ای       | جنگل‌های پهن‌برگ خشک حاره‌ای و جنب‌حاره‌ای                | جنگل‌های خشک آمریکای مرکزی                                         | السالوادور                          |
| قلمرو نوحاره‌ای       | جنگل‌های پهن‌برگ خشک حاره‌ای و جنب‌حاره‌ای                | جنگل‌های خشک آمریکای مرکزی                                         | گواتمالا                            |
| قلمرو نوحاره‌ای       | جنگل‌های پهن‌برگ خشک حاره‌ای و جنب‌حاره‌ای                | جنگل‌های خشک آمریکای مرکزی                                         | هندوراس                             |
| قلمرو نوحاره‌ای       | جنگل‌های پهن‌برگ خشک حاره‌ای و جنب‌حاره‌ای                | جنگل‌های خشک آمریکای مرکزی                                         | مکزیک                               |
| قلمرو نوحاره‌ای       | جنگل‌های پهن‌برگ خشک حاره‌ای و جنب‌حاره‌ای                | جنگل‌های خشک آمریکای مرکزی                                         | نیکاراگوئه                          |
| قلمرو نوحاره‌ای       | جنگل‌های پهن‌برگ خشک حاره‌ای و جنب‌حاره‌ای                | گرن چاکو                                                          | آرژانتین                            |
| قلمرو نوحاره‌ای       | جنگل‌های پهن‌برگ خشک حاره‌ای و جنب‌حاره‌ای                | گرن چاکو                                                          | بولیوی                              |
| قلمرو نوحاره‌ای       | جنگل‌های پهن‌برگ خشک حاره‌ای و جنب‌حاره‌ای                | گرن چاکو                                                          | پاراگوئه                            |
| قلمرو نوحاره‌ای       | جنگل‌های پهن‌برگ خشک حاره‌ای و جنب‌حاره‌ای                | Chiapas Depression dry forests                                    | گواتمالا                            |
| قلمرو نوحاره‌ای       | جنگل‌های پهن‌برگ خشک حاره‌ای و جنب‌حاره‌ای                | Chiapas Depression dry forests                                    | مکزیک                               |
| قلمرو نوحاره‌ای       | جنگل‌های پهن‌برگ خشک حاره‌ای و جنب‌حاره‌ای                | جنگل‌های خشک چیکوئیتانو                                            | بولیوی                              |
| قلمرو نوحاره‌ای       | جنگل‌های پهن‌برگ خشک حاره‌ای و جنب‌حاره‌ای                | جنگل‌های خشک چیکوئیتانو                                            | برزیل                               |
| قلمرو نوحاره‌ای       | جنگل‌های پهن‌برگ خشک حاره‌ای و جنب‌حاره‌ای                | Cuban dry forests                                                 | کوبا                                |
| قلمرو نوحاره‌ای       | جنگل‌های پهن‌برگ خشک حاره‌ای و جنب‌حاره‌ای                | Ecuadorian dry forests                                            | اکوادور                             |
| قلمرو نوحاره‌ای       | جنگل‌های پهن‌برگ خشک حاره‌ای و جنب‌حاره‌ای                | Hispaniolan dry forests                                           | جمهوری دومینیکن                     |
| قلمرو نوحاره‌ای       | جنگل‌های پهن‌برگ خشک حاره‌ای و جنب‌حاره‌ای                | Hispaniolan dry forests                                           | هائیتی                              |
| قلمرو نوحاره‌ای       | جنگل‌های پهن‌برگ خشک حاره‌ای و جنب‌حاره‌ای                | جزایر رویلیاخیخدو                                                 | مکزیک                               |
| قلمرو نوحاره‌ای       | جنگل‌های پهن‌برگ خشک حاره‌ای و جنب‌حاره‌ای                | Jalisco dry forests                                               | مکزیک                               |
| قلمرو نوحاره‌ای       | جنگل‌های پهن‌برگ خشک حاره‌ای و جنب‌حاره‌ای                | Jamaican dry forests                                              | جامائیکا                            |
| قلمرو نوحاره‌ای       | جنگل‌های پهن‌برگ خشک حاره‌ای و جنب‌حاره‌ای                | Lara–Falcón dry forests                                           | ونزوئلا                             |
| قلمرو نوحاره‌ای       | جنگل‌های پهن‌برگ خشک حاره‌ای و جنب‌حاره‌ای                | Lesser Antillean dry forests                                      | آنگویلا                             |
| قلمرو نوحاره‌ای       | جنگل‌های پهن‌برگ خشک حاره‌ای و جنب‌حاره‌ای                | Lesser Antillean dry forests                                      | آنتیگوآ و باربودا                   |
| قلمرو نوحاره‌ای       | جنگل‌های پهن‌برگ خشک حاره‌ای و جنب‌حاره‌ای                | Lesser Antillean dry forests                                      | گرنادا                              |
| قلمرو نوحاره‌ای       | جنگل‌های پهن‌برگ خشک حاره‌ای و جنب‌حاره‌ای                | Lesser Antillean dry forests                                      | مارتینیک                            |
| قلمرو نوحاره‌ای       | جنگل‌های پهن‌برگ خشک حاره‌ای و جنب‌حاره‌ای                | Lesser Antillean dry forests                                      | مونتسرات                            |
| قلمرو نوحاره‌ای       | جنگل‌های پهن‌برگ خشک حاره‌ای و جنب‌حاره‌ای                | Lesser Antillean dry forests                                      | سنت کیتس و نویس                     |
| قلمرو نوحاره‌ای       | جنگل‌های پهن‌برگ خشک حاره‌ای و جنب‌حاره‌ای                | Lesser Antillean dry forests                                      | سنت لوسیا                           |
| قلمرو نوحاره‌ای       | جنگل‌های پهن‌برگ خشک حاره‌ای و جنب‌حاره‌ای                | Lesser Antillean dry forests                                      | سنت وینسنت و گرنادین‌ها              |
| قلمرو نوحاره‌ای       | جنگل‌های پهن‌برگ خشک حاره‌ای و جنب‌حاره‌ای                | Lesser Antillean dry forests                                      | ترینیداد و توباگو                   |
| قلمرو نوحاره‌ای       | جنگل‌های پهن‌برگ خشک حاره‌ای و جنب‌حاره‌ای                | Magdalena Valley dry forests                                      | کلمبیا                              |
| قلمرو نوحاره‌ای       | جنگل‌های پهن‌برگ خشک حاره‌ای و جنب‌حاره‌ای                | Maracaibo dry forests                                             | ونزوئلا                             |
| قلمرو نوحاره‌ای       | جنگل‌های پهن‌برگ خشک حاره‌ای و جنب‌حاره‌ای                | Marañón dry forests                                               | پرو                                 |
| قلمرو نوحاره‌ای       | جنگل‌های پهن‌برگ خشک حاره‌ای و جنب‌حاره‌ای                | Panamanian dry forests                                            | پاناما                              |
| قلمرو نوحاره‌ای       | جنگل‌های پهن‌برگ خشک حاره‌ای و جنب‌حاره‌ای                | Patía Valley dry forests                                          | کلمبیا                              |
| قلمرو نوحاره‌ای       | جنگل‌های پهن‌برگ خشک حاره‌ای و جنب‌حاره‌ای                | Puerto Rican dry forests                                          | پورتوریکو                           |
| قلمرو نوحاره‌ای       | جنگل‌های پهن‌برگ خشک حاره‌ای و جنب‌حاره‌ای                | جنگل‌های خشک سیرا دو لا لاگونا                                     | مکزیک                               |
| قلمرو نوحاره‌ای       | جنگل‌های پهن‌برگ خشک حاره‌ای و جنب‌حاره‌ای                | Sinaloan dry forests                                              | مکزیک                               |
| قلمرو نوحاره‌ای       | جنگل‌های پهن‌برگ خشک حاره‌ای و جنب‌حاره‌ای                | Sinú Valley dry forests                                           | کلمبیا                              |
| قلمرو نوحاره‌ای       | جنگل‌های پهن‌برگ خشک حاره‌ای و جنب‌حاره‌ای                | Southern Pacific dry forests                                      | مکزیک                               |
| قلمرو نوحاره‌ای       | جنگل‌های پهن‌برگ خشک حاره‌ای و جنب‌حاره‌ای                | Trinidad and Tobago dry forests                                   | ترینیداد و توباگو                   |
| قلمرو نوحاره‌ای       | جنگل‌های پهن‌برگ خشک حاره‌ای و جنب‌حاره‌ای                | Tumbes–Piura dry forests                                          | اکوادور                             |
| قلمرو نوحاره‌ای       | جنگل‌های پهن‌برگ خشک حاره‌ای و جنب‌حاره‌ای                | Tumbes–Piura dry forests                                          | پرو                                 |
| قلمرو نوحاره‌ای       | جنگل‌های پهن‌برگ خشک حاره‌ای و جنب‌حاره‌ای                | جنگل‌های خشک وراکروز                                               | مکزیک                               |
| قلمرو نوحاره‌ای       | جنگل‌های پهن‌برگ خشک حاره‌ای و جنب‌حاره‌ای                | Yucatán dry forests                                               | مکزیک                               |
| قلمرو نوحاره‌ای       | جنگل‌های سوزنی‌برگ حاره‌ای و جنب‌حاره‌ای                  | Bahamian pine mosaic                                              | باهاما                              |
| قلمرو نوحاره‌ای       | جنگل‌های سوزنی‌برگ حاره‌ای و جنب‌حاره‌ای                  | Bahamian pine mosaic                                              | جزایر تورکس و کایکوس                |
| قلمرو نوحاره‌ای       | جنگل‌های سوزنی‌برگ حاره‌ای و جنب‌حاره‌ای                  | جنگل‌های کاج بلیز                                                  | بلیز                                |
| قلمرو نوحاره‌ای       | جنگل‌های سوزنی‌برگ حاره‌ای و جنب‌حاره‌ای                  | جنگل‌های کاج و بلوط آمریکای مرکزی                                  | السالوادور                          |
| قلمرو نوحاره‌ای       | جنگل‌های سوزنی‌برگ حاره‌ای و جنب‌حاره‌ای                  | جنگل‌های کاج و بلوط آمریکای مرکزی                                  | گواتمالا                            |
| قلمرو نوحاره‌ای       | جنگل‌های سوزنی‌برگ حاره‌ای و جنب‌حاره‌ای                  | جنگل‌های کاج و بلوط آمریکای مرکزی                                  | هندوراس                             |
| قلمرو نوحاره‌ای       | جنگل‌های سوزنی‌برگ حاره‌ای و جنب‌حاره‌ای                  | جنگل‌های کاج و بلوط آمریکای مرکزی                                  | مکزیک                               |
| قلمرو نوحاره‌ای       | جنگل‌های سوزنی‌برگ حاره‌ای و جنب‌حاره‌ای                  | جنگل‌های کاج و بلوط آمریکای مرکزی                                  | نیکاراگوئه                          |
| قلمرو نوحاره‌ای       | جنگل‌های سوزنی‌برگ حاره‌ای و جنب‌حاره‌ای                  | Cuban pine forests                                                | کوبا                                |
| قلمرو نوحاره‌ای       | جنگل‌های سوزنی‌برگ حاره‌ای و جنب‌حاره‌ای                  | Hispaniolan pine forests                                          | جمهوری دومینیکن                     |
| قلمرو نوحاره‌ای       | جنگل‌های سوزنی‌برگ حاره‌ای و جنب‌حاره‌ای                  | Hispaniolan pine forests                                          | هائیتی                              |
| قلمرو نوحاره‌ای       | جنگل‌های سوزنی‌برگ حاره‌ای و جنب‌حاره‌ای                  | Miskito pine forests                                              | هندوراس                             |
| قلمرو نوحاره‌ای       | جنگل‌های سوزنی‌برگ حاره‌ای و جنب‌حاره‌ای                  | Miskito pine forests                                              | نیکاراگوئه                          |
| قلمرو نوحاره‌ای       | جنگل‌های سوزنی‌برگ حاره‌ای و جنب‌حاره‌ای                  | جنگل‌های کاج و بلوط سیرا مادره ده اواخاکا                          | مکزیک                               |
| قلمرو نوحاره‌ای       | جنگل‌های سوزنی‌برگ حاره‌ای و جنب‌حاره‌ای                  | جنگل‌های سیرا مادره دل سور کاج                                     | مکزیک                               |
| قلمرو نوحاره‌ای       | جنگل‌های سوزنی‌برگ حاره‌ای و جنب‌حاره‌ای                  | جنگل‌های کاج و بلوط سیرا دو لا لاگونا                              | مکزیک                               |
| قلمرو نوحاره‌ای       | جنگل‌های سوزنی‌برگ حاره‌ای و جنب‌حاره‌ای                  | جنگل‌های کاج و بلوط ناحیه آتشفشانی                                 | مکزیک                               |
| قلمرو نوحاره‌ای       | جنگل پهن‌برگ و مخلوط معتدله                           | جزایر خوان فرناندز                                                | شیلی                                |
| قلمرو نوحاره‌ای       | جنگل پهن‌برگ و مخلوط معتدله                           | Magellanic subpolar forests                                       | آرژانتین                            |
| قلمرو نوحاره‌ای       | جنگل پهن‌برگ و مخلوط معتدله                           | Magellanic subpolar forests                                       | شیلی                                |
| قلمرو نوحاره‌ای       | جنگل پهن‌برگ و مخلوط معتدله                           | San Félix–San Ambrosio Islands temperate forests                  | شیلی                                |
| قلمرو نوحاره‌ای       | جنگل پهن‌برگ و مخلوط معتدله                           | Valdivian temperate forests                                       | آرژانتین                            |
| قلمرو نوحاره‌ای       | جنگل پهن‌برگ و مخلوط معتدله                           | Valdivian temperate forests                                       | شیلی                                |
| قلمرو نوحاره‌ای       | علفزارها، گرم‌دشت‌ها و درختچه‌زارهای حاره‌ای و جنب‌حاره‌ای | گرن چاکو                                                          | آرژانتین                            |
| قلمرو نوحاره‌ای       | علفزارها، گرم‌دشت‌ها و درختچه‌زارهای حاره‌ای و جنب‌حاره‌ای | موخوس                                                             | بولیوی                              |
| قلمرو نوحاره‌ای       | علفزارها، گرم‌دشت‌ها و درختچه‌زارهای حاره‌ای و جنب‌حاره‌ای | Campos rupestres montane savanna                                  | برزیل                               |
| قلمرو نوحاره‌ای       | علفزارها، گرم‌دشت‌ها و درختچه‌زارهای حاره‌ای و جنب‌حاره‌ای | سرادو                                                             | بولیوی                              |
| قلمرو نوحاره‌ای       | علفزارها، گرم‌دشت‌ها و درختچه‌زارهای حاره‌ای و جنب‌حاره‌ای | سرادو                                                             | برزیل                               |
| قلمرو نوحاره‌ای       | علفزارها، گرم‌دشت‌ها و درختچه‌زارهای حاره‌ای و جنب‌حاره‌ای | سرادو                                                             | پاراگوئه                            |
| قلمرو نوحاره‌ای       | علفزارها، گرم‌دشت‌ها و درختچه‌زارهای حاره‌ای و جنب‌حاره‌ای | جزیره کلیپرتون                                                    | جزیره کلیپرتون                      |
| قلمرو نوحاره‌ای       | علفزارها، گرم‌دشت‌ها و درختچه‌زارهای حاره‌ای و جنب‌حاره‌ای | Córdoba montane savanna                                           | آرژانتین                            |
| قلمرو نوحاره‌ای       | علفزارها، گرم‌دشت‌ها و درختچه‌زارهای حاره‌ای و جنب‌حاره‌ای | Guianan savanna                                                   | برزیل                               |
| قلمرو نوحاره‌ای       | علفزارها، گرم‌دشت‌ها و درختچه‌زارهای حاره‌ای و جنب‌حاره‌ای | Guianan savanna                                                   | گویان                               |
| قلمرو نوحاره‌ای       | علفزارها، گرم‌دشت‌ها و درختچه‌زارهای حاره‌ای و جنب‌حاره‌ای | Guianan savanna                                                   | سورینام                             |
| قلمرو نوحاره‌ای       | علفزارها، گرم‌دشت‌ها و درختچه‌زارهای حاره‌ای و جنب‌حاره‌ای | Guianan savanna                                                   | ونزوئلا                             |
| قلمرو نوحاره‌ای       | علفزارها، گرم‌دشت‌ها و درختچه‌زارهای حاره‌ای و جنب‌حاره‌ای | Humid Chaco                                                       | آرژانتین                            |
| قلمرو نوحاره‌ای       | علفزارها، گرم‌دشت‌ها و درختچه‌زارهای حاره‌ای و جنب‌حاره‌ای | Humid Chaco                                                       | برزیل                               |
| قلمرو نوحاره‌ای       | علفزارها، گرم‌دشت‌ها و درختچه‌زارهای حاره‌ای و جنب‌حاره‌ای | Humid Chaco                                                       | پاراگوئه                            |
| قلمرو نوحاره‌ای       | علفزارها، گرم‌دشت‌ها و درختچه‌زارهای حاره‌ای و جنب‌حاره‌ای | دشت یانوس                                                         | کلمبیا                              |
| قلمرو نوحاره‌ای       | علفزارها، گرم‌دشت‌ها و درختچه‌زارهای حاره‌ای و جنب‌حاره‌ای | دشت یانوس                                                         | ونزوئلا                             |
| قلمرو نوحاره‌ای       | علفزارها، گرم‌دشت‌ها و درختچه‌زارهای حاره‌ای و جنب‌حاره‌ای | Uruguayan savanna                                                 | برزیل                               |
| قلمرو نوحاره‌ای       | علفزارها، گرم‌دشت‌ها و درختچه‌زارهای حاره‌ای و جنب‌حاره‌ای | Uruguayan savanna                                                 | اروگوئه                             |
| قلمرو نوحاره‌ای       | علفزارها، گرم‌دشت‌ها و درختچه‌زارهای معتدله             | Argentine Espinal                                                 | آرژانتین                            |
| قلمرو نوحاره‌ای       | علفزارها، گرم‌دشت‌ها و درختچه‌زارهای معتدله             | Argentine Monte                                                   | آرژانتین                            |
| قلمرو نوحاره‌ای       | علفزارها، گرم‌دشت‌ها و درختچه‌زارهای معتدله             | Humid Pampas                                                      | آرژانتین                            |
| قلمرو نوحاره‌ای       | علفزارها، گرم‌دشت‌ها و درختچه‌زارهای معتدله             | Patagonian grasslands                                             | آرژانتین                            |
| قلمرو نوحاره‌ای       | علفزارها، گرم‌دشت‌ها و درختچه‌زارهای معتدله             | Patagonian grasslands                                             | شیلی                                |
| قلمرو نوحاره‌ای       | علفزارها، گرم‌دشت‌ها و درختچه‌زارهای معتدله             | بیابان پاتاگونیا                                                  | آرژانتین                            |
| قلمرو نوحاره‌ای       | علفزارها، گرم‌دشت‌ها و درختچه‌زارهای معتدله             | بیابان پاتاگونیا                                                  | شیلی                                |
| قلمرو نوحاره‌ای       | علفزارها، گرم‌دشت‌ها و درختچه‌زارهای معتدله             | بیابان پاتاگونیا                                                  | جزایر فالکلند                       |
| قلمرو نوحاره‌ای       | علفزارها، گرم‌دشت‌ها و درختچه‌زارهای معتدله             | Semi-arid Pampas                                                  | آرژانتین                            |
| قلمرو نوحاره‌ای       | علفزارها و گرم‌دشت‌های سیلابی                          | Central Mexican wetlands                                          | مکزیک                               |
| قلمرو نوحاره‌ای       | علفزارها و گرم‌دشت‌های سیلابی                          | Cuban wetlands                                                    | کوبا                                |
| قلمرو نوحاره‌ای       | علفزارها و گرم‌دشت‌های سیلابی                          | Enriquillo wetlands                                               | جمهوری دومینیکن                     |
| قلمرو نوحاره‌ای       | علفزارها و گرم‌دشت‌های سیلابی                          | اورگلیدز                                                          | ایالات متحده آمریکا                 |
| قلمرو نوحاره‌ای       | علفزارها و گرم‌دشت‌های سیلابی                          | Guayaquil flooded grasslands                                      | اکوادور                             |
| قلمرو نوحاره‌ای       | علفزارها و گرم‌دشت‌های سیلابی                          | Orinoco wetlands                                                  | ونزوئلا                             |
| قلمرو نوحاره‌ای       | علفزارها و گرم‌دشت‌های سیلابی                          | پانتانال                                                          | بولیوی                              |
| قلمرو نوحاره‌ای       | علفزارها و گرم‌دشت‌های سیلابی                          | پانتانال                                                          | برزیل                               |
| قلمرو نوحاره‌ای       | علفزارها و گرم‌دشت‌های سیلابی                          | پانتانال                                                          | پاراگوئه                            |
| قلمرو نوحاره‌ای       | علفزارها و گرم‌دشت‌های سیلابی                          | Paraná flooded savanna                                            | آرژانتین                            |
| قلمرو نوحاره‌ای       | علفزارها و گرم‌دشت‌های سیلابی                          | Paraná flooded savanna                                            | پاراگوئه                            |
| قلمرو نوحاره‌ای       | علفزارها و گرم‌دشت‌های سیلابی                          | Southern Cone Mesopotamian savanna                                | آرژانتین                            |
| قلمرو نوحاره‌ای       | علفزارها و درختچه‌زارهای کوهستانی                     | Central Andean dry puna                                           | آرژانتین                            |
| قلمرو نوحاره‌ای       | علفزارها و درختچه‌زارهای کوهستانی                     | Central Andean dry puna                                           | بولیوی                              |
| قلمرو نوحاره‌ای       | علفزارها و درختچه‌زارهای کوهستانی                     | Central Andean dry puna                                           | شیلی                                |
| قلمرو نوحاره‌ای       | علفزارها و درختچه‌زارهای کوهستانی                     | Central Andean puna                                               | آرژانتین                            |
| قلمرو نوحاره‌ای       | علفزارها و درختچه‌زارهای کوهستانی                     | Central Andean puna                                               | بولیوی                              |
| قلمرو نوحاره‌ای       | علفزارها و درختچه‌زارهای کوهستانی                     | Central Andean puna                                               | پرو                                 |
| قلمرو نوحاره‌ای       | علفزارها و درختچه‌زارهای کوهستانی                     | Central Andean wet puna                                           | بولیوی                              |
| قلمرو نوحاره‌ای       | علفزارها و درختچه‌زارهای کوهستانی                     | Central Andean wet puna                                           | پرو                                 |
| قلمرو نوحاره‌ای       | علفزارها و درختچه‌زارهای کوهستانی                     | Cordillera Central páramo                                         | اکوادور                             |
| قلمرو نوحاره‌ای       | علفزارها و درختچه‌زارهای کوهستانی                     | Cordillera Central páramo                                         | پرو                                 |
| قلمرو نوحاره‌ای       | علفزارها و درختچه‌زارهای کوهستانی                     | Cordillera de Merida páramo                                       | ونزوئلا                             |
| قلمرو نوحاره‌ای       | علفزارها و درختچه‌زارهای کوهستانی                     | High Monte                                                        | آرژانتین                            |
| قلمرو نوحاره‌ای       | علفزارها و درختچه‌زارهای کوهستانی                     | Northern Andean páramo                                            | کلمبیا                              |
| قلمرو نوحاره‌ای       | علفزارها و درختچه‌زارهای کوهستانی                     | Northern Andean páramo                                            | اکوادور                             |
| قلمرو نوحاره‌ای       | علفزارها و درختچه‌زارهای کوهستانی                     | Santa Marta páramo                                                | کلمبیا                              |
| قلمرو نوحاره‌ای       | علفزارها و درختچه‌زارهای کوهستانی                     | Southern Andean steppe                                            | آرژانتین                            |
| قلمرو نوحاره‌ای       | علفزارها و درختچه‌زارهای کوهستانی                     | Southern Andean steppe                                            | شیلی                                |
| قلمرو نوحاره‌ای       | علفزارها و درختچه‌زارهای کوهستانی                     | Zacatonal                                                         | مکزیک                               |
| قلمرو نوحاره‌ای       | جنگل‌ها، درختزارها و بوته‌زارهای مدیترانه‌ای            | Chilean matorral                                                  | شیلی                                |
| قلمرو نوحاره‌ای       | بیابان‌ها و درختچه‌زارهای خشک                          | Araya and Paria xeric scrub                                       | ونزوئلا                             |
| قلمرو نوحاره‌ای       | بیابان‌ها و درختچه‌زارهای خشک                          | Aruba–Curaçao–Bonaire cactus scrub                                | آروبا                               |
| قلمرو نوحاره‌ای       | بیابان‌ها و درختچه‌زارهای خشک                          | بیابان آتاکاما                                                    | شیلی                                |
| قلمرو نوحاره‌ای       | بیابان‌ها و درختچه‌زارهای خشک                          | کاتینگا                                                           | برزیل                               |
| قلمرو نوحاره‌ای       | بیابان‌ها و درختچه‌زارهای خشک                          | Cayman Islands xeric scrub                                        | جزایر کیمن                          |
| قلمرو نوحاره‌ای       | بیابان‌ها و درختچه‌زارهای خشک                          | Cuban cactus scrub                                                | کوبا                                |
| قلمرو نوحاره‌ای       | بیابان‌ها و درختچه‌زارهای خشک                          | Galápagos Islands xeric scrub                                     | اکوادور                             |
| قلمرو نوحاره‌ای       | بیابان‌ها و درختچه‌زارهای خشک                          | Guajira–Barranquilla xeric scrub                                  | کلمبیا                              |
| قلمرو نوحاره‌ای       | بیابان‌ها و درختچه‌زارهای خشک                          | Guajira–Barranquilla xeric scrub                                  | ونزوئلا                             |
| قلمرو نوحاره‌ای       | بیابان‌ها و درختچه‌زارهای خشک                          | La Costa xeric shrublands                                         | ونزوئلا                             |
| قلمرو نوحاره‌ای       | بیابان‌ها و درختچه‌زارهای خشک                          | Leeward Islands xeric scrub                                       | آنگویلا                             |
| قلمرو نوحاره‌ای       | بیابان‌ها و درختچه‌زارهای خشک                          | Leeward Islands xeric scrub                                       | آنتیگوآ و باربودا                   |
| قلمرو نوحاره‌ای       | بیابان‌ها و درختچه‌زارهای خشک                          | Leeward Islands xeric scrub                                       | گوادلوپ                             |
| قلمرو نوحاره‌ای       | بیابان‌ها و درختچه‌زارهای خشک                          | Leeward Islands xeric scrub                                       | سن بارتلمی                          |
| قلمرو نوحاره‌ای       | بیابان‌ها و درختچه‌زارهای خشک                          | Leeward Islands xeric scrub                                       | سن مارتن (فرانسه)                   |
| قلمرو نوحاره‌ای       | بیابان‌ها و درختچه‌زارهای خشک                          | Leeward Islands xeric scrub                                       | جزایر ویرجین بریتانیا               |
| قلمرو نوحاره‌ای       | بیابان‌ها و درختچه‌زارهای خشک                          | Leeward Islands xeric scrub                                       | جزایر ویرجین ایالات متحده آمریکا    |
| قلمرو نوحاره‌ای       | بیابان‌ها و درختچه‌زارهای خشک                          | Malpelo Island xeric scrub                                        | کلمبیا                              |
| قلمرو نوحاره‌ای       | بیابان‌ها و درختچه‌زارهای خشک                          | Motagua Valley thornscrub                                         | گواتمالا                            |
| قلمرو نوحاره‌ای       | بیابان‌ها و درختچه‌زارهای خشک                          | Paraguana xeric scrub                                             | ونزوئلا                             |
| قلمرو نوحاره‌ای       | بیابان‌ها و درختچه‌زارهای خشک                          | San Lucan xeric scrub                                             | مکزیک                               |
| قلمرو نوحاره‌ای       | بیابان‌ها و درختچه‌زارهای خشک                          | بیابان سچورا                                                      | شیلی                                |
| قلمرو نوحاره‌ای       | بیابان‌ها و درختچه‌زارهای خشک                          | بیابان سچورا                                                      | پرو                                 |
| قلمرو نوحاره‌ای       | بیابان‌ها و درختچه‌زارهای خشک                          | مجمع‌الجزایر سنت پیتر و سنت پاول                                   | برزیل                               |
| قلمرو نوحاره‌ای       | بیابان‌ها و درختچه‌زارهای خشک                          | Tehuacán Valley matorral                                          | مکزیک                               |
| قلمرو نوحاره‌ای       | بیابان‌ها و درختچه‌زارهای خشک                          | Windward Islands xeric scrub                                      | باربادوس                            |
| قلمرو نوحاره‌ای       | بیابان‌ها و درختچه‌زارهای خشک                          | Windward Islands xeric scrub                                      | دومینیکا                            |
| قلمرو نوحاره‌ای       | بیابان‌ها و درختچه‌زارهای خشک                          | Windward Islands xeric scrub                                      | گرنادا                              |
| قلمرو نوحاره‌ای       | بیابان‌ها و درختچه‌زارهای خشک                          | Windward Islands xeric scrub                                      | مارتینیک                            |
| قلمرو نوحاره‌ای       | بیابان‌ها و درختچه‌زارهای خشک                          | Windward Islands xeric scrub                                      | سنت لوسیا                           |
| قلمرو نوحاره‌ای       | بیابان‌ها و درختچه‌زارهای خشک                          | Windward Islands xeric scrub                                      | ترینیداد و توباگو                   |
| قلمرو نوحاره‌ای       | کرنا (گیاه)                                          | Alvarado mangroves                                                | مکزیک                               |
| قلمرو نوحاره‌ای       | کرنا (گیاه)                                          | Amapa mangroves                                                   | برزیل                               |
| قلمرو نوحاره‌ای       | کرنا (گیاه)                                          | Bahamian mangroves                                                | باهاما                              |
| قلمرو نوحاره‌ای       | کرنا (گیاه)                                          | Bahamian mangroves                                                | جزایر تورکس و کایکوس                |
| قلمرو نوحاره‌ای       | کرنا (گیاه)                                          | حرا باهیا                                                         | برزیل                               |
| قلمرو نوحاره‌ای       | کرنا (گیاه)                                          | Belizean Coast mangroves                                          | بلیز                                |
| قلمرو نوحاره‌ای       | کرنا (گیاه)                                          | Belizean Coast mangroves                                          | گواتمالا                            |
| قلمرو نوحاره‌ای       | کرنا (گیاه)                                          | Belizean Reef mangroves                                           | بلیز                                |
| قلمرو نوحاره‌ای       | کرنا (گیاه)                                          | Bocas del Toro–San Bastimentos Island–San Blas mangroves          | کاستاریکا                           |
| قلمرو نوحاره‌ای       | کرنا (گیاه)                                          | Bocas del Toro–San Bastimentos Island–San Blas mangroves          | پاناما                              |
| قلمرو نوحاره‌ای       | کرنا (گیاه)                                          | Coastal Venezuelan mangroves                                      | آروبا                               |
| قلمرو نوحاره‌ای       | کرنا (گیاه)                                          | Coastal Venezuelan mangroves                                      | ونزوئلا                             |
| قلمرو نوحاره‌ای       | کرنا (گیاه)                                          | Esmeraldas–Pacific Colombia mangroves                             | کلمبیا                              |
| قلمرو نوحاره‌ای       | کرنا (گیاه)                                          | Esmeraldas–Pacific Colombia mangroves                             | اکوادور                             |
| قلمرو نوحاره‌ای       | کرنا (گیاه)                                          | Greater Antilles mangroves                                        | کوبا                                |
| قلمرو نوحاره‌ای       | کرنا (گیاه)                                          | Greater Antilles mangroves                                        | جمهوری دومینیکن                     |
| قلمرو نوحاره‌ای       | کرنا (گیاه)                                          | Greater Antilles mangroves                                        | هائیتی                              |
| قلمرو نوحاره‌ای       | کرنا (گیاه)                                          | Greater Antilles mangroves                                        | جامائیکا                            |
| قلمرو نوحاره‌ای       | کرنا (گیاه)                                          | Greater Antilles mangroves                                        | پورتوریکو                           |
| قلمرو نوحاره‌ای       | کرنا (گیاه)                                          | Guianan mangroves                                                 | گویان فرانسه                        |
| قلمرو نوحاره‌ای       | کرنا (گیاه)                                          | Guianan mangroves                                                 | گویان                               |
| قلمرو نوحاره‌ای       | کرنا (گیاه)                                          | Guianan mangroves                                                 | سورینام                             |
| قلمرو نوحاره‌ای       | کرنا (گیاه)                                          | Guianan mangroves                                                 | ونزوئلا                             |
| قلمرو نوحاره‌ای       | کرنا (گیاه)                                          | Gulf of Fonseca mangroves                                         | السالوادور                          |
| قلمرو نوحاره‌ای       | کرنا (گیاه)                                          | Gulf of Fonseca mangroves                                         | هندوراس                             |
| قلمرو نوحاره‌ای       | کرنا (گیاه)                                          | Gulf of Fonseca mangroves                                         | نیکاراگوئه                          |
| قلمرو نوحاره‌ای       | کرنا (گیاه)                                          | Gulf of Guayaquil–Tumbes mangroves                                | اکوادور                             |
| قلمرو نوحاره‌ای       | کرنا (گیاه)                                          | Gulf of Guayaquil–Tumbes mangroves                                | پرو                                 |
| قلمرو نوحاره‌ای       | کرنا (گیاه)                                          | Gulf of Panama mangroves                                          | پاناما                              |
| قلمرو نوحاره‌ای       | کرنا (گیاه)                                          | Ilha Grande mangroves                                             | برزیل                               |
| قلمرو نوحاره‌ای       | کرنا (گیاه)                                          | Lesser Antilles mangroves                                         | آنتیگوآ و باربودا                   |
| قلمرو نوحاره‌ای       | کرنا (گیاه)                                          | Lesser Antilles mangroves                                         | گوادلوپ                             |
| قلمرو نوحاره‌ای       | کرنا (گیاه)                                          | Lesser Antilles mangroves                                         | مارتینیک                            |
| قلمرو نوحاره‌ای       | کرنا (گیاه)                                          | Lesser Antilles mangroves                                         | نیکاراگوئه                          |
| قلمرو نوحاره‌ای       | کرنا (گیاه)                                          | Lesser Antilles mangroves                                         | سنت لوسیا                           |
| قلمرو نوحاره‌ای       | کرنا (گیاه)                                          | Magdalena–Santa Marta mangroves                                   | کلمبیا                              |
| قلمرو نوحاره‌ای       | کرنا (گیاه)                                          | Manabí mangroves                                                  | اکوادور                             |
| قلمرو نوحاره‌ای       | کرنا (گیاه)                                          | Maranhao mangroves                                                | برزیل                               |
| قلمرو نوحاره‌ای       | کرنا (گیاه)                                          | Marismas Nacionales–San Blas mangroves                            | مکزیک                               |
| قلمرو نوحاره‌ای       | کرنا (گیاه)                                          | Mayan Corridor mangroves                                          | مکزیک                               |
| قلمرو نوحاره‌ای       | کرنا (گیاه)                                          | Mexican South Pacific Coast mangroves                             | مکزیک                               |
| قلمرو نوحاره‌ای       | کرنا (گیاه)                                          | Moist Pacific Coast mangroves                                     | کاستاریکا                           |
| قلمرو نوحاره‌ای       | کرنا (گیاه)                                          | Moist Pacific Coast mangroves                                     | پاناما                              |
| قلمرو نوحاره‌ای       | کرنا (گیاه)                                          | Mosquitia–Nicaraguan Caribbean Coast mangroves                    | هندوراس                             |
| قلمرو نوحاره‌ای       | کرنا (گیاه)                                          | Mosquitia–Nicaraguan Caribbean Coast mangroves                    | نیکاراگوئه                          |
| قلمرو نوحاره‌ای       | کرنا (گیاه)                                          | Northern Dry Pacific Coast mangroves                              | السالوادور                          |
| قلمرو نوحاره‌ای       | کرنا (گیاه)                                          | Northern Dry Pacific Coast mangroves                              | نیکاراگوئه                          |
| قلمرو نوحاره‌ای       | کرنا (گیاه)                                          | Northern Honduras mangroves                                       | گواتمالا                            |
| قلمرو نوحاره‌ای       | کرنا (گیاه)                                          | Northern Honduras mangroves                                       | هندوراس                             |
| قلمرو نوحاره‌ای       | کرنا (گیاه)                                          | Pará mangroves                                                    | برزیل                               |
| قلمرو نوحاره‌ای       | کرنا (گیاه)                                          | Petenes mangroves                                                 | مکزیک                               |
| قلمرو نوحاره‌ای       | کرنا (گیاه)                                          | Piura mangroves                                                   | پرو                                 |
| قلمرو نوحاره‌ای       | کرنا (گیاه)                                          | Rio Negro–Rio San Sun mangroves                                   | کاستاریکا                           |
| قلمرو نوحاره‌ای       | کرنا (گیاه)                                          | Rio Negro–Rio San Sun mangroves                                   | نیکاراگوئه                          |
| قلمرو نوحاره‌ای       | کرنا (گیاه)                                          | Rio Piranhas mangroves                                            | برزیل                               |
| قلمرو نوحاره‌ای       | کرنا (گیاه)                                          | Rio São Francisco mangroves                                       | برزیل                               |
| قلمرو نوحاره‌ای       | کرنا (گیاه)                                          | Ría Lagartos mangroves                                            | مکزیک                               |
| قلمرو نوحاره‌ای       | کرنا (گیاه)                                          | Southern Dry Pacific Coast mangroves                              | کاستاریکا                           |
| قلمرو نوحاره‌ای       | کرنا (گیاه)                                          | Southern Dry Pacific Coast mangroves                              | نیکاراگوئه                          |
| قلمرو نوحاره‌ای       | کرنا (گیاه)                                          | Tehuantepec–El Manchón mangroves                                  | مکزیک                               |
| قلمرو نوحاره‌ای       | کرنا (گیاه)                                          | Trinidad mangroves                                                | ترینیداد و توباگو                   |
| قلمرو نوحاره‌ای       | کرنا (گیاه)                                          | Usumacinta mangroves                                              | مکزیک                               |
| قلمرو اقیانوسیه      | جنگل‌های پهن‌برگ مرطوب حاره‌ای و جنب‌حاره‌ای              | جنگل‌های مرطوب حاره‌ای کارولین                                      | ایالات فدرال میکرونزی               |
| قلمرو اقیانوسیه      | جنگل‌های پهن‌برگ مرطوب حاره‌ای و جنب‌حاره‌ای              | جنگل‌های مرطوب حاره‌ای پلی‌نزی مرکزی                                 | جزایر کوک                           |
| قلمرو اقیانوسیه      | جنگل‌های پهن‌برگ مرطوب حاره‌ای و جنب‌حاره‌ای              | جنگل‌های مرطوب حاره‌ای پلی‌نزی مرکزی                                 | کیریباتی                            |
| قلمرو اقیانوسیه      | جنگل‌های پهن‌برگ مرطوب حاره‌ای و جنب‌حاره‌ای              | جنگل‌های مرطوب حاره‌ای پلی‌نزی مرکزی                                 | ایالات متحده آمریکا                 |
| قلمرو اقیانوسیه      | جنگل‌های پهن‌برگ مرطوب حاره‌ای و جنب‌حاره‌ای              | جنگل‌های مرطوب حاره‌ای جزایر کوک                                    | جزایر کوک                           |
| قلمرو اقیانوسیه      | جنگل‌های پهن‌برگ مرطوب حاره‌ای و جنب‌حاره‌ای              | جنگل‌های مرطوب حاره‌ای میکرونزی شرقی                                | کیریباتی                            |
| قلمرو اقیانوسیه      | جنگل‌های پهن‌برگ مرطوب حاره‌ای و جنب‌حاره‌ای              | جنگل‌های مرطوب حاره‌ای میکرونزی شرقی                                | جزایر مارشال                        |
| قلمرو اقیانوسیه      | جنگل‌های پهن‌برگ مرطوب حاره‌ای و جنب‌حاره‌ای              | جنگل‌های مرطوب حاره‌ای میکرونزی شرقی                                | نائورو                              |
| قلمرو اقیانوسیه      | جنگل‌های پهن‌برگ مرطوب حاره‌ای و جنب‌حاره‌ای              | جنگل‌های مرطوب حاره‌ای میکرونزی شرقی                                | ایالات متحده آمریکا                 |
| قلمرو اقیانوسیه      | جنگل‌های پهن‌برگ مرطوب حاره‌ای و جنب‌حاره‌ای              | جنگل‌های مرطوب حاره‌ای فیجی                                         | فیجی                                |
| قلمرو اقیانوسیه      | جنگل‌های پهن‌برگ مرطوب حاره‌ای و جنب‌حاره‌ای              | جنگل‌های مرطوب حاره‌ای فیجی                                         | والیس و فوتونا                      |
| قلمرو اقیانوسیه      | جنگل‌های پهن‌برگ مرطوب حاره‌ای و جنب‌حاره‌ای              | جنگل‌های بارانی حاره‌ای هاوایی                                      | ایالات متحده آمریکا                 |
| قلمرو اقیانوسیه      | جنگل‌های پهن‌برگ مرطوب حاره‌ای و جنب‌حاره‌ای              | جزایر کرمادک                                                      | نیوزیلند                            |
| قلمرو اقیانوسیه      | جنگل‌های پهن‌برگ مرطوب حاره‌ای و جنب‌حاره‌ای              | جنگل‌های مرطوب حاره‌ای مارکیز                                       | پلی‌نزی فرانسه                       |
| قلمرو اقیانوسیه      | جنگل‌های پهن‌برگ مرطوب حاره‌ای و جنب‌حاره‌ای              | جنگل‌های مرطوب جنب‌حاره‌ای اوگاساوارا                                | ژاپن                                |
| قلمرو اقیانوسیه      | جنگل‌های پهن‌برگ مرطوب حاره‌ای و جنب‌حاره‌ای              | جنگل‌های مرطوب حاره‌ای پالائو                                       | پالائو                              |
| قلمرو اقیانوسیه      | جنگل‌های پهن‌برگ مرطوب حاره‌ای و جنب‌حاره‌ای              | جزیره ایستر                                                       | شیلی                                |
| قلمرو اقیانوسیه      | جنگل‌های پهن‌برگ مرطوب حاره‌ای و جنب‌حاره‌ای              | جنگل‌های مرطوب حاره‌ای ساموآ                                        | ساموآی آمریکا                       |
| قلمرو اقیانوسیه      | جنگل‌های پهن‌برگ مرطوب حاره‌ای و جنب‌حاره‌ای              | جنگل‌های مرطوب حاره‌ای ساموآ                                        | ساموآ                               |
| قلمرو اقیانوسیه      | جنگل‌های پهن‌برگ مرطوب حاره‌ای و جنب‌حاره‌ای              | جنگل‌های مرطوب حاره‌ای جزایر سوسایتی                                | پلی‌نزی فرانسه                       |
| قلمرو اقیانوسیه      | جنگل‌های پهن‌برگ مرطوب حاره‌ای و جنب‌حاره‌ای              | جنگل‌های مرطوب حاره‌ای تونگا                                        | نیووی                               |
| قلمرو اقیانوسیه      | جنگل‌های پهن‌برگ مرطوب حاره‌ای و جنب‌حاره‌ای              | جنگل‌های مرطوب حاره‌ای تونگا                                        | تونگا                               |
| قلمرو اقیانوسیه      | جنگل‌های پهن‌برگ مرطوب حاره‌ای و جنب‌حاره‌ای              | جنگل‌های مرطوب حاره‌ای توآموتو                                      | پلی‌نزی فرانسه                       |
| قلمرو اقیانوسیه      | جنگل‌های پهن‌برگ مرطوب حاره‌ای و جنب‌حاره‌ای              | جنگل‌های مرطوب حاره‌ای توآموتو                                      | جزایر پیت‌کرن                        |
| قلمرو اقیانوسیه      | جنگل‌های پهن‌برگ مرطوب حاره‌ای و جنب‌حاره‌ای              | جنگل‌های مرطوب حاره‌ای توبوای                                       | پلی‌نزی فرانسه                       |
| قلمرو اقیانوسیه      | جنگل‌های پهن‌برگ مرطوب حاره‌ای و جنب‌حاره‌ای              | جنگل‌های مرطوب حاره‌ای پلی‌نزی غربی                                  | ساموآی آمریکا                       |
| قلمرو اقیانوسیه      | جنگل‌های پهن‌برگ مرطوب حاره‌ای و جنب‌حاره‌ای              | جنگل‌های مرطوب حاره‌ای پلی‌نزی غربی                                  | کیریباتی                            |
| قلمرو اقیانوسیه      | جنگل‌های پهن‌برگ مرطوب حاره‌ای و جنب‌حاره‌ای              | جنگل‌های مرطوب حاره‌ای پلی‌نزی غربی                                  | توکلائو                             |
| قلمرو اقیانوسیه      | جنگل‌های پهن‌برگ مرطوب حاره‌ای و جنب‌حاره‌ای              | جنگل‌های مرطوب حاره‌ای پلی‌نزی غربی                                  | تووالو                              |
| قلمرو اقیانوسیه      | جنگل‌های پهن‌برگ مرطوب حاره‌ای و جنب‌حاره‌ای              | جنگل‌های مرطوب حاره‌ای پلی‌نزی غربی                                  | ایالات متحده آمریکا                 |
| قلمرو اقیانوسیه      | جنگل‌های پهن‌برگ خشک حاره‌ای و جنب‌حاره‌ای                | جنگل‌های خشک حاره‌ای فیجی                                           | فیجی                                |
| قلمرو اقیانوسیه      | جنگل‌های پهن‌برگ خشک حاره‌ای و جنب‌حاره‌ای                | جنگل‌های خشک حاره‌ای هاوایی                                         | ایالات متحده آمریکا                 |
| قلمرو اقیانوسیه      | جنگل‌های پهن‌برگ خشک حاره‌ای و جنب‌حاره‌ای                | جنگل‌های خشک حاره‌ای ماریانا                                        | گوآم                                |
| قلمرو اقیانوسیه      | جنگل‌های پهن‌برگ خشک حاره‌ای و جنب‌حاره‌ای                | جنگل‌های خشک حاره‌ای ماریانا                                        | جزایر ماریانای شمالی                |
| قلمرو اقیانوسیه      | جنگل‌های پهن‌برگ خشک حاره‌ای و جنب‌حاره‌ای                | جنگل‌های خشک حاره‌ای یاپ                                            | ایالات فدرال میکرونزی               |
| قلمرو اقیانوسیه      | علفزارها، گرم‌دشت‌ها و درختچه‌زارهای حاره‌ای و جنب‌حاره‌ای | درختچه‌زارهای مرتفع حاره‌ای هاوایی                                  | ایالات متحده آمریکا                 |
| قلمرو اقیانوسیه      | علفزارها، گرم‌دشت‌ها و درختچه‌زارهای حاره‌ای و جنب‌حاره‌ای | درختچه‌زارهای پست حاره‌ای هاوایی                                    | ایالات متحده آمریکا                 |
| قلمرو اقیانوسیه      | علفزارها، گرم‌دشت‌ها و درختچه‌زارهای حاره‌ای و جنب‌حاره‌ای | Northwestern Hawaii scrub                                         | ایالات متحده آمریکا                 |
| قلمرو دیرین‌شمالگان   | جنگل‌های پهن‌برگ مرطوب حاره‌ای و جنب‌حاره‌ای              | Guizhou Plateau broadleaf and mixed forests                       | چین                                 |
| قلمرو دیرین‌شمالگان   | جنگل‌های پهن‌برگ مرطوب حاره‌ای و جنب‌حاره‌ای              | جنگل‌های همیشه‌سبز جنب‌حاره‌ای فلات یون‌نان                            | چین                                 |
| قلمرو دیرین‌شمالگان   | جنگل پهن‌برگ و مخلوط معتدله                           | Apennine deciduous montane forests                                | ایتالیا                             |
| قلمرو دیرین‌شمالگان   | جنگل پهن‌برگ و مخلوط معتدله                           | Atlantic mixed forests                                            | بلژیک                               |
| قلمرو دیرین‌شمالگان   | جنگل پهن‌برگ و مخلوط معتدله                           | Atlantic mixed forests                                            | دانمارک                             |
| قلمرو دیرین‌شمالگان   | جنگل پهن‌برگ و مخلوط معتدله                           | Atlantic mixed forests                                            | فرانسه                              |
| قلمرو دیرین‌شمالگان   | جنگل پهن‌برگ و مخلوط معتدله                           | Atlantic mixed forests                                            | آلمان                               |
| قلمرو دیرین‌شمالگان   | جنگل پهن‌برگ و مخلوط معتدله                           | Atlantic mixed forests                                            | قلمرو پیشکاری گرنزی                 |
| قلمرو دیرین‌شمالگان   | جنگل پهن‌برگ و مخلوط معتدله                           | Atlantic mixed forests                                            | جرزی                                |
| قلمرو دیرین‌شمالگان   | جنگل پهن‌برگ و مخلوط معتدله                           | Atlantic mixed forests                                            | هلند                                |
| قلمرو دیرین‌شمالگان   | جنگل پهن‌برگ و مخلوط معتدله                           | Azores temperate mixed forests                                    | پرتغال                              |
| قلمرو دیرین‌شمالگان   | جنگل پهن‌برگ و مخلوط معتدله                           | Balkan mixed forests                                              | آلبانی                              |
| قلمرو دیرین‌شمالگان   | جنگل پهن‌برگ و مخلوط معتدله                           | Balkan mixed forests                                              | بوسنی و هرزگوین                     |
| قلمرو دیرین‌شمالگان   | جنگل پهن‌برگ و مخلوط معتدله                           | Balkan mixed forests                                              | بلغارستان                           |
| قلمرو دیرین‌شمالگان   | جنگل پهن‌برگ و مخلوط معتدله                           | Balkan mixed forests                                              | یونان                               |
| قلمرو دیرین‌شمالگان   | جنگل پهن‌برگ و مخلوط معتدله                           | Balkan mixed forests                                              | کوزوو                               |
| قلمرو دیرین‌شمالگان   | جنگل پهن‌برگ و مخلوط معتدله                           | Balkan mixed forests                                              | مقدونیه شمالی                       |
| قلمرو دیرین‌شمالگان   | جنگل پهن‌برگ و مخلوط معتدله                           | Balkan mixed forests                                              | مونته‌نگرو                           |
| قلمرو دیرین‌شمالگان   | جنگل پهن‌برگ و مخلوط معتدله                           | Balkan mixed forests                                              | رومانی                              |
| قلمرو دیرین‌شمالگان   | جنگل پهن‌برگ و مخلوط معتدله                           | Balkan mixed forests                                              | صربستان                             |
| قلمرو دیرین‌شمالگان   | جنگل پهن‌برگ و مخلوط معتدله                           | Balkan mixed forests                                              | ترکیه                               |
| قلمرو دیرین‌شمالگان   | جنگل پهن‌برگ و مخلوط معتدله                           | جنگل‌های مختلط بالتیک                                              | دانمارک                             |
| قلمرو دیرین‌شمالگان   | جنگل پهن‌برگ و مخلوط معتدله                           | جنگل‌های مختلط بالتیک                                              | آلمان                               |
| قلمرو دیرین‌شمالگان   | جنگل پهن‌برگ و مخلوط معتدله                           | جنگل‌های مختلط بالتیک                                              | لهستان                              |
| قلمرو دیرین‌شمالگان   | جنگل پهن‌برگ و مخلوط معتدله                           | جنگل‌های مختلط بالتیک                                              | سوئد                                |
| قلمرو دیرین‌شمالگان   | جنگل پهن‌برگ و مخلوط معتدله                           | Cantabrian mixed forests                                          | فرانسه                              |
| قلمرو دیرین‌شمالگان   | جنگل پهن‌برگ و مخلوط معتدله                           | Cantabrian mixed forests                                          | پرتغال                              |
| قلمرو دیرین‌شمالگان   | جنگل پهن‌برگ و مخلوط معتدله                           | Cantabrian mixed forests                                          | اسپانیا                             |
| قلمرو دیرین‌شمالگان   | جنگل پهن‌برگ و مخلوط معتدله                           | جنگل‌های هیرکانی                                                   | جمهوری آذربایجان                    |
| قلمرو دیرین‌شمالگان   | جنگل پهن‌برگ و مخلوط معتدله                           | جنگل‌های هیرکانی                                                   | ایران                               |
| قلمرو دیرین‌شمالگان   | جنگل پهن‌برگ و مخلوط معتدله                           | جنگل‌های مخلوط قفقاز                                               | ارمنستان                            |
| قلمرو دیرین‌شمالگان   | جنگل پهن‌برگ و مخلوط معتدله                           | جنگل‌های مخلوط قفقاز                                               | جمهوری آذربایجان                    |
| قلمرو دیرین‌شمالگان   | جنگل پهن‌برگ و مخلوط معتدله                           | جنگل‌های مخلوط قفقاز                                               | گرجستان                             |
| قلمرو دیرین‌شمالگان   | جنگل پهن‌برگ و مخلوط معتدله                           | جنگل‌های مخلوط قفقاز                                               | روسیه                               |
| قلمرو دیرین‌شمالگان   | جنگل پهن‌برگ و مخلوط معتدله                           | جنگل‌های مخلوط قفقاز                                               | ترکیه                               |
| قلمرو دیرین‌شمالگان   | جنگل پهن‌برگ و مخلوط معتدله                           | Celtic broadleaf forests                                          | جمهوری ایرلند                       |
| قلمرو دیرین‌شمالگان   | جنگل پهن‌برگ و مخلوط معتدله                           | Celtic broadleaf forests                                          | جزیره من                            |
| قلمرو دیرین‌شمالگان   | جنگل پهن‌برگ و مخلوط معتدله                           | Celtic broadleaf forests                                          | بریتانیا                            |
| قلمرو دیرین‌شمالگان   | جنگل پهن‌برگ و مخلوط معتدله                           | جنگل‌های برگ‌ریز آناتولی مرکزی                                      | ترکیه                               |
| قلمرو دیرین‌شمالگان   | جنگل پهن‌برگ و مخلوط معتدله                           | جنگل‌های مخلوط فلات چین مرکزی                                      | چین                                 |
| قلمرو دیرین‌شمالگان   | جنگل پهن‌برگ و مخلوط معتدله                           | جنگل‌های مختلط اروپای مرکزی                                        | اتریش                               |
| قلمرو دیرین‌شمالگان   | جنگل پهن‌برگ و مخلوط معتدله                           | جنگل‌های مختلط اروپای مرکزی                                        | بلاروس                              |
| قلمرو دیرین‌شمالگان   | جنگل پهن‌برگ و مخلوط معتدله                           | جنگل‌های مختلط اروپای مرکزی                                        | جمهوری چک                           |
| قلمرو دیرین‌شمالگان   | جنگل پهن‌برگ و مخلوط معتدله                           | جنگل‌های مختلط اروپای مرکزی                                        | آلمان                               |
| قلمرو دیرین‌شمالگان   | جنگل پهن‌برگ و مخلوط معتدله                           | جنگل‌های مختلط اروپای مرکزی                                        | لیتوانی                             |
| قلمرو دیرین‌شمالگان   | جنگل پهن‌برگ و مخلوط معتدله                           | جنگل‌های مختلط اروپای مرکزی                                        | مولداوی                             |
| قلمرو دیرین‌شمالگان   | جنگل پهن‌برگ و مخلوط معتدله                           | جنگل‌های مختلط اروپای مرکزی                                        | لهستان                              |
| قلمرو دیرین‌شمالگان   | جنگل پهن‌برگ و مخلوط معتدله                           | جنگل‌های مختلط اروپای مرکزی                                        | رومانی                              |
| قلمرو دیرین‌شمالگان   | جنگل پهن‌برگ و مخلوط معتدله                           | جنگل‌های مختلط اروپای مرکزی                                        | روسیه                               |
| قلمرو دیرین‌شمالگان   | جنگل پهن‌برگ و مخلوط معتدله                           | جنگل‌های مختلط اروپای مرکزی                                        | اوکراین                             |
| قلمرو دیرین‌شمالگان   | جنگل پهن‌برگ و مخلوط معتدله                           | جنگل‌های برگ‌ریز کره مرکزی                                          | چین                                 |
| قلمرو دیرین‌شمالگان   | جنگل پهن‌برگ و مخلوط معتدله                           | جنگل‌های برگ‌ریز کره مرکزی                                          | کره شمالی                           |
| قلمرو دیرین‌شمالگان   | جنگل پهن‌برگ و مخلوط معتدله                           | جنگل‌های برگ‌ریز کره مرکزی                                          | کره جنوبی                           |
| قلمرو دیرین‌شمالگان   | جنگل پهن‌برگ و مخلوط معتدله                           | کوه‌های چانگبای                                                    | چین                                 |
| قلمرو دیرین‌شمالگان   | جنگل پهن‌برگ و مخلوط معتدله                           | کوه‌های چانگبای                                                    | کره شمالی                           |
| قلمرو دیرین‌شمالگان   | جنگل پهن‌برگ و مخلوط معتدله                           | Changjiang Plain evergreen forests                                | چین                                 |
| قلمرو دیرین‌شمالگان   | جنگل پهن‌برگ و مخلوط معتدله                           | جنگل‌های مدیترانه‌ای کریمه                                          | روسیه                               |
| قلمرو دیرین‌شمالگان   | جنگل پهن‌برگ و مخلوط معتدله                           | جنگل‌های مدیترانه‌ای کریمه                                          | اوکراین                             |
| قلمرو دیرین‌شمالگان   | جنگل پهن‌برگ و مخلوط معتدله                           | Daba Mountains evergreen forests                                  | چین                                 |
| قلمرو دیرین‌شمالگان   | جنگل پهن‌برگ و مخلوط معتدله                           | Dinaric Mountains mixed forests                                   | آلبانی                              |
| قلمرو دیرین‌شمالگان   | جنگل پهن‌برگ و مخلوط معتدله                           | Dinaric Mountains mixed forests                                   | بوسنی و هرزگوین                     |
| قلمرو دیرین‌شمالگان   | جنگل پهن‌برگ و مخلوط معتدله                           | Dinaric Mountains mixed forests                                   | کرواسی                              |
| قلمرو دیرین‌شمالگان   | جنگل پهن‌برگ و مخلوط معتدله                           | Dinaric Mountains mixed forests                                   | ایتالیا                             |
| قلمرو دیرین‌شمالگان   | جنگل پهن‌برگ و مخلوط معتدله                           | Dinaric Mountains mixed forests                                   | کوزوو                               |
| قلمرو دیرین‌شمالگان   | جنگل پهن‌برگ و مخلوط معتدله                           | Dinaric Mountains mixed forests                                   | مونته‌نگرو                           |
| قلمرو دیرین‌شمالگان   | جنگل پهن‌برگ و مخلوط معتدله                           | Dinaric Mountains mixed forests                                   | صربستان                             |
| قلمرو دیرین‌شمالگان   | جنگل پهن‌برگ و مخلوط معتدله                           | Dinaric Mountains mixed forests                                   | اسلوونی                             |
| قلمرو دیرین‌شمالگان   | جنگل پهن‌برگ و مخلوط معتدله                           | East European forest steppe                                       | بلغارستان                           |
| قلمرو دیرین‌شمالگان   | جنگل پهن‌برگ و مخلوط معتدله                           | East European forest steppe                                       | مولداوی                             |
| قلمرو دیرین‌شمالگان   | جنگل پهن‌برگ و مخلوط معتدله                           | East European forest steppe                                       | رومانی                              |
| قلمرو دیرین‌شمالگان   | جنگل پهن‌برگ و مخلوط معتدله                           | East European forest steppe                                       | روسیه                               |
| قلمرو دیرین‌شمالگان   | جنگل پهن‌برگ و مخلوط معتدله                           | East European forest steppe                                       | اوکراین                             |
| قلمرو دیرین‌شمالگان   | جنگل پهن‌برگ و مخلوط معتدله                           | جنگل‌های خزان‌دار آناتولی شرقی                                      | ترکیه                               |
| قلمرو دیرین‌شمالگان   | جنگل پهن‌برگ و مخلوط معتدله                           | English Lowlands beech forests                                    | بریتانیا                            |
| قلمرو دیرین‌شمالگان   | جنگل پهن‌برگ و مخلوط معتدله                           | جنگل‌های برگ‌ریز کوکسی–کولچیک                                       | بلغارستان                           |
| قلمرو دیرین‌شمالگان   | جنگل پهن‌برگ و مخلوط معتدله                           | جنگل‌های برگ‌ریز کوکسی–کولچیک                                       | گرجستان                             |
| قلمرو دیرین‌شمالگان   | جنگل پهن‌برگ و مخلوط معتدله                           | جنگل‌های برگ‌ریز کوکسی–کولچیک                                       | ترکیه                               |
| قلمرو دیرین‌شمالگان   | جنگل پهن‌برگ و مخلوط معتدله                           | Hokkaido deciduous forests                                        | ژاپن                                |
| قلمرو دیرین‌شمالگان   | جنگل پهن‌برگ و مخلوط معتدله                           | Huang He Plain mixed forests                                      | چین                                 |
| قلمرو دیرین‌شمالگان   | جنگل پهن‌برگ و مخلوط معتدله                           | Madeira evergreen forests                                         | پرتغال                              |
| قلمرو دیرین‌شمالگان   | جنگل پهن‌برگ و مخلوط معتدله                           | Manchurian mixed forests                                          | چین                                 |
| قلمرو دیرین‌شمالگان   | جنگل پهن‌برگ و مخلوط معتدله                           | Manchurian mixed forests                                          | کره شمالی                           |
| قلمرو دیرین‌شمالگان   | جنگل پهن‌برگ و مخلوط معتدله                           | Manchurian mixed forests                                          | کره جنوبی                           |
| قلمرو دیرین‌شمالگان   | جنگل پهن‌برگ و مخلوط معتدله                           | Manchurian mixed forests                                          | روسیه                               |
| قلمرو دیرین‌شمالگان   | جنگل پهن‌برگ و مخلوط معتدله                           | Nihonkai evergreen forests                                        | ژاپن                                |
| قلمرو دیرین‌شمالگان   | جنگل پهن‌برگ و مخلوط معتدله                           | Nihonkai montane deciduous forests                                | ژاپن                                |
| قلمرو دیرین‌شمالگان   | جنگل پهن‌برگ و مخلوط معتدله                           | North Atlantic moist mixed forests                                | جمهوری ایرلند                       |
| قلمرو دیرین‌شمالگان   | جنگل پهن‌برگ و مخلوط معتدله                           | North Atlantic moist mixed forests                                | بریتانیا                            |
| قلمرو دیرین‌شمالگان   | جنگل پهن‌برگ و مخلوط معتدله                           | Northeast China Plain deciduous forests                           | چین                                 |
| قلمرو دیرین‌شمالگان   | جنگل پهن‌برگ و مخلوط معتدله                           | Pannonian mixed forests                                           | اتریش                               |
| قلمرو دیرین‌شمالگان   | جنگل پهن‌برگ و مخلوط معتدله                           | Pannonian mixed forests                                           | بوسنی و هرزگوین                     |
| قلمرو دیرین‌شمالگان   | جنگل پهن‌برگ و مخلوط معتدله                           | Pannonian mixed forests                                           | کرواسی                              |
| قلمرو دیرین‌شمالگان   | جنگل پهن‌برگ و مخلوط معتدله                           | Pannonian mixed forests                                           | جمهوری چک                           |
| قلمرو دیرین‌شمالگان   | جنگل پهن‌برگ و مخلوط معتدله                           | Pannonian mixed forests                                           | مجارستان                            |
| قلمرو دیرین‌شمالگان   | جنگل پهن‌برگ و مخلوط معتدله                           | Pannonian mixed forests                                           | رومانی                              |
| قلمرو دیرین‌شمالگان   | جنگل پهن‌برگ و مخلوط معتدله                           | Pannonian mixed forests                                           | صربستان                             |
| قلمرو دیرین‌شمالگان   | جنگل پهن‌برگ و مخلوط معتدله                           | Pannonian mixed forests                                           | اسلواکی                             |
| قلمرو دیرین‌شمالگان   | جنگل پهن‌برگ و مخلوط معتدله                           | Pannonian mixed forests                                           | اسلوونی                             |
| قلمرو دیرین‌شمالگان   | جنگل پهن‌برگ و مخلوط معتدله                           | Pannonian mixed forests                                           | اوکراین                             |
| قلمرو دیرین‌شمالگان   | جنگل پهن‌برگ و مخلوط معتدله                           | جنگل‌های مخلوط حوضه پو                                             | ایتالیا                             |
| قلمرو دیرین‌شمالگان   | جنگل پهن‌برگ و مخلوط معتدله                           | Pyrenees conifer and mixed forests                                | آندورا                              |
| قلمرو دیرین‌شمالگان   | جنگل پهن‌برگ و مخلوط معتدله                           | Pyrenees conifer and mixed forests                                | فرانسه                              |
| قلمرو دیرین‌شمالگان   | جنگل پهن‌برگ و مخلوط معتدله                           | Pyrenees conifer and mixed forests                                | اسپانیا                             |
| قلمرو دیرین‌شمالگان   | جنگل پهن‌برگ و مخلوط معتدله                           | Qin Ling Mountains deciduous forests                              | چین                                 |
| قلمرو دیرین‌شمالگان   | جنگل پهن‌برگ و مخلوط معتدله                           | Rodope montane mixed forests                                      | بلغارستان                           |
| قلمرو دیرین‌شمالگان   | جنگل پهن‌برگ و مخلوط معتدله                           | Rodope montane mixed forests                                      | یونان                               |
| قلمرو دیرین‌شمالگان   | جنگل پهن‌برگ و مخلوط معتدله                           | Rodope montane mixed forests                                      | مقدونیه شمالی                       |
| قلمرو دیرین‌شمالگان   | جنگل پهن‌برگ و مخلوط معتدله                           | Rodope montane mixed forests                                      | صربستان                             |
| قلمرو دیرین‌شمالگان   | جنگل پهن‌برگ و مخلوط معتدله                           | جنگل‌های مخلوط سرماتیک                                             | بلاروس                              |
| قلمرو دیرین‌شمالگان   | جنگل پهن‌برگ و مخلوط معتدله                           | جنگل‌های مخلوط سرماتیک                                             | استونی                              |
| قلمرو دیرین‌شمالگان   | جنگل پهن‌برگ و مخلوط معتدله                           | جنگل‌های مخلوط سرماتیک                                             | فنلاند                              |
| قلمرو دیرین‌شمالگان   | جنگل پهن‌برگ و مخلوط معتدله                           | جنگل‌های مخلوط سرماتیک                                             | لتونی                               |
| قلمرو دیرین‌شمالگان   | جنگل پهن‌برگ و مخلوط معتدله                           | جنگل‌های مخلوط سرماتیک                                             | لیتوانی                             |
| قلمرو دیرین‌شمالگان   | جنگل پهن‌برگ و مخلوط معتدله                           | جنگل‌های مخلوط سرماتیک                                             | نروژ                                |
| قلمرو دیرین‌شمالگان   | جنگل پهن‌برگ و مخلوط معتدله                           | جنگل‌های مخلوط سرماتیک                                             | روسیه                               |
| قلمرو دیرین‌شمالگان   | جنگل پهن‌برگ و مخلوط معتدله                           | جنگل‌های مخلوط سرماتیک                                             | سوئد                                |
| قلمرو دیرین‌شمالگان   | جنگل پهن‌برگ و مخلوط معتدله                           | Sichuan Basin evergreen broadleaf forests                         | چین                                 |
| قلمرو دیرین‌شمالگان   | جنگل پهن‌برگ و مخلوط معتدله                           | South Sakhalin-Kurile mixed forests                               | ژاپن                                |
| قلمرو دیرین‌شمالگان   | جنگل پهن‌برگ و مخلوط معتدله                           | South Sakhalin-Kurile mixed forests                               | روسیه                               |
| قلمرو دیرین‌شمالگان   | جنگل پهن‌برگ و مخلوط معتدله                           | جنگل‌های همیشه‌سبز کره جنوبی                                        | کره جنوبی                           |
| قلمرو دیرین‌شمالگان   | جنگل پهن‌برگ و مخلوط معتدله                           | جنگل‌های همیشه‌سبز تایهییو                                          | ژاپن                                |
| قلمرو دیرین‌شمالگان   | جنگل پهن‌برگ و مخلوط معتدله                           | Taiheiyo montane deciduous forests                                | ژاپن                                |
| قلمرو دیرین‌شمالگان   | جنگل پهن‌برگ و مخلوط معتدله                           | Tarim Basin deciduous forests and steppe                          | چین                                 |
| قلمرو دیرین‌شمالگان   | جنگل پهن‌برگ و مخلوط معتدله                           | Ussuri broadleaf and mixed forests                                | روسیه                               |
| قلمرو دیرین‌شمالگان   | جنگل پهن‌برگ و مخلوط معتدله                           | West Siberian broadleaf and mixed forests                         | روسیه                               |
| قلمرو دیرین‌شمالگان   | جنگل پهن‌برگ و مخلوط معتدله                           | جنگل‌های پربرگ اروپای غربی                                         | اتریش                               |
| قلمرو دیرین‌شمالگان   | جنگل پهن‌برگ و مخلوط معتدله                           | جنگل‌های پربرگ اروپای غربی                                         | بلژیک                               |
| قلمرو دیرین‌شمالگان   | جنگل پهن‌برگ و مخلوط معتدله                           | جنگل‌های پربرگ اروپای غربی                                         | جمهوری چک                           |
| قلمرو دیرین‌شمالگان   | جنگل پهن‌برگ و مخلوط معتدله                           | جنگل‌های پربرگ اروپای غربی                                         | فرانسه                              |
| قلمرو دیرین‌شمالگان   | جنگل پهن‌برگ و مخلوط معتدله                           | جنگل‌های پربرگ اروپای غربی                                         | آلمان                               |
| قلمرو دیرین‌شمالگان   | جنگل پهن‌برگ و مخلوط معتدله                           | جنگل‌های پربرگ اروپای غربی                                         | لیختن‌اشتاین                         |
| قلمرو دیرین‌شمالگان   | جنگل پهن‌برگ و مخلوط معتدله                           | جنگل‌های پربرگ اروپای غربی                                         | لوکزامبورگ                          |
| قلمرو دیرین‌شمالگان   | جنگل پهن‌برگ و مخلوط معتدله                           | جنگل‌های پربرگ اروپای غربی                                         | لهستان                              |
| قلمرو دیرین‌شمالگان   | جنگل پهن‌برگ و مخلوط معتدله                           | جنگل‌های پربرگ اروپای غربی                                         | سوئیس                               |
| قلمرو دیرین‌شمالگان   | جنگل پهن‌برگ و مخلوط معتدله                           | استپ جنگلی کوه‌های زاگرس                                           | ایران                               |
| قلمرو دیرین‌شمالگان   | جنگل پهن‌برگ و مخلوط معتدله                           | استپ جنگلی کوه‌های زاگرس                                           | عراق                                |
| قلمرو دیرین‌شمالگان   | جنگل پهن‌برگ و مخلوط معتدله                           | استپ جنگلی کوه‌های زاگرس                                           | ترکیه                               |
| قلمرو دیرین‌شمالگان   | جنگل سوزنی‌برگ معتدله                                 | Alps conifer and mixed forests                                    | اتریش                               |
| قلمرو دیرین‌شمالگان   | جنگل سوزنی‌برگ معتدله                                 | Alps conifer and mixed forests                                    | فرانسه                              |
| قلمرو دیرین‌شمالگان   | جنگل سوزنی‌برگ معتدله                                 | Alps conifer and mixed forests                                    | آلمان                               |
| قلمرو دیرین‌شمالگان   | جنگل سوزنی‌برگ معتدله                                 | Alps conifer and mixed forests                                    | ایتالیا                             |
| قلمرو دیرین‌شمالگان   | جنگل سوزنی‌برگ معتدله                                 | Alps conifer and mixed forests                                    | لیختن‌اشتاین                         |
| قلمرو دیرین‌شمالگان   | جنگل سوزنی‌برگ معتدله                                 | Alps conifer and mixed forests                                    | اسلوونی                             |
| قلمرو دیرین‌شمالگان   | جنگل سوزنی‌برگ معتدله                                 | Alps conifer and mixed forests                                    | سوئیس                               |
| قلمرو دیرین‌شمالگان   | جنگل سوزنی‌برگ معتدله                                 | Altai montane forest and forest steppe                            | چین                                 |
| قلمرو دیرین‌شمالگان   | جنگل سوزنی‌برگ معتدله                                 | Altai montane forest and forest steppe                            | قزاقستان                            |
| قلمرو دیرین‌شمالگان   | جنگل سوزنی‌برگ معتدله                                 | Altai montane forest and forest steppe                            | مغولستان                            |
| قلمرو دیرین‌شمالگان   | جنگل سوزنی‌برگ معتدله                                 | Altai montane forest and forest steppe                            | روسیه                               |
| قلمرو دیرین‌شمالگان   | جنگل سوزنی‌برگ معتدله                                 | Caledon conifer forests                                           | بریتانیا                            |
| قلمرو دیرین‌شمالگان   | جنگل سوزنی‌برگ معتدله                                 | Carpathian montane conifer forests                                | جمهوری چک                           |
| قلمرو دیرین‌شمالگان   | جنگل سوزنی‌برگ معتدله                                 | Carpathian montane conifer forests                                | لهستان                              |
| قلمرو دیرین‌شمالگان   | جنگل سوزنی‌برگ معتدله                                 | Carpathian montane conifer forests                                | رومانی                              |
| قلمرو دیرین‌شمالگان   | جنگل سوزنی‌برگ معتدله                                 | Carpathian montane conifer forests                                | اسلواکی                             |
| قلمرو دیرین‌شمالگان   | جنگل سوزنی‌برگ معتدله                                 | Carpathian montane conifer forests                                | اوکراین                             |
| قلمرو دیرین‌شمالگان   | جنگل سوزنی‌برگ معتدله                                 | Da Hinggan–Dzhagdy Mountains conifer forests                      | چین                                 |
| قلمرو دیرین‌شمالگان   | جنگل سوزنی‌برگ معتدله                                 | Da Hinggan–Dzhagdy Mountains conifer forests                      | روسیه                               |
| قلمرو دیرین‌شمالگان   | جنگل سوزنی‌برگ معتدله                                 | جنگل‌های مخروطی کوهستانی شرق افغانستان                             | افغانستان                           |
| قلمرو دیرین‌شمالگان   | جنگل سوزنی‌برگ معتدله                                 | جنگل‌های مخروطی کوهستانی شرق افغانستان                             | پاکستان                             |
| قلمرو دیرین‌شمالگان   | جنگل سوزنی‌برگ معتدله                                 | استپ جنگلی رشته‌کوه البرز                                          | ایران                               |
| قلمرو دیرین‌شمالگان   | جنگل سوزنی‌برگ معتدله                                 | Helanshan montane conifer forests                                 | چین                                 |
| قلمرو دیرین‌شمالگان   | جنگل سوزنی‌برگ معتدله                                 | کوه‌های هندوآن جنگل‌های مخروطی زیرالپین                             | چین                                 |
| قلمرو دیرین‌شمالگان   | جنگل سوزنی‌برگ معتدله                                 | Hokkaido montane conifer forests                                  | ژاپن                                |
| قلمرو دیرین‌شمالگان   | جنگل سوزنی‌برگ معتدله                                 | جنگل‌های کوهستانی هونشو                                            | ژاپن                                |
| قلمرو دیرین‌شمالگان   | جنگل سوزنی‌برگ معتدله                                 | Khangai Mountains conifer forests                                 | مغولستان                            |
| قلمرو دیرین‌شمالگان   | جنگل سوزنی‌برگ معتدله                                 | Mediterranean conifer and mixed forests                           | الجزایر                             |
| قلمرو دیرین‌شمالگان   | جنگل سوزنی‌برگ معتدله                                 | Mediterranean conifer and mixed forests                           | مراکش                               |
| قلمرو دیرین‌شمالگان   | جنگل سوزنی‌برگ معتدله                                 | Mediterranean conifer and mixed forests                           | تونس                                |
| قلمرو دیرین‌شمالگان   | جنگل سوزنی‌برگ معتدله                                 | Northeastern Himalayan subalpine conifer forests                  | بوتان (کشور)                        |
| قلمرو دیرین‌شمالگان   | جنگل سوزنی‌برگ معتدله                                 | Northeastern Himalayan subalpine conifer forests                  | چین                                 |
| قلمرو دیرین‌شمالگان   | جنگل سوزنی‌برگ معتدله                                 | Northeastern Himalayan subalpine conifer forests                  | هند                                 |
| قلمرو دیرین‌شمالگان   | جنگل سوزنی‌برگ معتدله                                 | جنگل‌های کوهستانی آناتولی شمالی                                    | ترکیه                               |
| قلمرو دیرین‌شمالگان   | جنگل سوزنی‌برگ معتدله                                 | Nujiang Lancang Gorge alpine conifer and mixed forests            | چین                                 |
| قلمرو دیرین‌شمالگان   | جنگل سوزنی‌برگ معتدله                                 | Nujiang Lancang Gorge alpine conifer and mixed forests            | میانمار                             |
| قلمرو دیرین‌شمالگان   | جنگل سوزنی‌برگ معتدله                                 | Qilian Mountains conifer forests                                  | چین                                 |
| قلمرو دیرین‌شمالگان   | جنگل سوزنی‌برگ معتدله                                 | Qionglai–Minshan conifer forests                                  | چین                                 |
| قلمرو دیرین‌شمالگان   | جنگل سوزنی‌برگ معتدله                                 | Sayan montane conifer forests                                     | مغولستان                            |
| قلمرو دیرین‌شمالگان   | جنگل سوزنی‌برگ معتدله                                 | Sayan montane conifer forests                                     | روسیه                               |
| قلمرو دیرین‌شمالگان   | جنگل سوزنی‌برگ معتدله                                 | جنگل‌های سوزنی‌برگ ساحلی اسکاندیناوی                                | نروژ                                |
| قلمرو دیرین‌شمالگان   | جنگل سوزنی‌برگ معتدله                                 | Tian Shan montane conifer forests                                 | چین                                 |
| قلمرو دیرین‌شمالگان   | جنگل سوزنی‌برگ معتدله                                 | Tian Shan montane conifer forests                                 | قزاقستان                            |
| قلمرو دیرین‌شمالگان   | جنگل سوزنی‌برگ معتدله                                 | Tian Shan montane conifer forests                                 | قرقیزستان                           |
| قلمرو دیرین‌شمالگان   | تایگا                                                | تایگای سیبری شرقی                                                 | روسیه                               |
| قلمرو دیرین‌شمالگان   | تایگا                                                | Iceland boreal birch forests and alpine tundra                    | ایسلند                              |
| قلمرو دیرین‌شمالگان   | تایگا                                                | Kamchatka–Kurile meadows and sparse forests                       | روسیه                               |
| قلمرو دیرین‌شمالگان   | تایگا                                                | Kamchatka–Kurile taiga                                            | روسیه                               |
| قلمرو دیرین‌شمالگان   | تایگا                                                | Northeast Siberian taiga                                          | روسیه                               |
| قلمرو دیرین‌شمالگان   | تایگا                                                | Okhotsk–Manchurian taiga                                          | روسیه                               |
| قلمرو دیرین‌شمالگان   | تایگا                                                | Sakhalin Island taiga                                             | روسیه                               |
| قلمرو دیرین‌شمالگان   | تایگا                                                | تایگای اسکاندیناوی و روسیه                                        | فنلاند                              |
| قلمرو دیرین‌شمالگان   | تایگا                                                | تایگای اسکاندیناوی و روسیه                                        | نروژ                                |
| قلمرو دیرین‌شمالگان   | تایگا                                                | تایگای اسکاندیناوی و روسیه                                        | روسیه                               |
| قلمرو دیرین‌شمالگان   | تایگا                                                | تایگای اسکاندیناوی و روسیه                                        | سوئد                                |
| قلمرو دیرین‌شمالگان   | تایگا                                                | Trans-Baikal conifer forests                                      | مغولستان                            |
| قلمرو دیرین‌شمالگان   | تایگا                                                | Trans-Baikal conifer forests                                      | روسیه                               |
| قلمرو دیرین‌شمالگان   | تایگا                                                | Urals montane tundra and taiga                                    | روسیه                               |
| قلمرو دیرین‌شمالگان   | تایگا                                                | تایگای سیبری غربی                                                 | روسیه                               |
| قلمرو دیرین‌شمالگان   | علفزارها، گرم‌دشت‌ها و درختچه‌زارهای معتدله             | Alai–Western Tian Shan steppe                                     | قرقیزستان                           |
| قلمرو دیرین‌شمالگان   | علفزارها، گرم‌دشت‌ها و درختچه‌زارهای معتدله             | Alai–Western Tian Shan steppe                                     | روسیه                               |
| قلمرو دیرین‌شمالگان   | علفزارها، گرم‌دشت‌ها و درختچه‌زارهای معتدله             | Alai–Western Tian Shan steppe                                     | تاجیکستان                           |
| قلمرو دیرین‌شمالگان   | علفزارها، گرم‌دشت‌ها و درختچه‌زارهای معتدله             | Alai–Western Tian Shan steppe                                     | ترکمنستان                           |
| قلمرو دیرین‌شمالگان   | علفزارها، گرم‌دشت‌ها و درختچه‌زارهای معتدله             | Alai–Western Tian Shan steppe                                     | ازبکستان                            |
| قلمرو دیرین‌شمالگان   | علفزارها، گرم‌دشت‌ها و درختچه‌زارهای معتدله             | Altai steppe and semi-desert                                      | چین                                 |
| قلمرو دیرین‌شمالگان   | علفزارها، گرم‌دشت‌ها و درختچه‌زارهای معتدله             | Altai steppe and semi-desert                                      | قزاقستان                            |
| قلمرو دیرین‌شمالگان   | علفزارها، گرم‌دشت‌ها و درختچه‌زارهای معتدله             | Central Anatolian steppe                                          | ترکیه                               |
| قلمرو دیرین‌شمالگان   | علفزارها، گرم‌دشت‌ها و درختچه‌زارهای معتدله             | Daurian forest steppe                                             | چین                                 |
| قلمرو دیرین‌شمالگان   | علفزارها، گرم‌دشت‌ها و درختچه‌زارهای معتدله             | Daurian forest steppe                                             | مغولستان                            |
| قلمرو دیرین‌شمالگان   | علفزارها، گرم‌دشت‌ها و درختچه‌زارهای معتدله             | Daurian forest steppe                                             | روسیه                               |
| قلمرو دیرین‌شمالگان   | علفزارها، گرم‌دشت‌ها و درختچه‌زارهای معتدله             | استپ کوهستانی آناتولی شرقی                                        | ارمنستان                            |
| قلمرو دیرین‌شمالگان   | علفزارها، گرم‌دشت‌ها و درختچه‌زارهای معتدله             | استپ کوهستانی آناتولی شرقی                                        | جمهوری آذربایجان                    |
| قلمرو دیرین‌شمالگان   | علفزارها، گرم‌دشت‌ها و درختچه‌زارهای معتدله             | استپ کوهستانی آناتولی شرقی                                        | گرجستان                             |
| قلمرو دیرین‌شمالگان   | علفزارها، گرم‌دشت‌ها و درختچه‌زارهای معتدله             | استپ کوهستانی آناتولی شرقی                                        | ایران                               |
| قلمرو دیرین‌شمالگان   | علفزارها، گرم‌دشت‌ها و درختچه‌زارهای معتدله             | استپ کوهستانی آناتولی شرقی                                        | ترکیه                               |
| قلمرو دیرین‌شمالگان   | علفزارها، گرم‌دشت‌ها و درختچه‌زارهای معتدله             | دره امین                                                          | چین                                 |
| قلمرو دیرین‌شمالگان   | علفزارها، گرم‌دشت‌ها و درختچه‌زارهای معتدله             | دره امین                                                          | قزاقستان                            |
| قلمرو دیرین‌شمالگان   | علفزارها، گرم‌دشت‌ها و درختچه‌زارهای معتدله             | Faroe Islands boreal grasslands                                   | جزایر فارو                          |
| قلمرو دیرین‌شمالگان   | علفزارها، گرم‌دشت‌ها و درختچه‌زارهای معتدله             | Gissaro–Alai open woodlands                                       | افغانستان                           |
| قلمرو دیرین‌شمالگان   | علفزارها، گرم‌دشت‌ها و درختچه‌زارهای معتدله             | Gissaro–Alai open woodlands                                       | قزاقستان                            |
| قلمرو دیرین‌شمالگان   | علفزارها، گرم‌دشت‌ها و درختچه‌زارهای معتدله             | Gissaro–Alai open woodlands                                       | قرقیزستان                           |
| قلمرو دیرین‌شمالگان   | علفزارها، گرم‌دشت‌ها و درختچه‌زارهای معتدله             | Gissaro–Alai open woodlands                                       | تاجیکستان                           |
| قلمرو دیرین‌شمالگان   | علفزارها، گرم‌دشت‌ها و درختچه‌زارهای معتدله             | Gissaro–Alai open woodlands                                       | ازبکستان                            |
| قلمرو دیرین‌شمالگان   | علفزارها، گرم‌دشت‌ها و درختچه‌زارهای معتدله             | Kazakh forest steppe                                              | قزاقستان                            |
| قلمرو دیرین‌شمالگان   | علفزارها، گرم‌دشت‌ها و درختچه‌زارهای معتدله             | Kazakh forest steppe                                              | روسیه                               |
| قلمرو دیرین‌شمالگان   | علفزارها، گرم‌دشت‌ها و درختچه‌زارهای معتدله             | استپ قزاقستان                                                     | قزاقستان                            |
| قلمرو دیرین‌شمالگان   | علفزارها، گرم‌دشت‌ها و درختچه‌زارهای معتدله             | استپ قزاقستان                                                     | روسیه                               |
| قلمرو دیرین‌شمالگان   | علفزارها، گرم‌دشت‌ها و درختچه‌زارهای معتدله             | بلندی‌های قزاق                                                     | قزاقستان                            |
| قلمرو دیرین‌شمالگان   | علفزارها، گرم‌دشت‌ها و درختچه‌زارهای معتدله             | Mongolian–Manchurian grassland                                    | چین                                 |
| قلمرو دیرین‌شمالگان   | علفزارها، گرم‌دشت‌ها و درختچه‌زارهای معتدله             | Mongolian–Manchurian grassland                                    | مغولستان                            |
| قلمرو دیرین‌شمالگان   | علفزارها، گرم‌دشت‌ها و درختچه‌زارهای معتدله             | Mongolian–Manchurian grassland                                    | روسیه                               |
| قلمرو دیرین‌شمالگان   | علفزارها، گرم‌دشت‌ها و درختچه‌زارهای معتدله             | سبزدشت پونتی‌خزری                                                  | بلغارستان                           |
| قلمرو دیرین‌شمالگان   | علفزارها، گرم‌دشت‌ها و درختچه‌زارهای معتدله             | سبزدشت پونتی‌خزری                                                  | قزاقستان                            |
| قلمرو دیرین‌شمالگان   | علفزارها، گرم‌دشت‌ها و درختچه‌زارهای معتدله             | سبزدشت پونتی‌خزری                                                  | مولداوی                             |
| قلمرو دیرین‌شمالگان   | علفزارها، گرم‌دشت‌ها و درختچه‌زارهای معتدله             | سبزدشت پونتی‌خزری                                                  | رومانی                              |
| قلمرو دیرین‌شمالگان   | علفزارها، گرم‌دشت‌ها و درختچه‌زارهای معتدله             | سبزدشت پونتی‌خزری                                                  | روسیه                               |
| قلمرو دیرین‌شمالگان   | علفزارها، گرم‌دشت‌ها و درختچه‌زارهای معتدله             | سبزدشت پونتی‌خزری                                                  | اوکراین                             |
| قلمرو دیرین‌شمالگان   | علفزارها، گرم‌دشت‌ها و درختچه‌زارهای معتدله             | Sayan Intermontane steppe                                         | مغولستان                            |
| قلمرو دیرین‌شمالگان   | علفزارها، گرم‌دشت‌ها و درختچه‌زارهای معتدله             | Sayan Intermontane steppe                                         | روسیه                               |
| قلمرو دیرین‌شمالگان   | علفزارها، گرم‌دشت‌ها و درختچه‌زارهای معتدله             | Selenge–Orkhon forest steppe                                      | مغولستان                            |
| قلمرو دیرین‌شمالگان   | علفزارها، گرم‌دشت‌ها و درختچه‌زارهای معتدله             | Selenge–Orkhon forest steppe                                      | روسیه                               |
| قلمرو دیرین‌شمالگان   | علفزارها، گرم‌دشت‌ها و درختچه‌زارهای معتدله             | South Siberian forest steppe                                      | روسیه                               |
| قلمرو دیرین‌شمالگان   | علفزارها، گرم‌دشت‌ها و درختچه‌زارهای معتدله             | استپ خاورمیانه                                                    | عراق                                |
| قلمرو دیرین‌شمالگان   | علفزارها، گرم‌دشت‌ها و درختچه‌زارهای معتدله             | استپ خاورمیانه                                                    | اردن                                |
| قلمرو دیرین‌شمالگان   | علفزارها، گرم‌دشت‌ها و درختچه‌زارهای معتدله             | استپ خاورمیانه                                                    | سوریه                               |
| قلمرو دیرین‌شمالگان   | علفزارها، گرم‌دشت‌ها و درختچه‌زارهای معتدله             | Tian Shan foothill arid steppe                                    | چین                                 |
| قلمرو دیرین‌شمالگان   | علفزارها، گرم‌دشت‌ها و درختچه‌زارهای معتدله             | Tian Shan foothill arid steppe                                    | قزاقستان                            |
| قلمرو دیرین‌شمالگان   | علفزارها، گرم‌دشت‌ها و درختچه‌زارهای معتدله             | Tian Shan foothill arid steppe                                    | قرقیزستان                           |
| قلمرو دیرین‌شمالگان   | علفزارها و گرم‌دشت‌های سیلابی                          | Amur meadow steppe                                                | چین                                 |
| قلمرو دیرین‌شمالگان   | علفزارها و گرم‌دشت‌های سیلابی                          | Amur meadow steppe                                                | روسیه                               |
| قلمرو دیرین‌شمالگان   | علفزارها و گرم‌دشت‌های سیلابی                          | Bohai Sea saline meadow                                           | چین                                 |
| قلمرو دیرین‌شمالگان   | علفزارها و گرم‌دشت‌های سیلابی                          | Nenjiang River grassland                                          | چین                                 |
| قلمرو دیرین‌شمالگان   | علفزارها و گرم‌دشت‌های سیلابی                          | Nile Delta flooded savanna                                        | مصر                                 |
| قلمرو دیرین‌شمالگان   | علفزارها و گرم‌دشت‌های سیلابی                          | Saharan halophytics                                               | الجزایر                             |
| قلمرو دیرین‌شمالگان   | علفزارها و گرم‌دشت‌های سیلابی                          | Saharan halophytics                                               | مصر                                 |
| قلمرو دیرین‌شمالگان   | علفزارها و گرم‌دشت‌های سیلابی                          | Saharan halophytics                                               | لیبی                                |
| قلمرو دیرین‌شمالگان   | علفزارها و گرم‌دشت‌های سیلابی                          | Saharan halophytics                                               | موریتانی                            |
| قلمرو دیرین‌شمالگان   | علفزارها و گرم‌دشت‌های سیلابی                          | Saharan halophytics                                               | تونس                                |
| قلمرو دیرین‌شمالگان   | علفزارها و گرم‌دشت‌های سیلابی                          | Saharan halophytics                                               | صحرای غربی                          |
| قلمرو دیرین‌شمالگان   | علفزارها و گرم‌دشت‌های سیلابی                          | Suiphun–Khanka meadows and forest meadows                         | چین                                 |
| قلمرو دیرین‌شمالگان   | علفزارها و گرم‌دشت‌های سیلابی                          | Suiphun–Khanka meadows and forest meadows                         | روسیه                               |
| قلمرو دیرین‌شمالگان   | علفزارها و گرم‌دشت‌های سیلابی                          | مرداب‌های بین‌النهرین                                               | ایران                               |
| قلمرو دیرین‌شمالگان   | علفزارها و گرم‌دشت‌های سیلابی                          | مرداب‌های بین‌النهرین                                               | عراق                                |
| قلمرو دیرین‌شمالگان   | علفزارها و گرم‌دشت‌های سیلابی                          | Yellow Sea saline meadow                                          | چین                                 |
| قلمرو دیرین‌شمالگان   | علفزارها و درختچه‌زارهای کوهستانی                     | Altai alpine meadow and tundra                                    | چین                                 |
| قلمرو دیرین‌شمالگان   | علفزارها و درختچه‌زارهای کوهستانی                     | Altai alpine meadow and tundra                                    | قزاقستان                            |
| قلمرو دیرین‌شمالگان   | علفزارها و درختچه‌زارهای کوهستانی                     | Altai alpine meadow and tundra                                    | مغولستان                            |
| قلمرو دیرین‌شمالگان   | علفزارها و درختچه‌زارهای کوهستانی                     | Altai alpine meadow and tundra                                    | روسیه                               |
| قلمرو دیرین‌شمالگان   | علفزارها و درختچه‌زارهای کوهستانی                     | Central Tibetan Plateau alpine steppe                             | چین                                 |
| قلمرو دیرین‌شمالگان   | علفزارها و درختچه‌زارهای کوهستانی                     | Central Tibetan Plateau alpine steppe                             | هند                                 |
| قلمرو دیرین‌شمالگان   | علفزارها و درختچه‌زارهای کوهستانی                     | Eastern Himalayan alpine shrub and meadows                        | بوتان (کشور)                        |
| قلمرو دیرین‌شمالگان   | علفزارها و درختچه‌زارهای کوهستانی                     | Eastern Himalayan alpine shrub and meadows                        | چین                                 |
| قلمرو دیرین‌شمالگان   | علفزارها و درختچه‌زارهای کوهستانی                     | Eastern Himalayan alpine shrub and meadows                        | هند                                 |
| قلمرو دیرین‌شمالگان   | علفزارها و درختچه‌زارهای کوهستانی                     | Eastern Himalayan alpine shrub and meadows                        | میانمار                             |
| قلمرو دیرین‌شمالگان   | علفزارها و درختچه‌زارهای کوهستانی                     | Eastern Himalayan alpine shrub and meadows                        | نپال                                |
| قلمرو دیرین‌شمالگان   | علفزارها و درختچه‌زارهای کوهستانی                     | چمنزار کوهستانی غورات – هزاره‌جات                                  | افغانستان                           |
| قلمرو دیرین‌شمالگان   | علفزارها و درختچه‌زارهای کوهستانی                     | Hindu Kush alpine meadow                                          | افغانستان                           |
| قلمرو دیرین‌شمالگان   | علفزارها و درختچه‌زارهای کوهستانی                     | Karakoram–West Tibetan Plateau alpine steppe                      | افغانستان                           |
| قلمرو دیرین‌شمالگان   | علفزارها و درختچه‌زارهای کوهستانی                     | Karakoram–West Tibetan Plateau alpine steppe                      | چین                                 |
| قلمرو دیرین‌شمالگان   | علفزارها و درختچه‌زارهای کوهستانی                     | Karakoram–West Tibetan Plateau alpine steppe                      | هند                                 |
| قلمرو دیرین‌شمالگان   | علفزارها و درختچه‌زارهای کوهستانی                     | Karakoram–West Tibetan Plateau alpine steppe                      | پاکستان                             |
| قلمرو دیرین‌شمالگان   | علفزارها و درختچه‌زارهای کوهستانی                     | Khangai Mountains alpine meadow                                   | مغولستان                            |
| قلمرو دیرین‌شمالگان   | علفزارها و درختچه‌زارهای کوهستانی                     | استپ جنگلی و درختزارهای کپه‌داغ                                    | ایران                               |
| قلمرو دیرین‌شمالگان   | علفزارها و درختچه‌زارهای کوهستانی                     | استپ جنگلی و درختزارهای کپه‌داغ                                    | ترکمنستان                           |
| قلمرو دیرین‌شمالگان   | علفزارها و درختچه‌زارهای کوهستانی                     | درختزارهای کوهستانی کوه رود و شرق ایران                           | ایران                               |
| قلمرو دیرین‌شمالگان   | علفزارها و درختچه‌زارهای کوهستانی                     | درختزارهای کوهستانی کوه رود و شرق ایران                           | پاکستان                             |
| قلمرو دیرین‌شمالگان   | علفزارها و درختچه‌زارهای کوهستانی                     | Mediterranean High Atlas juniper steppe                           | مراکش                               |
| قلمرو دیرین‌شمالگان   | علفزارها و درختچه‌زارهای کوهستانی                     | North Tibetan Plateau–Kunlun Mountains alpine desert              | چین                                 |
| قلمرو دیرین‌شمالگان   | علفزارها و درختچه‌زارهای کوهستانی                     | Northwestern Himalayan alpine shrub and meadows                   | افغانستان                           |
| قلمرو دیرین‌شمالگان   | علفزارها و درختچه‌زارهای کوهستانی                     | Northwestern Himalayan alpine shrub and meadows                   | چین                                 |
| قلمرو دیرین‌شمالگان   | علفزارها و درختچه‌زارهای کوهستانی                     | Northwestern Himalayan alpine shrub and meadows                   | هند                                 |
| قلمرو دیرین‌شمالگان   | علفزارها و درختچه‌زارهای کوهستانی                     | Northwestern Himalayan alpine shrub and meadows                   | پاکستان                             |
| قلمرو دیرین‌شمالگان   | علفزارها و درختچه‌زارهای کوهستانی                     | بیابان اردوس                                                      | چین                                 |
| قلمرو دیرین‌شمالگان   | علفزارها و درختچه‌زارهای کوهستانی                     | Pamir alpine desert and tundra                                    | افغانستان                           |
| قلمرو دیرین‌شمالگان   | علفزارها و درختچه‌زارهای کوهستانی                     | Pamir alpine desert and tundra                                    | چین                                 |
| قلمرو دیرین‌شمالگان   | علفزارها و درختچه‌زارهای کوهستانی                     | Pamir alpine desert and tundra                                    | قرقیزستان                           |
| قلمرو دیرین‌شمالگان   | علفزارها و درختچه‌زارهای کوهستانی                     | Pamir alpine desert and tundra                                    | تاجیکستان                           |
| قلمرو دیرین‌شمالگان   | علفزارها و درختچه‌زارهای کوهستانی                     | Qilian Mountains subalpine meadows                                | چین                                 |
| قلمرو دیرین‌شمالگان   | علفزارها و درختچه‌زارهای کوهستانی                     | Sayan alpine meadows and tundra                                   | مغولستان                            |
| قلمرو دیرین‌شمالگان   | علفزارها و درختچه‌زارهای کوهستانی                     | Sayan alpine meadows and tundra                                   | روسیه                               |
| قلمرو دیرین‌شمالگان   | علفزارها و درختچه‌زارهای کوهستانی                     | Southeast Tibet shrub and meadows                                 | چین                                 |
| قلمرو دیرین‌شمالگان   | علفزارها و درختچه‌زارهای کوهستانی                     | Sulaiman Range alpine meadows                                     | چین                                 |
| قلمرو دیرین‌شمالگان   | علفزارها و درختچه‌زارهای کوهستانی                     | Tian Shan montane steppe and meadows                              | افغانستان                           |
| قلمرو دیرین‌شمالگان   | علفزارها و درختچه‌زارهای کوهستانی                     | Tian Shan montane steppe and meadows                              | قرقیزستان                           |
| قلمرو دیرین‌شمالگان   | علفزارها و درختچه‌زارهای کوهستانی                     | Tian Shan montane steppe and meadows                              | پاکستان                             |
| قلمرو دیرین‌شمالگان   | علفزارها و درختچه‌زارهای کوهستانی                     | Tibetan Plateau alpine shrublands and meadows                     | چین                                 |
| قلمرو دیرین‌شمالگان   | علفزارها و درختچه‌زارهای کوهستانی                     | Western Himalayan alpine shrub and meadows                        | چین                                 |
| قلمرو دیرین‌شمالگان   | علفزارها و درختچه‌زارهای کوهستانی                     | Western Himalayan alpine shrub and meadows                        | هند                                 |
| قلمرو دیرین‌شمالگان   | علفزارها و درختچه‌زارهای کوهستانی                     | Western Himalayan alpine shrub and meadows                        | نپال                                |
| قلمرو دیرین‌شمالگان   | علفزارها و درختچه‌زارهای کوهستانی                     | Yarlung Zambo arid steppe                                         | چین                                 |
| قلمرو دیرین‌شمالگان   | توندرا                                               | Arctic desert                                                     | روسیه                               |
| قلمرو دیرین‌شمالگان   | توندرا                                               | Arctic desert                                                     | سوالبارد و یان ماین                 |
| قلمرو دیرین‌شمالگان   | توندرا                                               | Bering tundra                                                     | روسیه                               |
| قلمرو دیرین‌شمالگان   | توندرا                                               | Cherskii–Kolyma mountain tundra                                   | روسیه                               |
| قلمرو دیرین‌شمالگان   | توندرا                                               | Chukchi Peninsula tundra                                          | روسیه                               |
| قلمرو دیرین‌شمالگان   | توندرا                                               | Kamchatka Mountain tundra and forest tundra                       | روسیه                               |
| قلمرو دیرین‌شمالگان   | توندرا                                               | Kola Peninsula tundra                                             | نروژ                                |
| قلمرو دیرین‌شمالگان   | توندرا                                               | Kola Peninsula tundra                                             | روسیه                               |
| قلمرو دیرین‌شمالگان   | توندرا                                               | توندرای ساحلی شمال‌شرقی سیبری                                      | روسیه                               |
| قلمرو دیرین‌شمالگان   | توندرا                                               | Northwest Russian–Novaya Zemlya tundra                            | روسیه                               |
| قلمرو دیرین‌شمالگان   | توندرا                                               | جزایر سیبری نو                                                    | روسیه                               |
| قلمرو دیرین‌شمالگان   | توندرا                                               | جنگل کوهستانی اسکاندیناوی                                         | فنلاند                              |
| قلمرو دیرین‌شمالگان   | توندرا                                               | جنگل کوهستانی اسکاندیناوی                                         | نروژ                                |
| قلمرو دیرین‌شمالگان   | توندرا                                               | جنگل کوهستانی اسکاندیناوی                                         | سوئد                                |
| قلمرو دیرین‌شمالگان   | توندرا                                               | Taimyr–Central Siberian tundra                                    | روسیه                               |
| قلمرو دیرین‌شمالگان   | توندرا                                               | Trans-Baikal Bald Mountain tundra                                 | روسیه                               |
| قلمرو دیرین‌شمالگان   | توندرا                                               | جزیره ورانگل                                                      | روسیه                               |
| قلمرو دیرین‌شمالگان   | توندرا                                               | Yamalagydanskaja tundra                                           | روسیه                               |
| قلمرو دیرین‌شمالگان   | جنگل‌ها، درختزارها و بوته‌زارهای مدیترانه‌ای            | Aegean and Western Turkey sclerophyllous and mixed forests        | آلبانی                              |
| قلمرو دیرین‌شمالگان   | جنگل‌ها، درختزارها و بوته‌زارهای مدیترانه‌ای            | Aegean and Western Turkey sclerophyllous and mixed forests        | بلغارستان                           |
| قلمرو دیرین‌شمالگان   | جنگل‌ها، درختزارها و بوته‌زارهای مدیترانه‌ای            | Aegean and Western Turkey sclerophyllous and mixed forests        | یونان                               |
| قلمرو دیرین‌شمالگان   | جنگل‌ها، درختزارها و بوته‌زارهای مدیترانه‌ای            | Aegean and Western Turkey sclerophyllous and mixed forests        | مقدونیه شمالی                       |
| قلمرو دیرین‌شمالگان   | جنگل‌ها، درختزارها و بوته‌زارهای مدیترانه‌ای            | Aegean and Western Turkey sclerophyllous and mixed forests        | ترکیه                               |
| قلمرو دیرین‌شمالگان   | جنگل‌ها، درختزارها و بوته‌زارهای مدیترانه‌ای            | جنگل‌های مخلوط خزان‌دار و سوزنی‌برگ آناتولی                          | ترکیه                               |
| قلمرو دیرین‌شمالگان   | جنگل‌ها، درختزارها و بوته‌زارهای مدیترانه‌ای            | Canary Islands dry woodlands and forests                          | اسپانیا                             |
| قلمرو دیرین‌شمالگان   | جنگل‌ها، درختزارها و بوته‌زارهای مدیترانه‌ای            | Corsican montane broadleaf and mixed forests                      | فرانسه                              |
| قلمرو دیرین‌شمالگان   | جنگل‌ها، درختزارها و بوته‌زارهای مدیترانه‌ای            | Crete Mediterranean forests                                       | یونان                               |
| قلمرو دیرین‌شمالگان   | جنگل‌ها، درختزارها و بوته‌زارهای مدیترانه‌ای            | Cyprus Mediterranean forests                                      | آکراتاری و داکیلیا                  |
| قلمرو دیرین‌شمالگان   | جنگل‌ها، درختزارها و بوته‌زارهای مدیترانه‌ای            | Cyprus Mediterranean forests                                      | قبرس                                |
| قلمرو دیرین‌شمالگان   | جنگل‌ها، درختزارها و بوته‌زارهای مدیترانه‌ای            | جنگل‌های سوزنی‌برگ–سخت‌برگ–پهن‌برگ مدیترانه شرقی                      | عراق                                |
| قلمرو دیرین‌شمالگان   | جنگل‌ها، درختزارها و بوته‌زارهای مدیترانه‌ای            | جنگل‌های سوزنی‌برگ–سخت‌برگ–پهن‌برگ مدیترانه شرقی                      | اسرائیل                             |
| قلمرو دیرین‌شمالگان   | جنگل‌ها، درختزارها و بوته‌زارهای مدیترانه‌ای            | جنگل‌های سوزنی‌برگ–سخت‌برگ–پهن‌برگ مدیترانه شرقی                      | اردن                                |
| قلمرو دیرین‌شمالگان   | جنگل‌ها، درختزارها و بوته‌زارهای مدیترانه‌ای            | جنگل‌های سوزنی‌برگ–سخت‌برگ–پهن‌برگ مدیترانه شرقی                      | لبنان                               |
| قلمرو دیرین‌شمالگان   | جنگل‌ها، درختزارها و بوته‌زارهای مدیترانه‌ای            | جنگل‌های سوزنی‌برگ–سخت‌برگ–پهن‌برگ مدیترانه شرقی                      | دولت فلسطین                         |
| قلمرو دیرین‌شمالگان   | جنگل‌ها، درختزارها و بوته‌زارهای مدیترانه‌ای            | جنگل‌های سوزنی‌برگ–سخت‌برگ–پهن‌برگ مدیترانه شرقی                      | سوریه                               |
| قلمرو دیرین‌شمالگان   | جنگل‌ها، درختزارها و بوته‌زارهای مدیترانه‌ای            | جنگل‌های سوزنی‌برگ–سخت‌برگ–پهن‌برگ مدیترانه شرقی                      | ترکیه                               |
| قلمرو دیرین‌شمالگان   | جنگل‌ها، درختزارها و بوته‌زارهای مدیترانه‌ای            | Iberian conifer forests                                           | اسپانیا                             |
| قلمرو دیرین‌شمالگان   | جنگل‌ها، درختزارها و بوته‌زارهای مدیترانه‌ای            | Iberian sclerophyllous and semi-deciduous forests                 | پرتغال                              |
| قلمرو دیرین‌شمالگان   | جنگل‌ها، درختزارها و بوته‌زارهای مدیترانه‌ای            | Iberian sclerophyllous and semi-deciduous forests                 | اسپانیا                             |
| قلمرو دیرین‌شمالگان   | جنگل‌ها، درختزارها و بوته‌زارهای مدیترانه‌ای            | Illyrian deciduous forests                                        | آلبانی                              |
| قلمرو دیرین‌شمالگان   | جنگل‌ها، درختزارها و بوته‌زارهای مدیترانه‌ای            | Illyrian deciduous forests                                        | بوسنی و هرزگوین                     |
| قلمرو دیرین‌شمالگان   | جنگل‌ها، درختزارها و بوته‌زارهای مدیترانه‌ای            | Illyrian deciduous forests                                        | کرواسی                              |
| قلمرو دیرین‌شمالگان   | جنگل‌ها، درختزارها و بوته‌زارهای مدیترانه‌ای            | Illyrian deciduous forests                                        | یونان                               |
| قلمرو دیرین‌شمالگان   | جنگل‌ها، درختزارها و بوته‌زارهای مدیترانه‌ای            | Illyrian deciduous forests                                        | ایتالیا                             |
| قلمرو دیرین‌شمالگان   | جنگل‌ها، درختزارها و بوته‌زارهای مدیترانه‌ای            | Illyrian deciduous forests                                        | مونته‌نگرو                           |
| قلمرو دیرین‌شمالگان   | جنگل‌ها، درختزارها و بوته‌زارهای مدیترانه‌ای            | Illyrian deciduous forests                                        | اسلوونی                             |
| قلمرو دیرین‌شمالگان   | جنگل‌ها، درختزارها و بوته‌زارهای مدیترانه‌ای            | Italian sclerophyllous and semi-deciduous forests                 | فرانسه                              |
| قلمرو دیرین‌شمالگان   | جنگل‌ها، درختزارها و بوته‌زارهای مدیترانه‌ای            | Italian sclerophyllous and semi-deciduous forests                 | ایتالیا                             |
| قلمرو دیرین‌شمالگان   | جنگل‌ها، درختزارها و بوته‌زارهای مدیترانه‌ای            | Italian sclerophyllous and semi-deciduous forests                 | موناکو                              |
| قلمرو دیرین‌شمالگان   | جنگل‌ها، درختزارها و بوته‌زارهای مدیترانه‌ای            | Italian sclerophyllous and semi-deciduous forests                 | سان مارینو                          |
| قلمرو دیرین‌شمالگان   | جنگل‌ها، درختزارها و بوته‌زارهای مدیترانه‌ای            | Italian sclerophyllous and semi-deciduous forests                 | واتیکان                             |
| قلمرو دیرین‌شمالگان   | جنگل‌ها، درختزارها و بوته‌زارهای مدیترانه‌ای            | Mediterranean acacia-argania dry woodlands and succulent thickets | مراکش                               |
| قلمرو دیرین‌شمالگان   | جنگل‌ها، درختزارها و بوته‌زارهای مدیترانه‌ای            | Mediterranean acacia-argania dry woodlands and succulent thickets | صحرای غربی                          |
| قلمرو دیرین‌شمالگان   | جنگل‌ها، درختزارها و بوته‌زارهای مدیترانه‌ای            | Mediterranean dry woodlands and steppe                            | الجزایر                             |
| قلمرو دیرین‌شمالگان   | جنگل‌ها، درختزارها و بوته‌زارهای مدیترانه‌ای            | Mediterranean dry woodlands and steppe                            | مصر                                 |
| قلمرو دیرین‌شمالگان   | جنگل‌ها، درختزارها و بوته‌زارهای مدیترانه‌ای            | Mediterranean dry woodlands and steppe                            | لیبی                                |
| قلمرو دیرین‌شمالگان   | جنگل‌ها، درختزارها و بوته‌زارهای مدیترانه‌ای            | Mediterranean dry woodlands and steppe                            | مراکش                               |
| قلمرو دیرین‌شمالگان   | جنگل‌ها، درختزارها و بوته‌زارهای مدیترانه‌ای            | Mediterranean dry woodlands and steppe                            | تونس                                |
| قلمرو دیرین‌شمالگان   | جنگل‌ها، درختزارها و بوته‌زارهای مدیترانه‌ای            | Mediterranean woodlands and forests                               | الجزایر                             |
| قلمرو دیرین‌شمالگان   | جنگل‌ها، درختزارها و بوته‌زارهای مدیترانه‌ای            | Mediterranean woodlands and forests                               | لیبی                                |
| قلمرو دیرین‌شمالگان   | جنگل‌ها، درختزارها و بوته‌زارهای مدیترانه‌ای            | Mediterranean woodlands and forests                               | مراکش                               |
| قلمرو دیرین‌شمالگان   | جنگل‌ها، درختزارها و بوته‌زارهای مدیترانه‌ای            | Mediterranean woodlands and forests                               | تونس                                |
| قلمرو دیرین‌شمالگان   | جنگل‌ها، درختزارها و بوته‌زارهای مدیترانه‌ای            | Northeastern Spain and Southern France Mediterranean forests      | فرانسه                              |
| قلمرو دیرین‌شمالگان   | جنگل‌ها، درختزارها و بوته‌زارهای مدیترانه‌ای            | Northeastern Spain and Southern France Mediterranean forests      | ایتالیا                             |
| قلمرو دیرین‌شمالگان   | جنگل‌ها، درختزارها و بوته‌زارهای مدیترانه‌ای            | Northeastern Spain and Southern France Mediterranean forests      | اسپانیا                             |
| قلمرو دیرین‌شمالگان   | جنگل‌ها، درختزارها و بوته‌زارهای مدیترانه‌ای            | Northwest Iberian montane forests                                 | پرتغال                              |
| قلمرو دیرین‌شمالگان   | جنگل‌ها، درختزارها و بوته‌زارهای مدیترانه‌ای            | Northwest Iberian montane forests                                 | اسپانیا                             |
| قلمرو دیرین‌شمالگان   | جنگل‌ها، درختزارها و بوته‌زارهای مدیترانه‌ای            | جنگل‌های مخلوط کوه‌های پیندوس                                       | آلبانی                              |
| قلمرو دیرین‌شمالگان   | جنگل‌ها، درختزارها و بوته‌زارهای مدیترانه‌ای            | جنگل‌های مخلوط کوه‌های پیندوس                                       | یونان                               |
| قلمرو دیرین‌شمالگان   | جنگل‌ها، درختزارها و بوته‌زارهای مدیترانه‌ای            | جنگل‌های مخلوط کوه‌های پیندوس                                       | کوزوو                               |
| قلمرو دیرین‌شمالگان   | جنگل‌ها، درختزارها و بوته‌زارهای مدیترانه‌ای            | جنگل‌های مخلوط کوه‌های پیندوس                                       | مقدونیه شمالی                       |
| قلمرو دیرین‌شمالگان   | جنگل‌ها، درختزارها و بوته‌زارهای مدیترانه‌ای            | South Apennine mixed montane forests                              | ایتالیا                             |
| قلمرو دیرین‌شمالگان   | جنگل‌ها، درختزارها و بوته‌زارهای مدیترانه‌ای            | Southeastern Iberian shrubs and woodlands                         | اسپانیا                             |
| قلمرو دیرین‌شمالگان   | جنگل‌ها، درختزارها و بوته‌زارهای مدیترانه‌ای            | جنگل‌های خزان‌دار و سوزنی‌برگ کوهستانی آناتولی جنوبی                 | اسرائیل                             |
| قلمرو دیرین‌شمالگان   | جنگل‌ها، درختزارها و بوته‌زارهای مدیترانه‌ای            | جنگل‌های خزان‌دار و سوزنی‌برگ کوهستانی آناتولی جنوبی                 | لبنان                               |
| قلمرو دیرین‌شمالگان   | جنگل‌ها، درختزارها و بوته‌زارهای مدیترانه‌ای            | جنگل‌های خزان‌دار و سوزنی‌برگ کوهستانی آناتولی جنوبی                 | سوریه                               |
| قلمرو دیرین‌شمالگان   | جنگل‌ها، درختزارها و بوته‌زارهای مدیترانه‌ای            | جنگل‌های خزان‌دار و سوزنی‌برگ کوهستانی آناتولی جنوبی                 | ترکیه                               |
| قلمرو دیرین‌شمالگان   | جنگل‌ها، درختزارها و بوته‌زارهای مدیترانه‌ای            | Southwest Iberian Mediterranean sclerophyllous and mixed forests  | جبل‌الطارق                           |
| قلمرو دیرین‌شمالگان   | جنگل‌ها، درختزارها و بوته‌زارهای مدیترانه‌ای            | Southwest Iberian Mediterranean sclerophyllous and mixed forests  | پرتغال                              |
| قلمرو دیرین‌شمالگان   | جنگل‌ها، درختزارها و بوته‌زارهای مدیترانه‌ای            | Southwest Iberian Mediterranean sclerophyllous and mixed forests  | اسپانیا                             |
| قلمرو دیرین‌شمالگان   | جنگل‌ها، درختزارها و بوته‌زارهای مدیترانه‌ای            | Tyrrhenian–Adriatic sclerophyllous and mixed forests              | فرانسه                              |
| قلمرو دیرین‌شمالگان   | جنگل‌ها، درختزارها و بوته‌زارهای مدیترانه‌ای            | Tyrrhenian–Adriatic sclerophyllous and mixed forests              | ایتالیا                             |
| قلمرو دیرین‌شمالگان   | جنگل‌ها، درختزارها و بوته‌زارهای مدیترانه‌ای            | Tyrrhenian–Adriatic sclerophyllous and mixed forests              | مالت                                |
| قلمرو دیرین‌شمالگان   | بیابان‌ها و درختچه‌زارهای خشک                          | کوه‌های نیمه بیابانی افغانستان                                     | افغانستان                           |
| قلمرو دیرین‌شمالگان   | بیابان‌ها و درختچه‌زارهای خشک                          | Alashan Plateau semi-desert                                       | چین                                 |
| قلمرو دیرین‌شمالگان   | بیابان‌ها و درختچه‌زارهای خشک                          | Alashan Plateau semi-desert                                       | مغولستان                            |
| قلمرو دیرین‌شمالگان   | بیابان‌ها و درختچه‌زارهای خشک                          | بیابان عربی                                                       | مصر                                 |
| قلمرو دیرین‌شمالگان   | بیابان‌ها و درختچه‌زارهای خشک                          | بیابان عربی                                                       | عراق                                |
| قلمرو دیرین‌شمالگان   | بیابان‌ها و درختچه‌زارهای خشک                          | بیابان عربی                                                       | اسرائیل                             |
| قلمرو دیرین‌شمالگان   | بیابان‌ها و درختچه‌زارهای خشک                          | بیابان عربی                                                       | کویت                                |
| قلمرو دیرین‌شمالگان   | بیابان‌ها و درختچه‌زارهای خشک                          | بیابان عربی                                                       | دولت فلسطین                         |
| قلمرو دیرین‌شمالگان   | بیابان‌ها و درختچه‌زارهای خشک                          | بیابان عربی                                                       | عربستان سعودی                       |
| قلمرو دیرین‌شمالگان   | بیابان‌ها و درختچه‌زارهای خشک                          | بیابان عربی                                                       | یمن                                 |
| قلمرو دیرین‌شمالگان   | بیابان‌ها و درختچه‌زارهای خشک                          | Atlantic coastal desert                                           | موریتانی                            |
| قلمرو دیرین‌شمالگان   | بیابان‌ها و درختچه‌زارهای خشک                          | Atlantic coastal desert                                           | صحرای غربی                          |
| قلمرو دیرین‌شمالگان   | بیابان‌ها و درختچه‌زارهای خشک                          | استپ و بیابان درختچه‌ای آذربایجان                                  | جمهوری آذربایجان                    |
| قلمرو دیرین‌شمالگان   | بیابان‌ها و درختچه‌زارهای خشک                          | استپ و بیابان درختچه‌ای آذربایجان                                  | گرجستان                             |
| قلمرو دیرین‌شمالگان   | بیابان‌ها و درختچه‌زارهای خشک                          | استپ و بیابان درختچه‌ای آذربایجان                                  | ایران                               |
| قلمرو دیرین‌شمالگان   | بیابان‌ها و درختچه‌زارهای خشک                          | نیمه‌بیابان بادخیز و کربیل                                         | افغانستان                           |
| قلمرو دیرین‌شمالگان   | بیابان‌ها و درختچه‌زارهای خشک                          | نیمه‌بیابان بادخیز و کربیل                                         | ایران                               |
| قلمرو دیرین‌شمالگان   | بیابان‌ها و درختچه‌زارهای خشک                          | نیمه‌بیابان بادخیز و کربیل                                         | تاجیکستان                           |
| قلمرو دیرین‌شمالگان   | بیابان‌ها و درختچه‌زارهای خشک                          | نیمه‌بیابان بادخیز و کربیل                                         | ترکمنستان                           |
| قلمرو دیرین‌شمالگان   | بیابان‌ها و درختچه‌زارهای خشک                          | نیمه‌بیابان بادخیز و کربیل                                         | ازبکستان                            |
| قلمرو دیرین‌شمالگان   | بیابان‌ها و درختچه‌زارهای خشک                          | درختزارهای خشک بلوچستان                                           | افغانستان                           |
| قلمرو دیرین‌شمالگان   | بیابان‌ها و درختچه‌زارهای خشک                          | درختزارهای خشک بلوچستان                                           | پاکستان                             |
| قلمرو دیرین‌شمالگان   | بیابان‌ها و درختچه‌زارهای خشک                          | بیابان پست‌بوم کاسپین                                              | ایران                               |
| قلمرو دیرین‌شمالگان   | بیابان‌ها و درختچه‌زارهای خشک                          | بیابان پست‌بوم کاسپین                                              | قزاقستان                            |
| قلمرو دیرین‌شمالگان   | بیابان‌ها و درختچه‌زارهای خشک                          | بیابان پست‌بوم کاسپین                                              | روسیه                               |
| قلمرو دیرین‌شمالگان   | بیابان‌ها و درختچه‌زارهای خشک                          | بیابان پست‌بوم کاسپین                                              | ترکمنستان                           |
| قلمرو دیرین‌شمالگان   | بیابان‌ها و درختچه‌زارهای خشک                          | درختزارهای خشک کوه‌های مرکزی افغانستان                             | افغانستان                           |
| قلمرو دیرین‌شمالگان   | بیابان‌ها و درختچه‌زارهای خشک                          | Central Asian northern desert                                     | قزاقستان                            |
| قلمرو دیرین‌شمالگان   | بیابان‌ها و درختچه‌زارهای خشک                          | Central Asian northern desert                                     | قرقیزستان                           |
| قلمرو دیرین‌شمالگان   | بیابان‌ها و درختچه‌زارهای خشک                          | Central Asian northern desert                                     | ازبکستان                            |
| قلمرو دیرین‌شمالگان   | بیابان‌ها و درختچه‌زارهای خشک                          | Central Asian riparian woodlands                                  | قزاقستان                            |
| قلمرو دیرین‌شمالگان   | بیابان‌ها و درختچه‌زارهای خشک                          | Central Asian riparian woodlands                                  | ترکمنستان                           |
| قلمرو دیرین‌شمالگان   | بیابان‌ها و درختچه‌زارهای خشک                          | Central Asian riparian woodlands                                  | ازبکستان                            |
| قلمرو دیرین‌شمالگان   | بیابان‌ها و درختچه‌زارهای خشک                          | Central Asian southern desert                                     | قزاقستان                            |
| قلمرو دیرین‌شمالگان   | بیابان‌ها و درختچه‌زارهای خشک                          | Central Asian southern desert                                     | ترکمنستان                           |
| قلمرو دیرین‌شمالگان   | بیابان‌ها و درختچه‌زارهای خشک                          | Central Asian southern desert                                     | ازبکستان                            |
| قلمرو دیرین‌شمالگان   | بیابان‌ها و درختچه‌زارهای خشک                          | حوضه‌های بیابانی ایران مرکزی                                       | افغانستان                           |
| قلمرو دیرین‌شمالگان   | بیابان‌ها و درختچه‌زارهای خشک                          | حوضه‌های بیابانی ایران مرکزی                                       | ایران                               |
| قلمرو دیرین‌شمالگان   | بیابان‌ها و درختچه‌زارهای خشک                          | Eastern Gobi desert steppe                                        | چین                                 |
| قلمرو دیرین‌شمالگان   | بیابان‌ها و درختچه‌زارهای خشک                          | Eastern Gobi desert steppe                                        | مغولستان                            |
| قلمرو دیرین‌شمالگان   | بیابان‌ها و درختچه‌زارهای خشک                          | Gobi Lakes Valley desert steppe                                   | مغولستان                            |
| قلمرو دیرین‌شمالگان   | بیابان‌ها و درختچه‌زارهای خشک                          | Great Lakes Basin desert steppe                                   | مغولستان                            |
| قلمرو دیرین‌شمالگان   | بیابان‌ها و درختچه‌زارهای خشک                          | Great Lakes Basin desert steppe                                   | روسیه                               |
| قلمرو دیرین‌شمالگان   | بیابان‌ها و درختچه‌زارهای خشک                          | جونغارستان                                                        | چین                                 |
| قلمرو دیرین‌شمالگان   | بیابان‌ها و درختچه‌زارهای خشک                          | جونغارستان                                                        | قزاقستان                            |
| قلمرو دیرین‌شمالگان   | بیابان‌ها و درختچه‌زارهای خشک                          | جونغارستان                                                        | مغولستان                            |
| قلمرو دیرین‌شمالگان   | بیابان‌ها و درختچه‌زارهای خشک                          | Kazakh semi-desert                                                | قزاقستان                            |
| قلمرو دیرین‌شمالگان   | بیابان‌ها و درختچه‌زارهای خشک                          | نیمه‌بیابان کپه‌داغ                                                 | ایران                               |
| قلمرو دیرین‌شمالگان   | بیابان‌ها و درختچه‌زارهای خشک                          | نیمه‌بیابان کپه‌داغ                                                 | ترکمنستان                           |
| قلمرو دیرین‌شمالگان   | بیابان‌ها و درختچه‌زارهای خشک                          | بیابان درختچه‌ای بین‌النهرین                                        | ایران                               |
| قلمرو دیرین‌شمالگان   | بیابان‌ها و درختچه‌زارهای خشک                          | بیابان درختچه‌ای بین‌النهرین                                        | عراق                                |
| قلمرو دیرین‌شمالگان   | بیابان‌ها و درختچه‌زارهای خشک                          | بیابان درختچه‌ای بین‌النهرین                                        | اسرائیل                             |
| قلمرو دیرین‌شمالگان   | بیابان‌ها و درختچه‌زارهای خشک                          | بیابان درختچه‌ای بین‌النهرین                                        | اردن                                |
| قلمرو دیرین‌شمالگان   | بیابان‌ها و درختچه‌زارهای خشک                          | بیابان درختچه‌ای بین‌النهرین                                        | دولت فلسطین                         |
| قلمرو دیرین‌شمالگان   | بیابان‌ها و درختچه‌زارهای خشک                          | بیابان درختچه‌ای بین‌النهرین                                        | سوریه                               |
| قلمرو دیرین‌شمالگان   | بیابان‌ها و درختچه‌زارهای خشک                          | استپ و درختزارهای شمال صحرای آفریقا                               | الجزایر                             |
| قلمرو دیرین‌شمالگان   | بیابان‌ها و درختچه‌زارهای خشک                          | استپ و درختزارهای شمال صحرای آفریقا                               | مصر                                 |
| قلمرو دیرین‌شمالگان   | بیابان‌ها و درختچه‌زارهای خشک                          | استپ و درختزارهای شمال صحرای آفریقا                               | لیبی                                |
| قلمرو دیرین‌شمالگان   | بیابان‌ها و درختچه‌زارهای خشک                          | استپ و درختزارهای شمال صحرای آفریقا                               | موریتانی                            |
| قلمرو دیرین‌شمالگان   | بیابان‌ها و درختچه‌زارهای خشک                          | استپ و درختزارهای شمال صحرای آفریقا                               | مراکش                               |
| قلمرو دیرین‌شمالگان   | بیابان‌ها و درختچه‌زارهای خشک                          | استپ و درختزارهای شمال صحرای آفریقا                               | تونس                                |
| قلمرو دیرین‌شمالگان   | بیابان‌ها و درختچه‌زارهای خشک                          | استپ و درختزارهای شمال صحرای آفریقا                               | صحرای غربی                          |
| قلمرو دیرین‌شمالگان   | بیابان‌ها و درختچه‌زارهای خشک                          | جنگل‌های خشک پاروپامیسوس                                           | افغانستان                           |
| قلمرو دیرین‌شمالگان   | بیابان‌ها و درختچه‌زارهای خشک                          | جنگل‌های خشک پاروپامیسوس                                           | تاجیکستان                           |
| قلمرو دیرین‌شمالگان   | بیابان‌ها و درختچه‌زارهای خشک                          | بیابان و نیمه‌بیابان خلیج فارس                                     | بحرین                               |
| قلمرو دیرین‌شمالگان   | بیابان‌ها و درختچه‌زارهای خشک                          | بیابان و نیمه‌بیابان خلیج فارس                                     | کویت                                |
| قلمرو دیرین‌شمالگان   | بیابان‌ها و درختچه‌زارهای خشک                          | بیابان و نیمه‌بیابان خلیج فارس                                     | قطر                                 |
| قلمرو دیرین‌شمالگان   | بیابان‌ها و درختچه‌زارهای خشک                          | بیابان و نیمه‌بیابان خلیج فارس                                     | عربستان سعودی                       |
| قلمرو دیرین‌شمالگان   | بیابان‌ها و درختچه‌زارهای خشک                          | بیابان و نیمه‌بیابان خلیج فارس                                     | امارات متحده عربی                   |
| قلمرو دیرین‌شمالگان   | بیابان‌ها و درختچه‌زارهای خشک                          | Qaidam Basin semi-desert                                          | چین                                 |
| قلمرو دیرین‌شمالگان   | بیابان‌ها و درختچه‌زارهای خشک                          | Red Sea coastal desert                                            | مصر                                 |
| قلمرو دیرین‌شمالگان   | بیابان‌ها و درختچه‌زارهای خشک                          | Red Sea coastal desert                                            | سودان                               |
| قلمرو دیرین‌شمالگان   | بیابان‌ها و درختچه‌زارهای خشک                          | بیابان و نیمه‌بیابان حاره‌ای نوبی–سندی دریای سرخ                    | مصر                                 |
| قلمرو دیرین‌شمالگان   | بیابان‌ها و درختچه‌زارهای خشک                          | بیابان و نیمه‌بیابان حاره‌ای نوبی–سندی دریای سرخ                    | اردن                                |
| قلمرو دیرین‌شمالگان   | بیابان‌ها و درختچه‌زارهای خشک                          | بیابان و نیمه‌بیابان حاره‌ای نوبی–سندی دریای سرخ                    | عمان                                |
| قلمرو دیرین‌شمالگان   | بیابان‌ها و درختچه‌زارهای خشک                          | بیابان و نیمه‌بیابان حاره‌ای نوبی–سندی دریای سرخ                    | عربستان سعودی                       |
| قلمرو دیرین‌شمالگان   | بیابان‌ها و درختچه‌زارهای خشک                          | بیابان و نیمه‌بیابان حاره‌ای نوبی–سندی دریای سرخ                    | یمن                                 |
| قلمرو دیرین‌شمالگان   | بیابان‌ها و درختچه‌زارهای خشک                          | بیابان ماسه‌ای ریگستان–شمال پاکستان                                | افغانستان                           |
| قلمرو دیرین‌شمالگان   | بیابان‌ها و درختچه‌زارهای خشک                          | بیابان ماسه‌ای ریگستان–شمال پاکستان                                | ایران                               |
| قلمرو دیرین‌شمالگان   | بیابان‌ها و درختچه‌زارهای خشک                          | بیابان ماسه‌ای ریگستان–شمال پاکستان                                | پاکستان                             |
| قلمرو دیرین‌شمالگان   | بیابان‌ها و درختچه‌زارهای خشک                          | بیابان و نیمه‌بیابان نوبی–سندی جنوب ایران                          | افغانستان                           |
| قلمرو دیرین‌شمالگان   | بیابان‌ها و درختچه‌زارهای خشک                          | بیابان و نیمه‌بیابان نوبی–سندی جنوب ایران                          | ایران                               |
| قلمرو دیرین‌شمالگان   | بیابان‌ها و درختچه‌زارهای خشک                          | بیابان و نیمه‌بیابان نوبی–سندی جنوب ایران                          | عراق                                |
| قلمرو دیرین‌شمالگان   | بیابان‌ها و درختچه‌زارهای خشک                          | South Saharan steppe and woodlands                                | الجزایر                             |
| قلمرو دیرین‌شمالگان   | بیابان‌ها و درختچه‌زارهای خشک                          | South Saharan steppe and woodlands                                | چاد                                 |
| قلمرو دیرین‌شمالگان   | بیابان‌ها و درختچه‌زارهای خشک                          | South Saharan steppe and woodlands                                | مصر                                 |
| قلمرو دیرین‌شمالگان   | بیابان‌ها و درختچه‌زارهای خشک                          | South Saharan steppe and woodlands                                | مالی                                |
| قلمرو دیرین‌شمالگان   | بیابان‌ها و درختچه‌زارهای خشک                          | South Saharan steppe and woodlands                                | موریتانی                            |
| قلمرو دیرین‌شمالگان   | بیابان‌ها و درختچه‌زارهای خشک                          | South Saharan steppe and woodlands                                | نیجر                                |
| قلمرو دیرین‌شمالگان   | بیابان‌ها و درختچه‌زارهای خشک                          | South Saharan steppe and woodlands                                | سودان                               |
| قلمرو دیرین‌شمالگان   | بیابان‌ها و درختچه‌زارهای خشک                          | تکله‌مکان                                                          | چین                                 |
| قلمرو دیرین‌شمالگان   | بیابان‌ها و درختچه‌زارهای خشک                          | Tibesti–Jebel Uweinat montane xeric woodlands                     | چاد                                 |
| قلمرو دیرین‌شمالگان   | بیابان‌ها و درختچه‌زارهای خشک                          | Tibesti–Jebel Uweinat montane xeric woodlands                     | مصر                                 |
| قلمرو دیرین‌شمالگان   | بیابان‌ها و درختچه‌زارهای خشک                          | Tibesti–Jebel Uweinat montane xeric woodlands                     | لیبی                                |
| قلمرو دیرین‌شمالگان   | بیابان‌ها و درختچه‌زارهای خشک                          | Tibesti–Jebel Uweinat montane xeric woodlands                     | سودان                               |
| قلمرو دیرین‌شمالگان   | بیابان‌ها و درختچه‌زارهای خشک                          | West Saharan montane xeric woodlands                              | الجزایر                             |
| قلمرو دیرین‌شمالگان   | بیابان‌ها و درختچه‌زارهای خشک                          | West Saharan montane xeric woodlands                              | لیبی                                |
| قلمرو دیرین‌شمالگان   | بیابان‌ها و درختچه‌زارهای خشک                          | West Saharan montane xeric woodlands                              | مالی                                |
| قلمرو دیرین‌شمالگان   | بیابان‌ها و درختچه‌زارهای خشک                          | West Saharan montane xeric woodlands                              | موریتانی                            |
| قلمرو دیرین‌شمالگان   | بیابان‌ها و درختچه‌زارهای خشک                          | West Saharan montane xeric woodlands                              | نیجر                                |